# Michelangelo Buonarroti
Michelangelo Buonarroti, noto semplicemente come Michelangelo (Caprese, 6 marzo 1475 – Roma, 18 febbraio 1564), è stato uno scultore, pittore, architetto e poeta italiano.

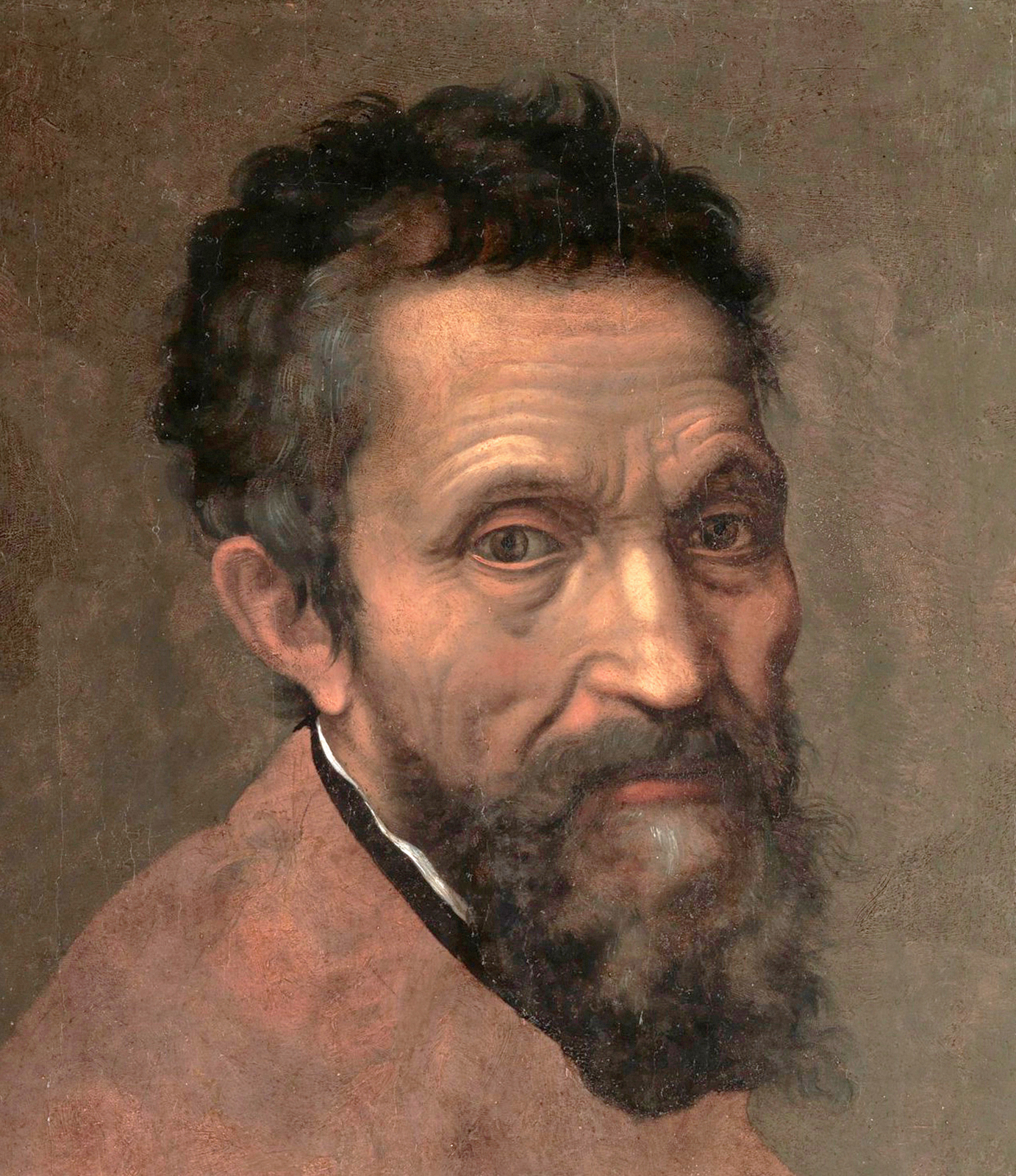
Daniele da Volterra, Ritratto di Michelangelo

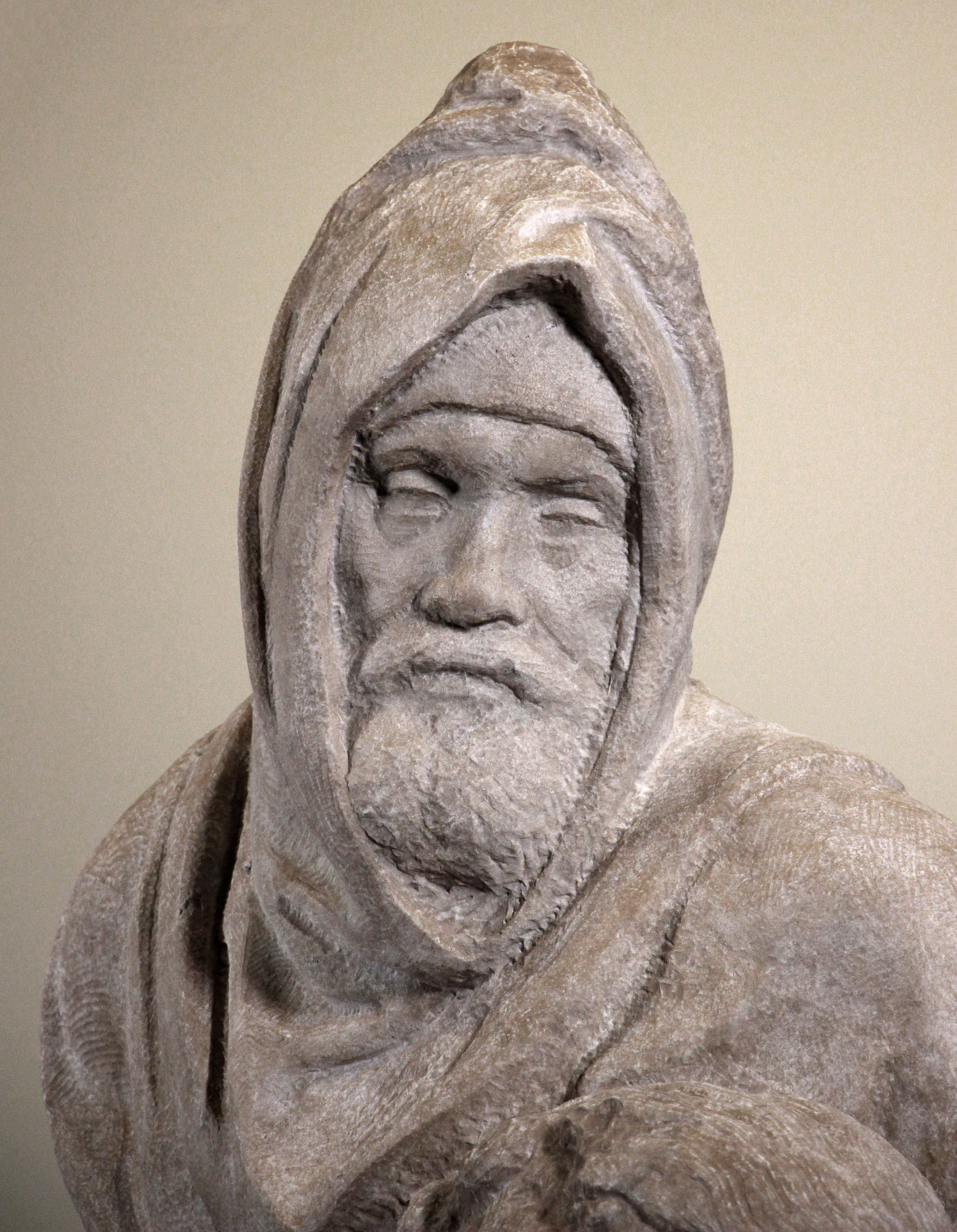
Autoritratto (?) come Nicodemo, Pietà Bandini

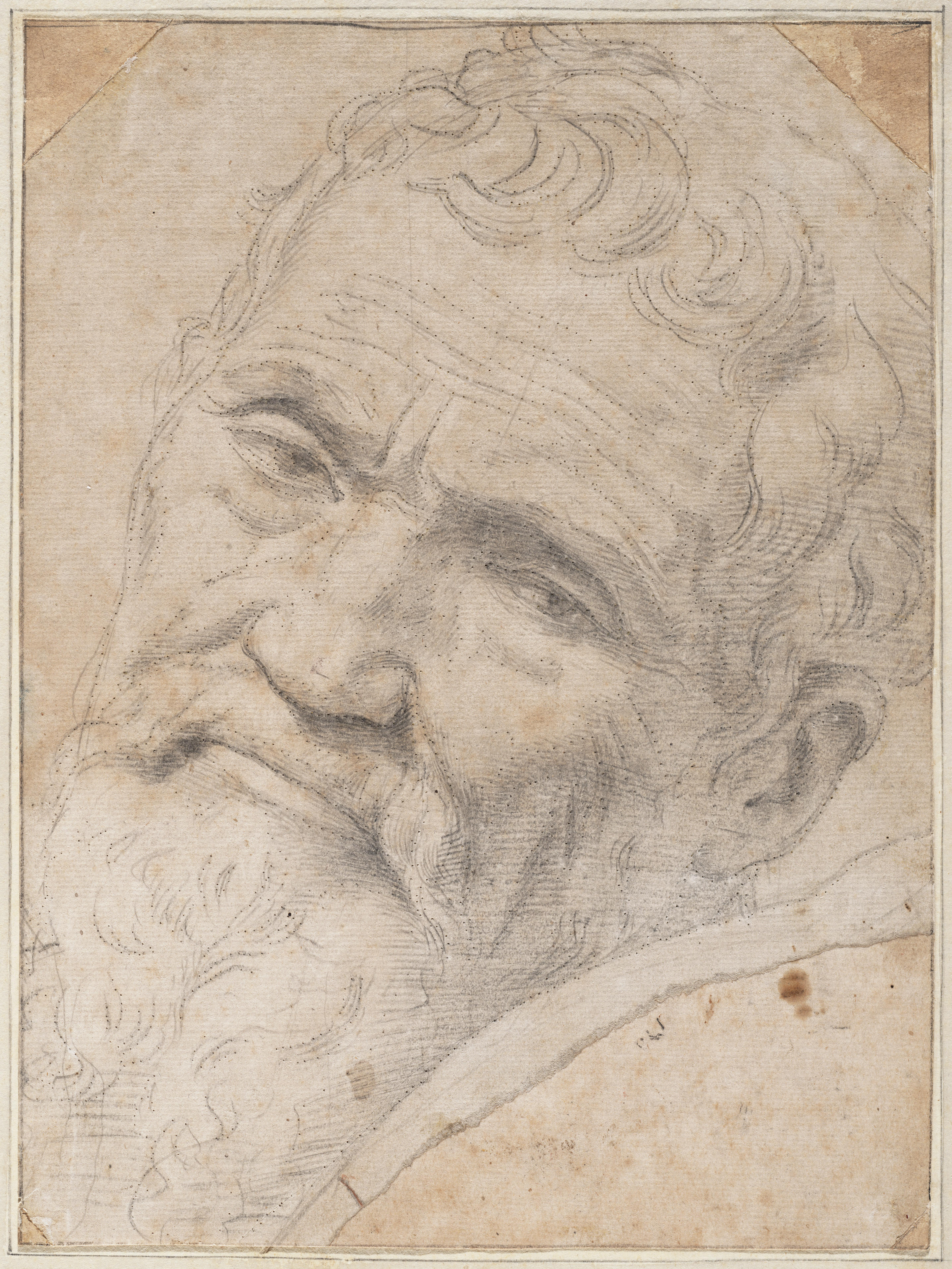
Michelangelo, disegno di Daniele da Volterra

Soprannominato "Divin Artista" e definito "Artista universale", fu protagonista del Rinascimento italiano, e già in vita fu riconosciuto dai suoi contemporanei come uno dei più grandi artisti di tutti i tempi. Personalità tanto geniale quanto irrequieta, il suo nome è legato ad alcune delle più maestose opere dell'arte occidentale, fra cui si annoverano il David, il Mosè, la Pietà del Vaticano, la Cupola di San Pietro e il ciclo di affreschi nella Cappella Sistina, tutti considerati traguardi eccezionali dell'ingegno creativo.
Lo studio delle sue opere segnò le generazioni artistiche successive dando un forte impulso alla corrente del manierismo.

## Nome
Nelle fonti coeve, Michelangelo è chiamato in latino Michael.Angelus (la firma dell'autore sulla Pietà vaticana è MICHAEL.A[N]GELVS BONAROTVS FLORENT[INVS]) e in italiano Michelagnolo, come risulta dalla biografia del 1553 Vita di Michelagnolo Buonarroti scritta da Ascanio Condivi, suo discepolo e collaboratore. Lo stesso Vasari lo chiamava Michelagnolo e il nome rimase tale fino alla metà dell’Ottocento.
Il cambio in Michelangiolo prima e la successiva italianizzazione in Michelangelo poi, avvengono tra l’800 e il ‘900.
Benché tra le nuove generazioni si sia affermata la versione moderna, a Firenze resiste la variante ottocentesca di Michelangiolo nel parlato degli anziani e nella denominazione di luoghi simbolo della città (viale Michelangiolo, piazzale Michelangiolo, Liceo Classico Michelangiolo, ecc.).

## Biografia

### Gioventù

#### Origini

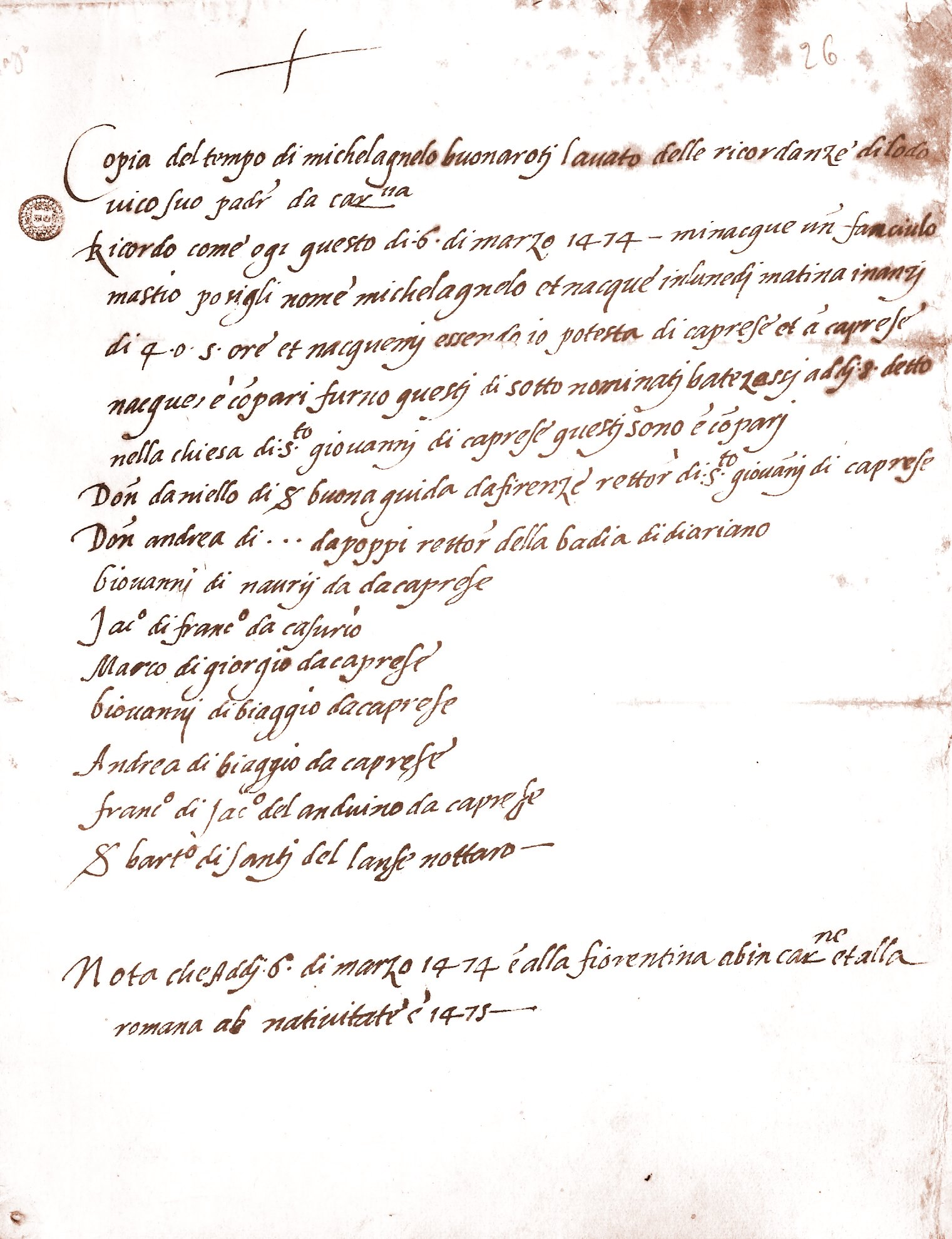
Il ricordo del padre sulla nascita di Michelangelo

Michelangelo Buonarroti nacque il 6 marzo 1475 a Caprese, in Valtiberina, vicino ad Arezzo, da Ludovico di Leonardo Buonarroti Simoni, podestà al Castello di Chiusi e di Caprese, e Francesca di Neri del Miniato del Sera. La famiglia era fiorentina, ma il padre si trovava nella cittadina per ricoprire la carica politica di podestà. Michelangelo era il secondogenito, su un totale di cinque figli della coppia.
I Buonarroti di Firenze facevano parte del patriziato fiorentino. Nessuno in famiglia aveva fino ad allora intrapreso la carriera artistica, né l'arte "meccanica" (cioè un mestiere che richiedeva sforzo fisico) poco consona al loro status, ricoprendo piuttosto incarichi nei pubblici uffici: due secoli prima un antenato, Simone di Buonarrota, era nel Consiglio dei Cento Savi e aveva ricoperto le maggiori cariche pubbliche. Possedevano uno scudo d'arme e patronavano una cappella nella basilica di Santa Croce.
All'epoca della nascita di Michelangelo, la famiglia attraversava però un momento di penuria economica: il padre era talmente impoverito che stava addirittura per perdere i suoi privilegi di cittadino fiorentino. La podesteria di Caprese, uno dei meno significativi possedimenti fiorentini, era un incarico politico di scarsa importanza, da lui accettato per cercare di assicurare una sopravvivenza decorosa alla propria famiglia, arrotondando le magre rendite di alcuni poderi nei dintorni di Firenze. Il declino influenzò pesantemente le scelte familiari, nonché il destino del giovane Michelangelo e la sua personalità: la preoccupazione per il benessere economico, suo e dei suoi familiari, fu una costante in tutta la sua vita.

#### Infanzia (1475-1487)
Già alla fine di marzo, terminata la carica semestrale di Ludovico Buonarroti, tornò presso Firenze, a Settignano, probabilmente alla poi detta Villa Michelangelo, dove il neonato venne affidato a una balia locale. Settignano era un paese di scalpellini, poiché vi si estraeva la pietra serena, da secoli utilizzata a Firenze nell'edilizia di pregio. Anche la balia di Michelangelo era figlia e moglie di scalpellini. Diventato un artista famoso, Michelangelo, spiegando perché preferiva la scultura alle altre arti, ricordava proprio questo affidamento, sostenendo di provenire da un paese di "scultori e scalpellini", dove dalla balia aveva bevuto «latte impastato con la polvere di marmo».
Nel 1481 la madre di Michelangelo morì; egli aveva soltanto sei anni. L'educazione scolastica del fanciullo venne affidata all'umanista Francesco Galatea da Urbino, che gli impartì lezioni di grammatica. In quegli anni conobbe l'amico Francesco Granacci, che lo incoraggiò nel disegno. Ai figli cadetti di famiglie patrizie era di solito riservata la carriera ecclesiastica o militare, ma Michelangelo, secondo la tradizione, aveva manifestato fin da giovanissimo una forte inclinazione artistica, che nella biografia di Ascanio Condivi, redatta con la collaborazione dell'artista stesso, viene ricordata come ostacolata a tutti i costi dal padre, che non la spuntò però sull'eroica resistenza del figlio.

#### Formazione presso il Ghirlandaio (1487-1488)

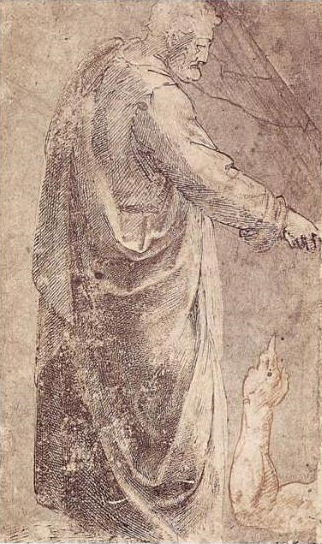
Michelangelo, San Pietro da Masaccio, 1488-1490 circa. Penna e sanguigna su carta. Staatliche Graphische Sammlung, Monaco.

Nel 1487 Michelangelo finalmente approdò alla bottega di Domenico Ghirlandaio, artista fiorentino tra i più quotati dell'epoca.
Ascanio Condivi, nella Vita di Michelagnolo Buonarroti, omettendo la notizia e sottolineando la resistenza paterna, sembra voler enfatizzare un motivo più che altro letterario e celebrativo, cioè il carattere innato e autodidatta dell'artista: dopotutto, l'avvio consenziente di Michelangelo a una carriera considerata "artigianale", era per il costume dell'epoca una ratifica di una retrocessione sociale della famiglia. Ecco perché, una volta divenuto famoso, egli cercò di nascondere gli inizi della sua attività in bottega, parlandone non come di un normale apprendistato professionale, ma come se si fosse trattato di una chiamata inarrestabile dello spirito, una vocazione, contro la quale il padre avrebbe inutilmente tentato di resistere.
In realtà sembra ormai quasi certo che Michelangelo fu mandato a bottega proprio dal padre a causa dell'indigenza familiare: la famiglia aveva bisogno dei soldi dell'apprendistato del ragazzo, al quale così non poté essere data un'istruzione classica. La notizia è data da Vasari, che già nella prima edizione delle Vite (1550), descrisse, appunto, come fu Ludovico stesso a condurre il figlio dodicenne nella bottega del Ghirlandaio, suo conoscente, mostrandogli alcuni fogli disegnati dal fanciullo, affinché lo tenesse con sé, alleviando le spese per i numerosi figli, e convenendo assieme al maestro un "giusto et onesto salario, che in quel tempo così si costumava". Lo stesso storico aretino ricorda le sue basi documentarie, nei ricordi di Ludovico e nelle ricevute di bottega conservate all'epoca da Ridolfo del Ghirlandaio, figlio del celebre pittore. In particolare, in un "ricordo" del padre, datato 1º aprile 1488, Vasari lesse i termini dell'accordo con i fratelli Ghirlandaio, prevedendo una permanenza del figlio a bottega per tre anni, per un compenso di venticinque fiorini d'oro. Inoltre in elenco di creditori della bottega artistica, al giugno 1487, è registrato anche Michelangelo dodicenne.
In quel periodo la bottega del Ghirlandaio era attiva al ciclo affrescato della Cappella Tornabuoni in Santa Maria Novella, dove Michelangelo poté certamente apprendere una tecnica pittorica avanzata. La giovane età del fanciullo (che al termine degli affreschi aveva quindici anni) lo relegherebbe a mestieri da garzone (preparazione dei colori, riempimento di partiture semplici e decorative), ma è altresì noto che egli era il migliore tra gli allievi e non è da escludere che gli fossero affidati alcuni compiti di maggior rilievo: Vasari riportò come Domenico avesse sorpreso il fanciullo a "ritrarre di naturale il ponte" (il ponteggio) "con alcuni deschi, con tutte le masserizie dell'arte, et alcuni di que' giovani che lavoravano", tanto che fece esclamare al maestro "Costui ne sa più di me". Alcuni storici hanno ipotizzato un suo intervento diretto in alcuni ignudi del Battesimo di Cristo e della Presentazione al Tempio oppure nello scultoreo San Giovannino nel deserto, ma in realtà la mancanza di termini di paragone e riscontri oggettivi ha sempre impossibilitato una definitiva conferma.
Sicuro è invece che il giovane manifestò un forte interesse per i maestri alla base della scuola fiorentina, soprattutto Giotto e Masaccio, copiando direttamente i loro affreschi nelle cappelle di Santa Croce e nella Brancacci in Santa Maria del Carmine. Un esempio è il massiccio San Pietro da Masaccio, copia dal Pagamento del tributo. Condivi scrisse anche di una copia da una stampa tedesca di un Sant'Antonio tormentato da diavoli: l'opera è stata recentemente riconosciuta nel Tormento di sant'Antonio, copia da Martin Schongauer, acquistato dal Kimbell Art Museum di Fort Worth, in Texas.

#### Al giardino neoplatonico (1488-1490)

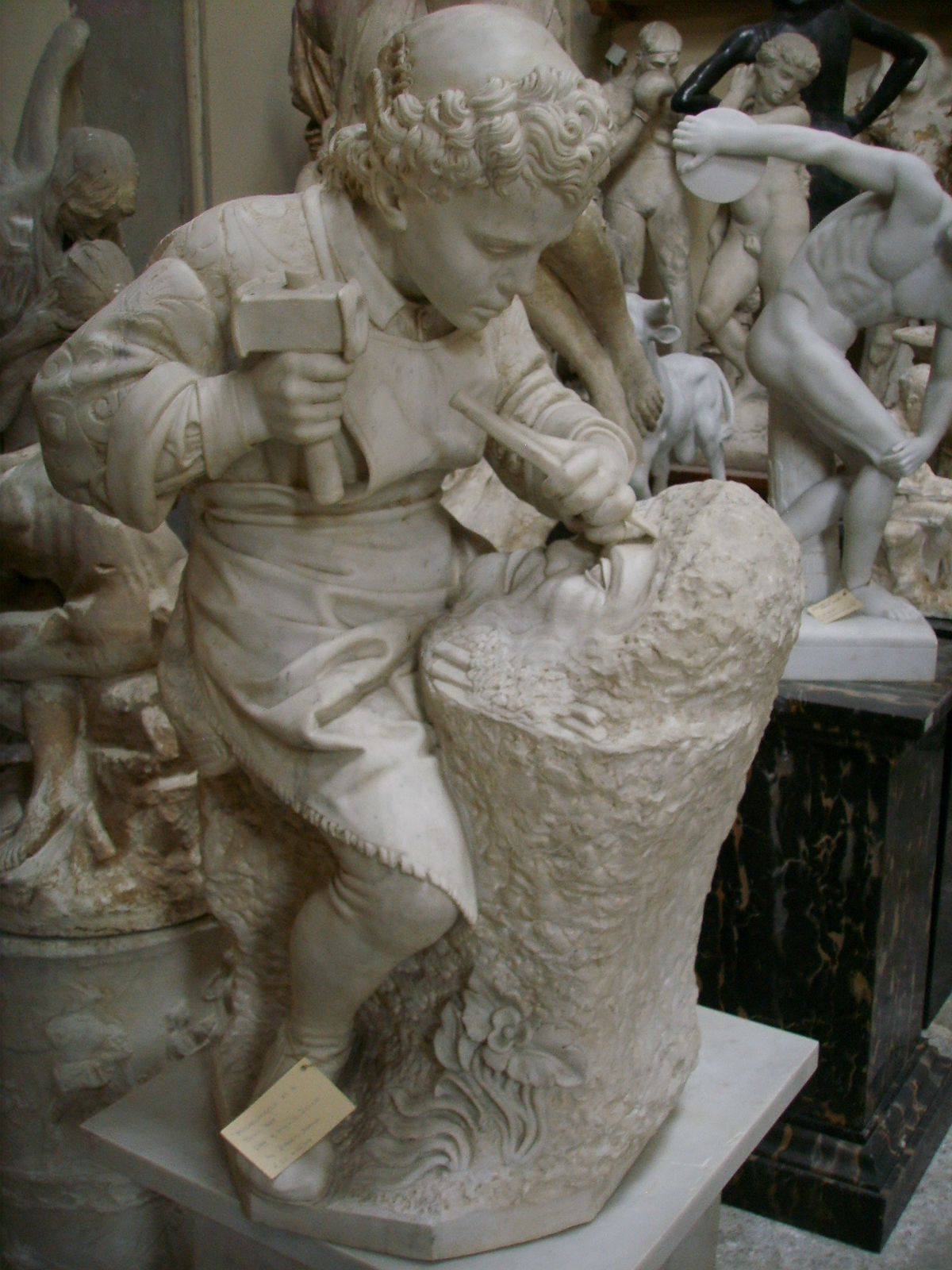
Copia da Cesare Zocchi, Michelangelo giovane scolpisce la testa di fauno, Studio Romanelli, Firenze

Molto probabilmente Michelangelo non terminò il triennio formativo in bottega, a giudicare dalle vaghe indicazioni della biografia del Condivi. Forse si burlò del proprio maestro, sostituendo un ritratto della mano di Domenico, che doveva rifare per esercizio, con la sua copia, senza che il Ghirlandaio si accorgesse della differenza, "con un suo compagno […] ridendosene".
In ogni caso, pare che su suggerimento di un altro apprendista, Francesco Granacci, Michelangelo cominciò a frequentare il giardino di San Marco, una sorta di accademia artistica sostenuta economicamente da Lorenzo il Magnifico in una sua proprietà nel quartiere mediceo di Firenze. Qui si trovava una parte delle vaste collezioni di sculture antiche dei Medici, che i giovani talenti, ansiosi di migliorare nell'arte dello scolpire, potevano copiare, sorvegliati e aiutati dal vecchio scultore Bertoldo di Giovanni, allievo diretto di Donatello. I biografi dell'epoca descrivono il giardino come un vero e proprio centro di alta formazione, forse enfatizzando un po' la realtà quotidiana, ma è senza dubbio che l'esperienza ebbe un impatto fondamentale sul giovane Michelangelo.
Tra i vari aneddoti legati all'attività del giardino è celebre nella letteratura michelangiolesca quello della Testa di fauno, una perduta copia in marmo di un'opera antica. Veduta dal Magnifico in visita al giardino, venne criticata bonariamente per la perfezione della dentatura che si intravedeva dalla bocca dischiusa, inverosimile in una figura anziana. Ma prima che il signore finisse il giro del giardino, il Buonarroti si armò di trapano e martello per scalfire un dente e bucarne un altro, suscitando la sorpresa ammirazione di Lorenzo. Pare che in seguito all'episodio Lorenzo in persona chiese il permesso a Ludovico Buonarroti di ospitare il ragazzo nel palazzo di via Larga, residenza della sua famiglia. Ancora le fonti parlano di una resistenza paterna, ma le gravose necessità economiche della famiglia dovettero giocare un ruolo determinante, infatti alla fine Ludovico cedette in cambio di un posto di lavoro alla dogana, retribuito otto scudi al mese.
Verso il 1490 il giovane artista venne quindi accolto come figlio adottivo nella più importante famiglia in città. Ebbe così modo di conoscere direttamente le personalità del suo tempo, come Poliziano, Marsilio Ficino e Pico della Mirandola, che lo resero partecipe, in qualche misura, della dottrina neoplatonica e dell'amore per la rievocazione dell'antico. Conobbe inoltre i giovani rampolli di casa Medici, più o meno a lui coetanei, che diventarono negli anni successivi alcuni dei suoi principali committenti: Piero, Giovanni, poi papa Leone X, e Giulio, futuro Clemente VII.
Un altro fatto legato a quegli anni è la lite con Pietro Torrigiano, futuro scultore di buon livello, noto soprattutto per il suo viaggio in Spagna, da dove esportò modi rinascimentali. Pietro era noto per la sua avvenenza e per un'ambizione pari almeno a quella di Michelangelo. Tra i due non correva buon sangue e, una volta entrati in contrasto, durante un sopralluogo alla cappella Brancacci, finirono per azzuffarsi; ebbe la peggio Michelangelo, che incassò un pugno del rivale in pieno volto, rompendosi il naso e avendo deturpato per sempre il profilo. In seguito alla rissa, Lorenzo De Medici esiliò Pietro Torrigiano da Firenze.

#### Prime opere (1490-1492)

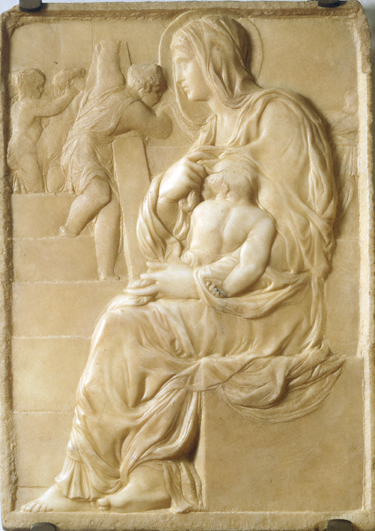
Michelangelo, Madonna della Scala, marmo, 1491 circa. Casa Buonarroti, Firenze.

Al periodo del giardino e del soggiorno in casa Medici risalgono essenzialmente due opere, la Madonna della Scala (1491 circa) e la Battaglia dei Centauri, entrambe conservate nel museo di Casa Buonarroti a Firenze. Si tratta di due opere molto diverse per tema (uno sacro e uno profano) e per tecnica (una in un sottile bassorilievo, l'altro in un prorompente altorilievo), che testimoniano alcune influenze fondamentali nel giovane scultore, rispettivamente Donatello e la statuaria classica.
Nella Madonna della Scala l'artista riprese la tecnica dello stiacciato, creando un'immagine di tale monumentalità da far pensare alle steli classiche; la figura della Madonna, che occupa tutta l'altezza del rilievo, si staglia vigorosa, tra notazioni di vivace naturalezza, come il Bambino è assopito di spalle e i putti, sulla scala da cui prende il nome il rilievo, occupati nell'insolita attività di tendere un drappo.

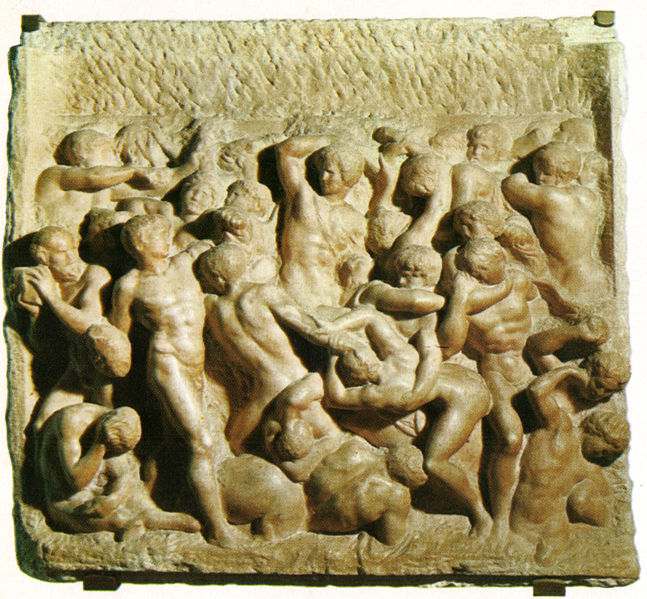
Michelangelo, Battaglia dei centauri, marmo, 1492 circa. Casa Buonarroti, Firenze

Di poco posteriore è la Battaglia dei centauri, databile tra il 1491 e il 1492: secondo Condivi e Vasari fu eseguita per Lorenzo il Magnifico, su un soggetto proposto da Agnolo Poliziano, anche se i due biografi non concordano sull'esatta titolazione.
Per questo rilievo Michelangelo si rifece sia ai sarcofagi romani, sia alle formelle dei pulpiti di Giovanni Pisano, e guardò anche al contemporaneo rilievo bronzeo di Bertoldo di Giovanni con una battaglia di cavalieri, a sua volta ripreso da un sarcofago del Camposanto di Pisa. Nel rilievo michelangiolesco però viene esaltato soprattutto il dinamico groviglio dei corpi nudi in lotta e annullato ogni riferimento spaziale.

#### Michelangelo e Piero de' Medici (1492-1494)

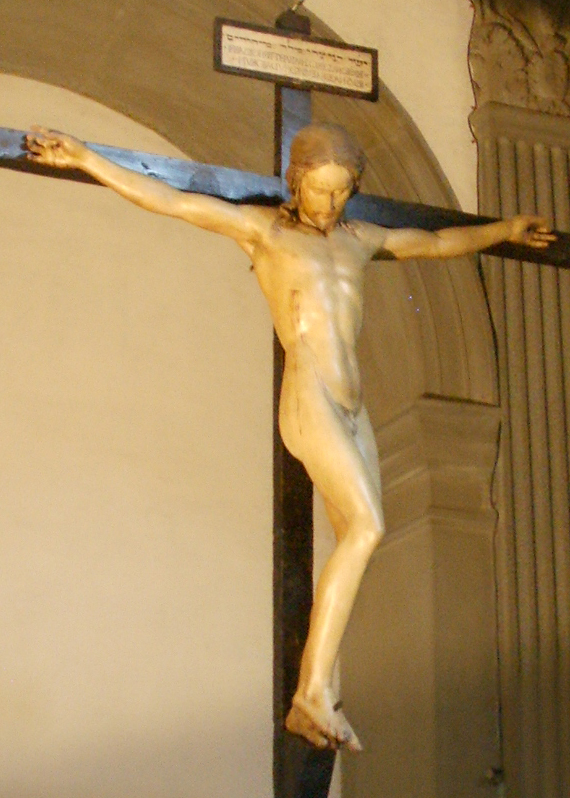
Il Crocifisso di Santo Spirito (1493 circa)

Nel 1492 morì Lorenzo il Magnifico. Non è chiaro se i suoi eredi, in particolare il primogenito Piero, mantennero l'ospitalità al giovane Buonarroti: indizi sembrano indicare che Michelangelo si ritrovò improvvisamente senza dimora, con un difficile ritorno alla casa paterna. Piero di Lorenzo de' Medici, succeduto al padre anche nel governo della città, è ritratto dai biografi michelangioleschi come un tiranno "insolente e soverchievole", con un difficile rapporto con l'artista, che era di appena tre anni più giovane di lui. Nonostante ciò, i fatti documentati non lasciano alcun indizio di una rottura plateale tra i due, almeno fino alla crisi dell'autunno del 1494.
Nel 1493 infatti Piero, dopo essere stato nominato Operaio in Santo Spirito, dovette intercedere coi frati agostiniani in favore del giovane artista, affinché lo ospitassero e gli consentissero di studiare l'anatomia negli ambienti del convento, sezionando i cadaveri provenienti dall'ospedale del complesso, attività che giovò enormemente alla sua arte.
In questi anni Michelangelo scolpì il Crocifisso ligneo, realizzato come ringraziamento per il priore. Attribuito a questo periodo è anche il piccolo Crocifisso di legno di tiglio recentemente acquistato dallo Stato italiano. Inoltre, probabilmente per ringraziare o per accattivarsi Piero, dovette scolpire, subito dopo la morte di Lorenzo, un perduto Ercole.
Il 20 gennaio 1494 su Firenze si abbatté una violenta nevicata e Piero fece chiamare Michelangelo per fare una statua di neve nel cortile di palazzo Medici. L'artista fece di nuovo un Ercole, che durò almeno otto giorni, sufficienti per fare apprezzare l'opera a tutta la città. All'opera si ispirò forse Antonio del Pollaiolo per un bronzetto oggi alla Frick Collection di New York.
Mentre cresceva lo scontento per il progressivo declino politico ed economico della città, in mano a un ragazzo poco più che ventenne, la situazione esplose in occasione della calata in Italia dell'esercito francese (1494) capeggiato da Carlo VIII, nei confronti del quale Piero adottò un'impudente politica di assecondamento, giudicato eccessivo. Appena partito il monarca, la situazione precipitò rapidamente, aizzata dal predicatore ferrarese Girolamo Savonarola, con la cacciata dei Medici e il saccheggio del palazzo e del giardino di San Marco.
Resosi conto dell'imminente crollo politico del suo mecenate, Michelangelo, al pari di molti artisti dell'epoca, abbracciò i nuovi valori spirituali e sociali di Savonarola. Il frate, con le sue accalorate prediche e il suo rigorismo formale, accese in lui sia la convinzione che la Chiesa dovesse essere riformata, sia i primi dubbi sul valore etico da dare all'arte, orientandola su soggetti sacri.
Poco prima del precipitare della situazione, nell'ottobre 1494, Michelangelo, nella paura di rimanere coinvolto nei disordini, quale possibile bersaglio poiché protetto dai Medici, fuggì dalla città di nascosto, abbandonando Piero al suo destino: il 9 novembre venne infatti scacciato da Firenze, dove si instaurò un governo popolare.

#### Il primo viaggio a Bologna (1494-1495)

San Procolo (1494-1495)

Per Michelangelo si trattava del primo viaggio fuori Firenze, con una prima tappa a Venezia, dove rimase poco, ma abbastanza per vedere probabilmente il monumento equestre a Bartolomeo Colleoni del Verrocchio, dal quale trasse forse ispirazione per i volti eroici e "terribili".
Si diresse poi a Bologna, in cui venne accolto, trovando ospitalità e protezione, dal nobile Giovan Francesco Aldrovandi, molto vicino ai Bentivoglio che allora dominavano la città. Durante il soggiorno bolognese, durato circa un anno, l'artista si occupò, grazie all'intercessione del suo protettore, del completamento della prestigiosa Arca di san Domenico, a cui avevano già lavorato Nicola Pisano e Niccolò dell'Arca, che era morto da pochi mesi, in quel 1494. Scolpì così un San Procolo, un Angelo reggicandelabro e terminò il San Petronio iniziato da Niccolò. Si tratta di figure che si allontanano dalla tradizione di primo Quattrocento delle altre statue di Niccolò dell'Arca, con una solidità e una compattezza innovative, nonché primo esempio di quella "terribilità" michelangiolesca nell'espressione fiera e eroica del San Procolo, nel quale pare abbozzata un'intuizione embrionale che si svilupperà nel famoso David.
A Bologna lo stile dell'artista era infatti velocemente maturato grazie alla scoperta di nuovi esempi, diversi dalla tradizione fiorentina, che lo influenzarono profondamente. Ammirò i rilievi della Porta Magna di San Petronio di Jacopo della Quercia. Da essi attinse gli effetti di "forza trattenuta", data dai contrasti tra parti lisce e stondate e parti dai contorni rigidi e fratturati, nonché la scelta di soggetti umani rustici e massicci, che esaltano le scene con gesti ampi, pose eloquenti e composizioni dinamiche. Anche le stesse composizioni di figure che tendono a non rispettare i bordi quadrati dei riquadri e a debordare con le loro masse compatte e la loro energia interna furono motivo di suggestione per le future opere del fiorentino, che nelle scene della Volta Sistina citerà diverse volte queste scene vedute in gioventù, sia negli insiemi, sia nei particolari. Altro oggetto di studio dovettero essere le sculture di Niccolò dell'Arca, come il gruppo in cotto del Compianto sul Cristo morto, dove il volto e il braccio di Gesù saranno richiamati di lì a breve nella Pietà vaticana.
Inoltre Michelangelo rimase colpito dall'incontro con la pittura ferrarese, in particolare con le opere di Francesco del Cossa ed Ercole de' Roberti, come il monumentale Polittico Griffoni, gli espressivi affreschi della cappella Garganelli o la Pietà del de' Roberti.

#### L'imbroglio del Cupido (1495-1496)
Rientrato a Firenze nel dicembre 1495, quando la situazione appariva ormai calmata, Michelangelo trovò un clima molto diverso. Nella città dominata dal governo repubblicano di ispirazione savonaroliana erano nel frattempo rientrati alcuni Medici. Si trattava di alcuni esponenti del ramo cadetto che, per l'occasione, presero il nome di "Popolani" per accattivarsi le simpatie del popolo, presentandosi come protettori e garanti delle libertà comunali. Tra questi spiccava Lorenzo di Pierfrancesco, bis-cugino del Magnifico, che era da tempo una figura chiave della cultura cittadina, committente di Botticelli e di altri artisti. Fu lui a prendere sotto protezione Michelangelo, commissionandogli due sculture, entrambe perdute, un San Giovannino e un Cupido dormiente.
Il Cupido in particolare fu al centro di una vicenda che portò di lì a poco Michelangelo a Roma, in quello che può dirsi l'ultimo dei suoi fondamentali viaggi formativi. Su suggerimento forse dello stesso Lorenzo e probabilmente all'insaputa di Michelangelo, si decise di sotterrare il Cupido, per patinarlo come un reperto archeologico e rivenderlo sul fiorente mercato delle opere d'arte antiche a Roma. L'inganno riuscì, infatti di lì a poco, con l'intermediazione del mercante Baldassarre Del Milanese, il cardinale di San Giorgio Raffaele Riario, nipote di Sisto IV e uno dei più ricchi collezionisti del tempo, lo acquistò per la cospicua somma di duecento ducati: Michelangelo ne aveva incassati per la stessa opera appena trenta.
Poco dopo, tuttavia, le voci del fruttuoso inganno si sparsero fino ad arrivare alle orecchie del cardinale, che per avere conferma e richiedere indietro i soldi, spedì a Firenze un suo intermediario, Jacopo Galli, che risalì a Michelangelo e riuscì ad avere conferma della truffa. Il cardinale andò su tutte le furie, ma volle anche conoscere l'artefice capace di emulare gli antichi facendoselo spedire a Roma, nel luglio di quell'anno, dal Galli. Con quest'ultimo, in seguito, Michelangelo strinse un solido e proficuo rapporto.

### Primo soggiorno romano (1496-1501)

#### Arrivo a Roma e il Bacco (1496-1497)
Michelangelo accettò senza indugio l'invito a Roma del cardinale, nonostante questi fosse nemico giurato dei Medici: di nuovo per convenienza voltava le spalle ai suoi protettori.
Arrivò a Roma il 25 giugno 1496. Il giorno stesso il cardinale mostrò a Michelangelo la sua manutenzione di sculture antiche, chiedendogli se se la sentiva di fare qualcosa di simile. Neppure dieci giorni dopo, l'artista iniziò a scolpire una statua a tutto tondo di un Bacco (oggi al Museo del Bargello), raffigurato come un adolescente in preda all'ebbrezza, in cui è già leggibile l'impatto con la statuaria classica: l'opera infatti presenta una resa naturalistica del corpo, con effetti illusivi e tattili simili a quelli della scultura ellenistica; inedita per l'epoca è l'espressività e l'elasticità delle forme, unite al tempo stesso con un'essenziale semplicità dei particolari. Ai piedi di Bacco scolpì un fauno che sta rubando qualche acino d'uva dalla mano del dio: questo gesto destò molta ammirazione in tutti gli scultori del tempo poiché il giovane sembra davvero mangiare dell'uva con grande realismo. Il Bacco è una delle poche opere perfettamente finite di Michelangelo e dal punto di vista tecnico segna il suo ingresso nella maturità artistica.
L'opera, forse rifiutata dal cardinale Riario, rimase in casa di Jacopo Galli, dove Michelangelo viveva. Il cardinale Riario mise a disposizione di Michelangelo la sua cultura e la sua collezione, contribuendo con ciò in maniera determinante al miglioramento del suo stile, ma soprattutto lo introdusse nell'ambiente cardinalizio dal quale sarebbero arrivate presto importantissime commissioni. Eppure, ancora una volta Michelangelo mostrò ingratitudine verso il mecenate di turno: a proposito del Riario fece scrivere dal suo biografo Condivi che era un ignorante e non gli aveva commissionato nulla.

#### Pietà (1497-1499)

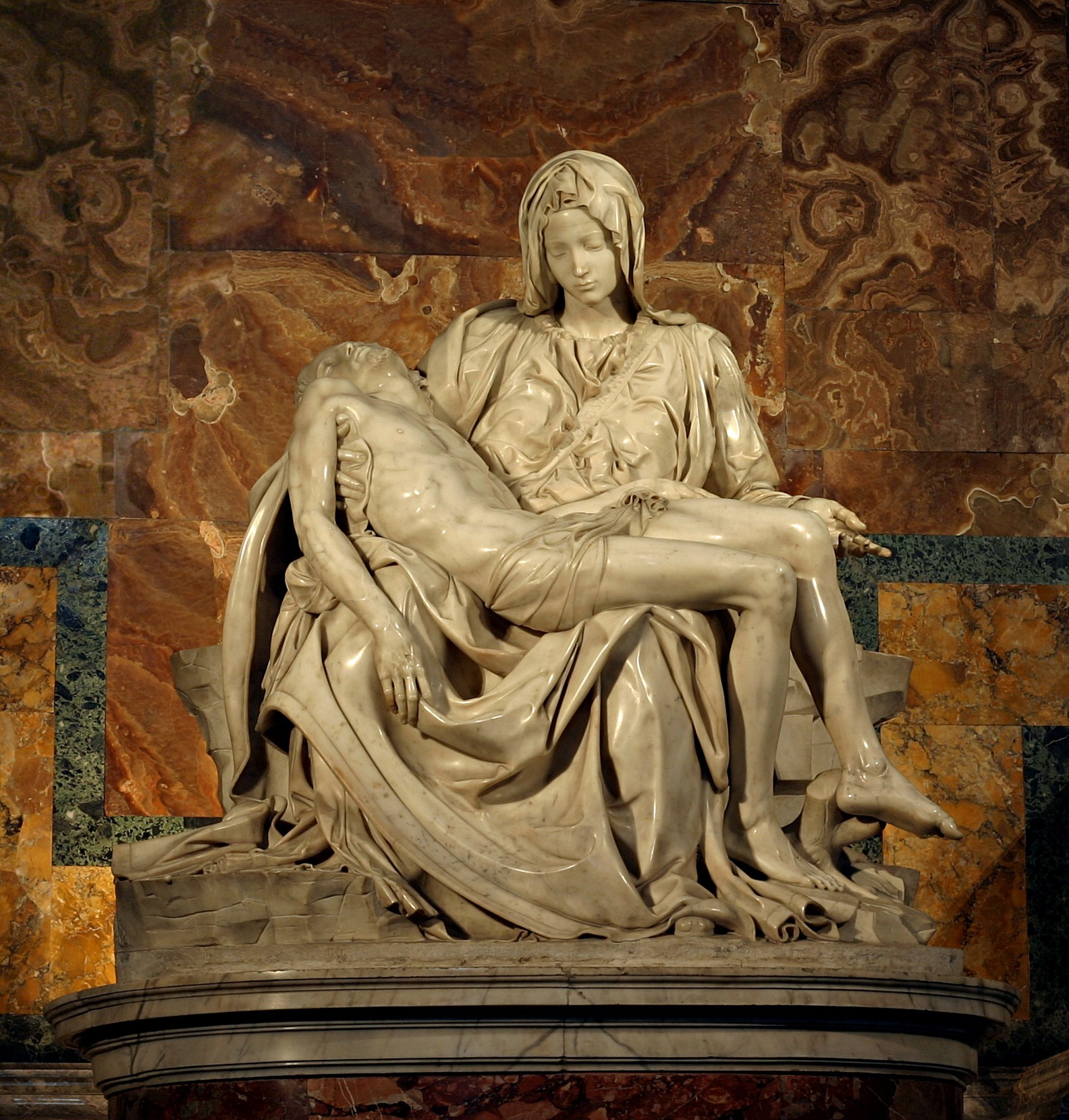
Michelangelo, Pietà, 1497-1499, marmo. Basilica di San Pietro, Città del Vaticano.

Grazie sempre all'intermediazione di Jacopo Galli, Michelangelo ricevette altre importanti commissioni in ambito ecclesiastico, tra cui forse la Madonna di Manchester, la tavola dipinta della Deposizione per Sant'Agostino, forse il perduto dipinto con le Stigmate di san Francesco per San Pietro in Montorio, e, soprattutto, una Pietà in marmo per la chiesa di Santa Petronilla, oggi nella basilica di San Pietro.
Quest'ultima opera, che suggellò la definitiva consacrazione di Michelangelo nell'arte scultorea - ad appena ventidue anni - era stata commissionata dal cardinale francese Jean de Bilhères de La Groslaye, ambasciatore di Carlo VIII presso papa Alessandro VI, che desiderava forse adoperarla per la propria sepoltura. Il contatto tra i due dovette avvenire nel novembre 1497, in seguito al quale l'artista partì alla volta di Carrara per scegliere un blocco di marmo adeguato; la firma del contratto vero e proprio si ebbe poi solo nell'agosto del 1498. Il gruppo, fortemente innovativo rispetto alla tradizione scultorea delle Pietà tipicamente nordica, venne sviluppato con una composizione piramidale, con la Vergine come asse verticale e il corpo morto del Cristo come asse orizzontale, mediate dal massiccio panneggio. La finitura dei particolari venne condotta alle estreme conseguenze, tanto da dare al marmo effetti di traslucido e di cerea morbidezza. Entrambi i protagonisti mostrano un'età giovane, tanto che sembra che lo scultore si sia ispirato al passo dantesco "Vergine Madre, Figlia di tuo Figlio".
La Pietà fu importante nell'esperienza artistica di Michelangelo non solo perché fu il suo primo capolavoro ma anche perché fu la prima opera da lui fatta in marmo di Carrara, che da questo momento divenne la materia primaria per la sua creatività. A Carrara l'artista manifestò un altro aspetto della personalità: la consapevolezza del proprio talento. Lì infatti acquistò non solo il blocco di marmo per la Pietà, ma anche diversi altri blocchi, nella convinzione che - considerato il suo talento - le occasioni per utilizzarli non sarebbero mancate. Cosa ancora più insolita per un artista di quei tempi, Michelangelo si convinse che per scolpire le proprie statue non aveva bisogno di committenti: avrebbe potuto scolpire di propria iniziativa opere da vendere una volta terminate. In pratica Michelangelo diventava un imprenditore di sé stesso e investiva sul proprio talento senza aspettare che altri lo facessero per lui.

### Rientro a Firenze (1501-1504)

#### Passaggio per Siena (1501)
Nel 1501 Michelangelo decise di tornare a Firenze. Prima di partire Jacopo Galli gli ottenne una nuova commissione, questa volta per il cardinale Francesco Todeschini Piccolomini, futuro papa Pio III. Si trattava di realizzare quindici statue di Santi di grandezza leggermente inferiore al naturale, per l'altare Piccolomini nel Duomo di Siena, composto architettonicamente una ventina di anni prima da Andrea Bregno. Alla fine l'artista ne realizzò solo quattro (San Paolo, San Pietro, un San Pio e San Gregorio), spedendole da Firenze fino al 1504, per di più con un uso massiccio di aiuti. La commissione delle statue senesi, destinate a nicchie anguste, iniziava infatti a essere ormai troppo stretta per la sua fama, in luce soprattutto delle prestigiose opportunità che si stavano profilando a Firenze.

#### Rientro a Firenze: ilDavid(1501)

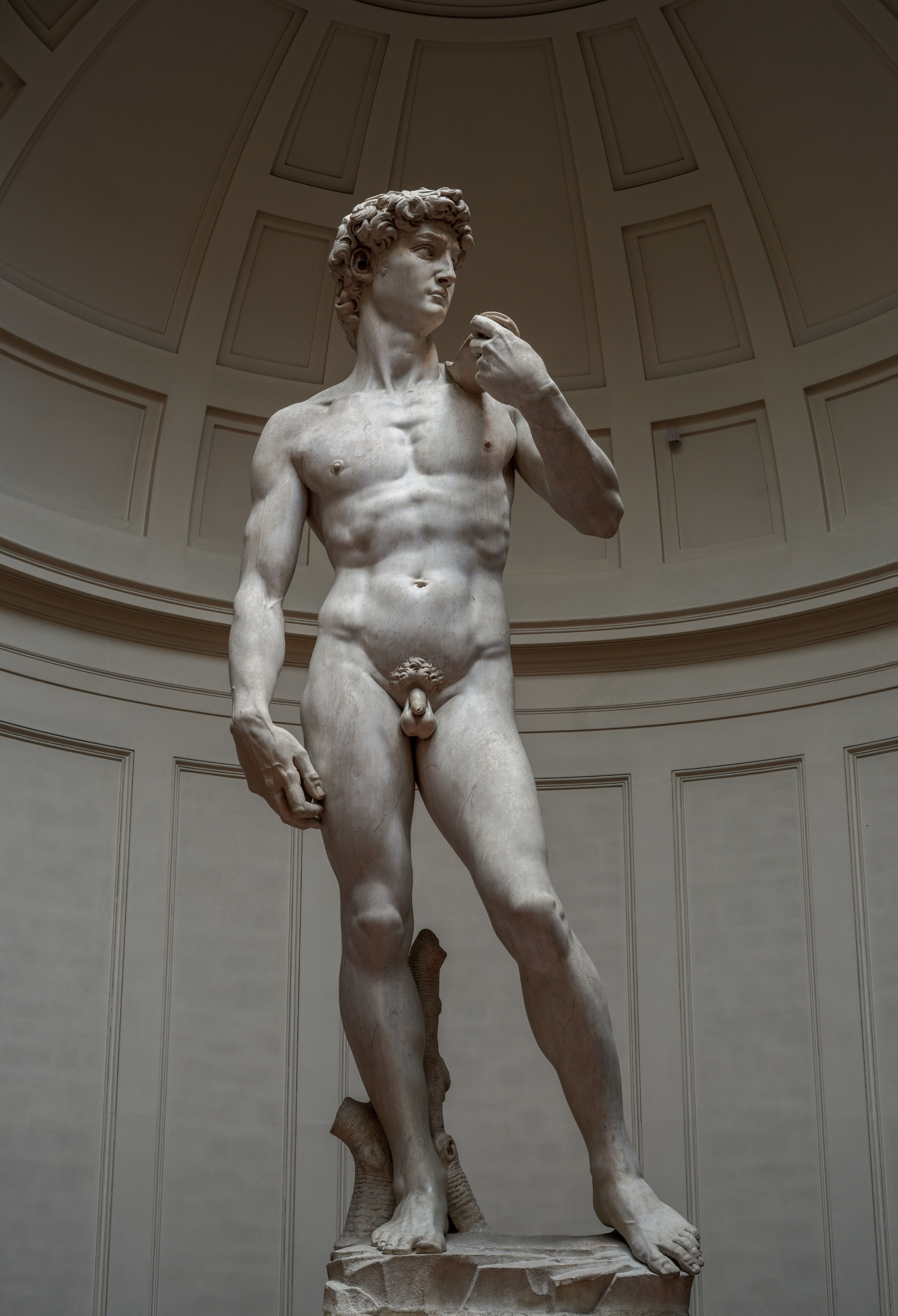
Michelangelo, David, 1501-1504, marmo. Galleria dell'Accademia, Firenze.

Nel 1501 Michelangelo era già rientrato a Firenze, spinto da necessità legate a "domestici negozi". Il suo ritorno coincise con l'avvio di una stagione di commissioni di grande prestigio, che testimoniano la grande reputazione che l'artista si era conquistato durante gli anni passati a Roma.
Il 16 agosto del 1501 l'Opera del Duomo di Firenze gli affidò ad esempio una colossale statua del David da collocare in uno dei contrafforti esterni posti nella zona absidale della cattedrale. Si trattava di un'impresa resa complicata dal fatto che il blocco di marmo assegnato era stato precedentemente sbozzato da Agostino di Duccio nel 1464 e da Antonio Rossellino nel 1476, col rischio che fossero state ormai asportate porzioni di marmo indispensabili alla buona conclusione del lavoro.
Nonostante la difficoltà, Michelangelo iniziò a lavorare su quello che veniva chiamato "il Gigante" nel settembre del 1501 e completò l'opera in tre anni. L'artista affrontò il tema dell'eroe in maniera insolita rispetto all'iconografia data dalla tradizione, rappresentandolo come un uomo giovane e nudo, dall'atteggiamento pacato ma pronto a una reazione, quasi a simboleggiare, secondo molti, il nascente ideale politico repubblicano, che vedeva nel cittadino-soldato - e non nel mercenario - l'unico in grado di difendere le libertà repubblicane. I fiorentini riconobbero immediatamente la statua come un capolavoro. Così, anche se il David era nato per l'Opera del Duomo e quindi per essere osservato da un punto di vista ribassato e non certo frontale, la Signoria decise di farne il simbolo della città e come tale venne collocata nel luogo col maggior valore simbolico: piazza della Signoria. A decidere di questa collocazione della statua fu una commissione appositamente nominata e composta dai migliori artisti della città, tra i quali Davide Ghirlandaio, Simone del Pollaiolo, Filippino Lippi, Sandro Botticelli, Antonio e Giuliano da Sangallo, Andrea Sansovino, Leonardo da Vinci, Pietro Perugino.
Leonardo da Vinci, in particolare, votò per una posizione defilata del David, sotto una nicchia nella Loggia della Signoria, confermando le voci di rivalità e cattivi rapporti tra i due geni.

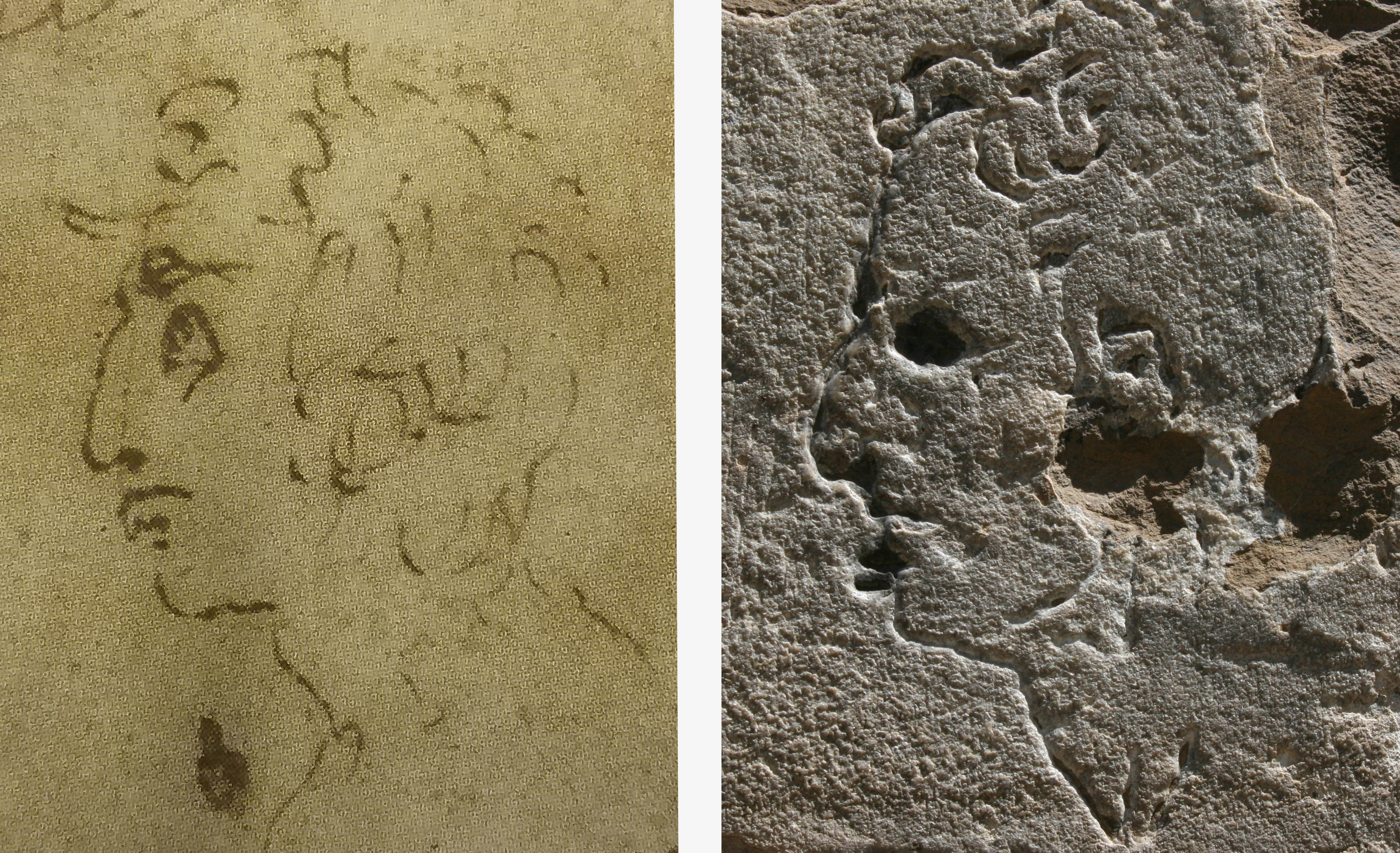
Confronto tra il profilo del Louvre e il profilo scultoreo di Palazzo Vecchio conosciuto come l'Importuno di Michelangelo

Contemporaneamente alla collocazione del David, Michelangelo potrebbe essere stato coinvolto nella realizzazione del profilo scultoreo inciso sulla facciata di Palazzo Vecchio conosciuto come l'Importuno. L'ipotesi si fonda sulla somiglianza di quest'ultimo con un profilo disegnato dall'artista, databile agli inizi del XVI secolo, oggi conservato al Louvre. Inoltre il profilo fu probabilmente scolpito con il permesso delle autorità cittadine, poiché la facciata di Palazzo Vecchio era costantemente presieduta da guardie. Quindi il suo autore godeva di una certa considerazione e libertà d'azione. Lo stile fortemente del profilo scolpito dovrebbe essere datato all'inizio del XVI secolo, la sua esecuzione coinciderebbe con la collocazione del David e potrebbe forse rappresentare uno dei membri della suddetta commissione.

#### Leonardo e Michelangelo
Leonardo dimostrò interesse per il David, copiandolo in un suo disegno (sebbene non potesse condividere la spiccata muscolarità dell'opera), ma anche Michelangelo fu influenzato dall'arte di Leonardo. Nel 1501 il maestro da Vinci espose nella Santissima Annunziata un cartone con la Sant'Anna con la Vergine, il Bambino e l'agnellino (perduto), che "fece maravigliare tutti gl'artefici, ma finita ch'ella fu, nella stanza durarono due giorni d'andare a vederla gl'uomini e le donne, i giovani et i vecchi". Lo stesso Michelangelo vide il cartone, restando forse impressionato dalle nuove idee pittoriche di avvolgimento atmosferico e di indeterminatezza spaziale e psicologica, ed è quasi certo che l'abbia studiato, come dimostrano i disegni di quegli anni, dai tratti più dinamici, con una maggiore animazione dei contorni e con una maggiore attenzione al problema del legame tra le figure, risolto spesso in gruppi articolati in maniera dinamica. La questione dell'influenza leonardesca è un argomento controverso tra gli studiosi, ma una parte di essi ne legge le tracce nei due tondi scultorei da lui eseguiti negli anni immediatamente successivi. Ampiamente riconosciute sono indubbiamente due delle innovazioni stilistiche di Leonardo assunte e fatte proprie nello stile di Michelangelo: la costruzione piramidale delle figure umane, ampie rispetto agli sfondi naturali, e il "contrapposto", portato al massimo grado dal Buonarroti, che rende dinamiche le persone i cui arti vediamo spingersi in opposte direzioni spaziali.

#### Nuove commissioni (1502-1504)

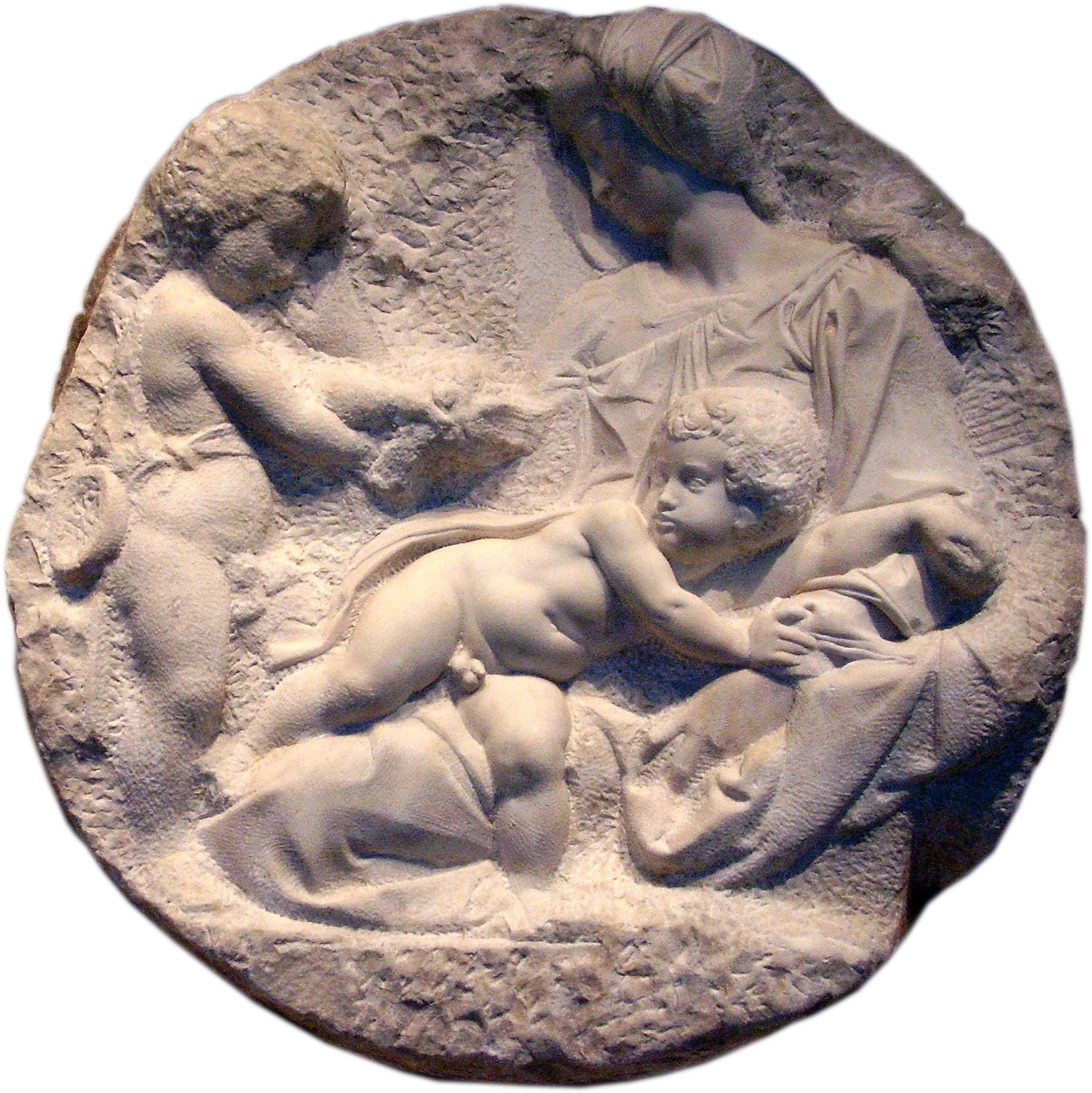
Tondo Taddei

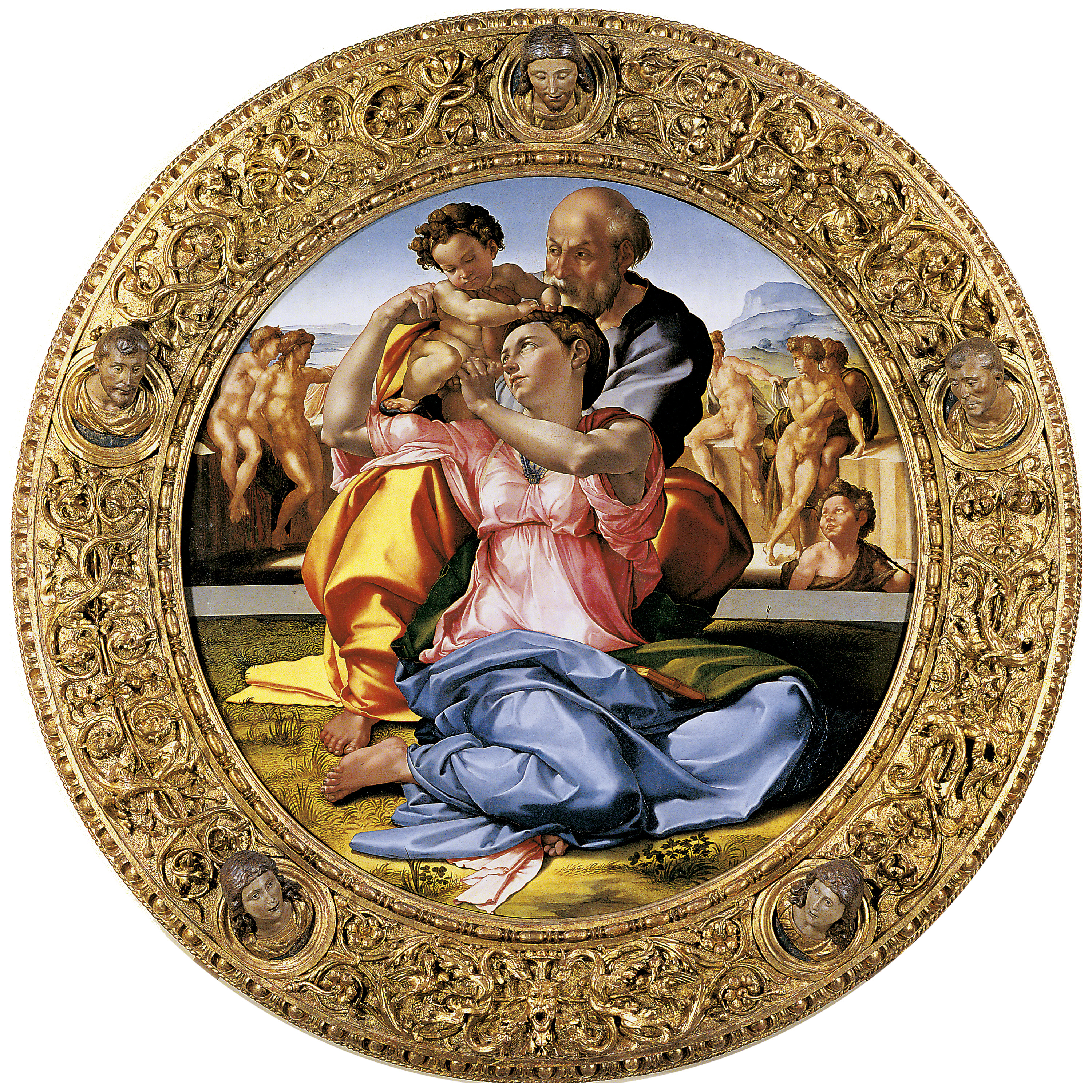
Tondo Doni

Il David tenne occupato Michelangelo fino al 1504, senza impedire però che si imbarcasse in altri progetti, spesso a carattere pubblico, come il perduto David bronzeo per un maresciallo del Re di Francia (1502), una Madonna col Bambino per il mercante di panni fiammingo Alexandre Mouscron per la sua cappella familiare a Bruges (1503) e una serie di tondi. Nel 1503-1505 circa scolpì il Tondo Pitti, realizzato in marmo su commissione di Bartolomeo Pitti e oggi al Museo del Bargello. In questa scultura spicca il diverso rilievo dato ai soggetti, dalla figura appena accennata di Giovanni Battista (precoce esempio di "non-finito"), alla finitezza della Vergine, la cui testa ad altorilievo arriva a uscire dal confine della cornice.
Tra il 1503 e il 1504 realizzò un tondo dipinto per Agnolo Doni, rappresentante la Sacra Famiglia con altre figure. In essa, i protagonisti sono grandiose proporzioni e dinamicamente articolati, sullo sfondo di un gruppo di ignudi. I colori sono audacemente vivaci, squillanti, e i corpi trattati in maniera scultorea ebbero un effetto folgorante sugli artisti contemporanei. Evidente è qui il distacco netto e totale dalla pittura leonardesca: per Michelangelo la migliore pittura è quella che maggiormente si avvicina alla scultura, cioè quella che possedeva il più elevato grado di plasticità possibile e, dopo le prove a olio non terminate che possiamo vedere a Londra, realizzerà qui un esempio di pittura innovativa, pur con la tradizionale tecnica della tempera stesa con fitti tratteggi incrociati. Curiosa è la vicenda legata al pagamento dell'opera: dopo la consegna il Doni, mercante molto attento alle economie, stimò l'opera una cifra "scontata" rispetto al pattuito, facendo infuriare l'artista che si riprese la tavola, esigendo semmai il doppio del prezzo convenuto. Al mercante non restò che pagare senza esitazione pur di ottenere il dipinto. Al di là del valore aneddotico dell'episodio, lo si può annoverare fra i primissimi esempi (se non il primo in assoluto) di ribellione dell'artista nei confronti del committente, secondo il concetto allora assolutamente nuovo della superiorità dell'artista-creatore rispetto al pubblico (e quindi alla committenza).
Del 1504-1506 circa è infine il marmoreo Tondo Taddei, commissionato da Taddeo Taddei e ora alla Royal Academy of Arts di Londra: si tratta di un'opera dall'attribuzione più incerta, dove comunque spicca l'effetto non-finito, presente nel trattamento irregolare del fondo dal quale le figure sembrano emergere, forse un omaggio all'indefinito spaziale e all'avvolgimento atmosferico di Leonardo.

#### Gli Apostoli per il Duomo (1503)
Il 24 aprile 1503, Michelangelo ricevette anche un'impegnativa con i consoli dell'Arte della Lana fiorentina per la realizzazione di dodici statue marmoree a grandezza naturale degli Apostoli, destinate a decorare le nicchie nei pilastri che reggono la cupola della cattedrale fiorentina, da completarsi al ritmo di una all'anno.
Il contratto non poté essere onorato per varie vicissitudini e l'artista fece in tempo a sbozzare solo un San Matteo, uno dei primi, vistosi esempi di non-finito.

#### La Battaglia di Cascina (1504)

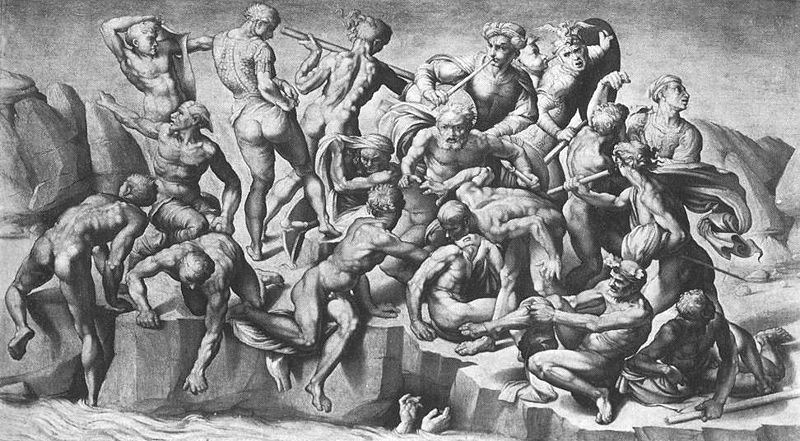
Copia del cartone della Battaglia di Cascina di Michelangelo, eseguita da Aristotele da Sangallo nel 1542 e conservata presso la Holkham Hall di Norfolk

Tra l'agosto e il settembre 1504, gli venne commissionato un monumentale affresco per la Sala Grande del Consiglio in Palazzo Vecchio che doveva decorare una delle pareti, alta più di sette metri. L'opera doveva celebrare le vittorie fiorentine, in particolare l'episodio della Battaglia di Cascina, vinta contro i pisani nel 1364, che doveva andare a fare pendant con la Battaglia di Anghiari dipinta da Leonardo sulla parete vicina.
Michelangelo fece in tempo a realizzare il solo cartone, sospeso nel 1505, quando partì per Roma, e ripreso l'anno dopo, nel 1506, prima di andare perduto; divenuto subito uno strumento di studio obbligatorio per i contemporanei, e la sua memoria è tramandata sia da studi autografi sia da copie di altri artisti. Più che sulla battaglia in sé, il dipinto si focalizzava sullo studio anatomico delle numerose figure di "ignudi", colte in pose di notevole sforzo fisico.

#### Il ponte sul Corno d'Oro (1504 circa)
Come riporta Ascanio Condivi, tra il 1504 e il 1506 il sultano di Costantinopoli avrebbe proposto all'artista, la cui fama iniziava già a travalicare i confini nazionali, di occuparsi della progettazione di un ponte sul Corno d'Oro, tra Istanbul e Pera. Pare che l'artista avesse addirittura preparato un modello per la colossale impresa e alcune lettere confermano l'ipotesi di un viaggio nella capitale ottomana.
Si tratterebbe del primo cenno alla volontà di imbarcarsi in un grande progetto di architettura, molti anni prima dell'esordio ufficiale in quest'arte con la facciata per San Lorenzo a Firenze.

#### Il progetto per il tamburo di Santa Maria del Fiore (1507)
Nell'estate 1507 Michelangelo fu incaricato dagli Operai di Santa Maria del Fiore di presentare, entro la fine del mese di agosto, un disegno o un modello per il concorso relativo al completamento del tamburo della cupola del Brunelleschi. Secondo Giuseppe Marchini, Michelangelo avrebbe inviato alcuni disegni a un legnaiolo per la costruzione del modello, che lo stesso studioso ha riconosciuto in quello identificato con il numero 143 nella serie conservata presso il Museo dell'Opera del Duomo. Questo presenta un'impostazione sostanzialmente filologica, tesa a mantenere una certa continuità con la preesistenza, mediante l'inserimento di una serie di specchiature rettangolari in marmo verde di Prato allineate ai capitelli delle paraste angolari; era prevista un'alta trabeazione, chiusa da un cornicione dalle forme analoghe a quello di Palazzo Strozzi. Tuttavia questo modello non fu accolto dalla commissione giudicatrice, che successivamente approvò il disegno di Baccio d'Agnolo; il progetto prevedeva l'inserimento di un massiccio ballatoio alla sommità, ma i lavori furono interrotti nel 1515, sia per lo scarso favore ottenuto, sia a causa dell'opposizione di Michelangelo, che, secondo il Vasari, definì l'opera di Baccio d'Agnolo una gabbia per grilli.
Intorno al 1516 Michelangelo eseguì alcuni disegni (conservati presso Casa Buonarroti) e fece costruire, probabilmente, un nuovo modello ligneo, identificato, seppur con ampie riserve, col numero 144 nell'inventario del Museo dell'Opera di Santa Maria del Fiore. Ancora una volta si registra l'abolizione del ballatoio, a favore di un maggiore risalto degli elementi portanti; in particolare un disegno mostra l'inserimento di alte colonne binate libere in corrispondenza degli angoli dell'ottagono, sormontate da una serie di cornici fortemente aggettanti (un'idea che sarà successivamente elaborata anche per la cupola della basilica di San Pietro in Vaticano). Le idee di Michelangelo non furono comunque concretizzate.

### A Roma sotto Giulio II (1505-1513)

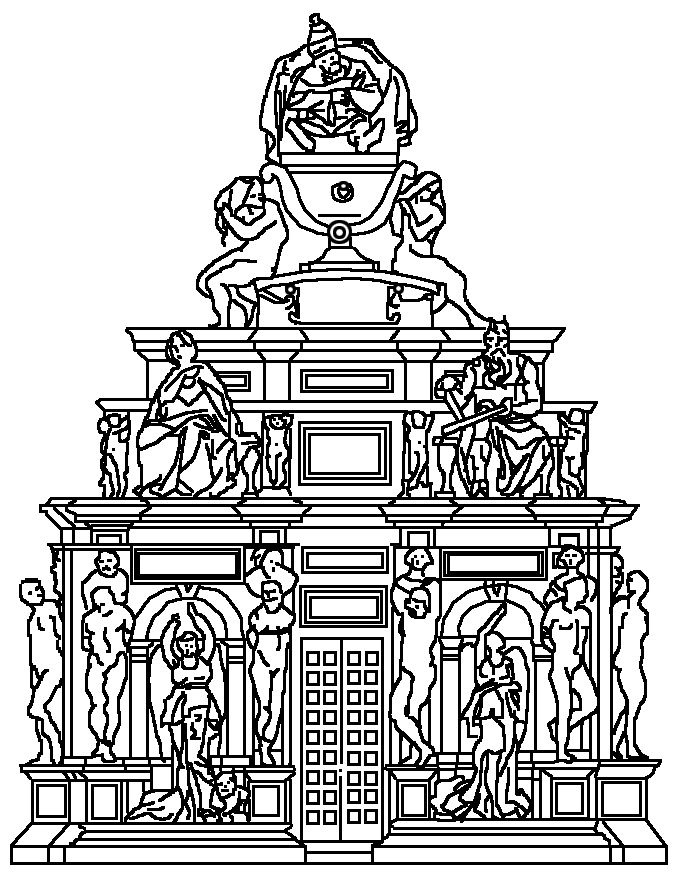
Ricostruzione ipotetica del primo progetto per la tomba di Giulio II (1505)

#### La tomba di Giulio II, primo progetto (1505)[4]
Fu probabilmente Giuliano da Sangallo a raccontare a papa Giulio II Della Rovere, eletto nel 1503, gli strabilianti successi fiorentini di Michelangelo. Papa Giulio infatti si era dedicato a un ambizioso programma di governo che intrecciava saldamente politica e arte, circondandosi dei più grandi artisti viventi (tra cui Bramante e, in seguito, Raffaello) nell'obiettivo di restituire a Roma e alla sua autorità la grandezza del passato imperiale.
Chiamato a Roma nel marzo 1505, Michelangelo ottenne il compito di realizzare una sepoltura monumentale per il papa, da collocarsi nella tribuna (in via di completamento) della basilica di San Pietro. Artista e committente si accordarono in tempi relativamente brevi (appena due mesi) sul progetto e sul compenso, permettendo a Michelangelo, riscosso un consistente acconto, di dirigersi subito a Carrara per scegliere personalmente i blocchi di marmo da scolpire.
Il primo progetto, noto tramite le fonti, prevedeva una colossale struttura architettonica isolata nello spazio, con una quarantina di statue, dimensionate in scala superiore al naturale, su tutte e quattro le facciate dell'architettura.
Il lavoro di scelta ed estrazione dei blocchi richiese otto mesi, dal maggio al dicembre del 1505.

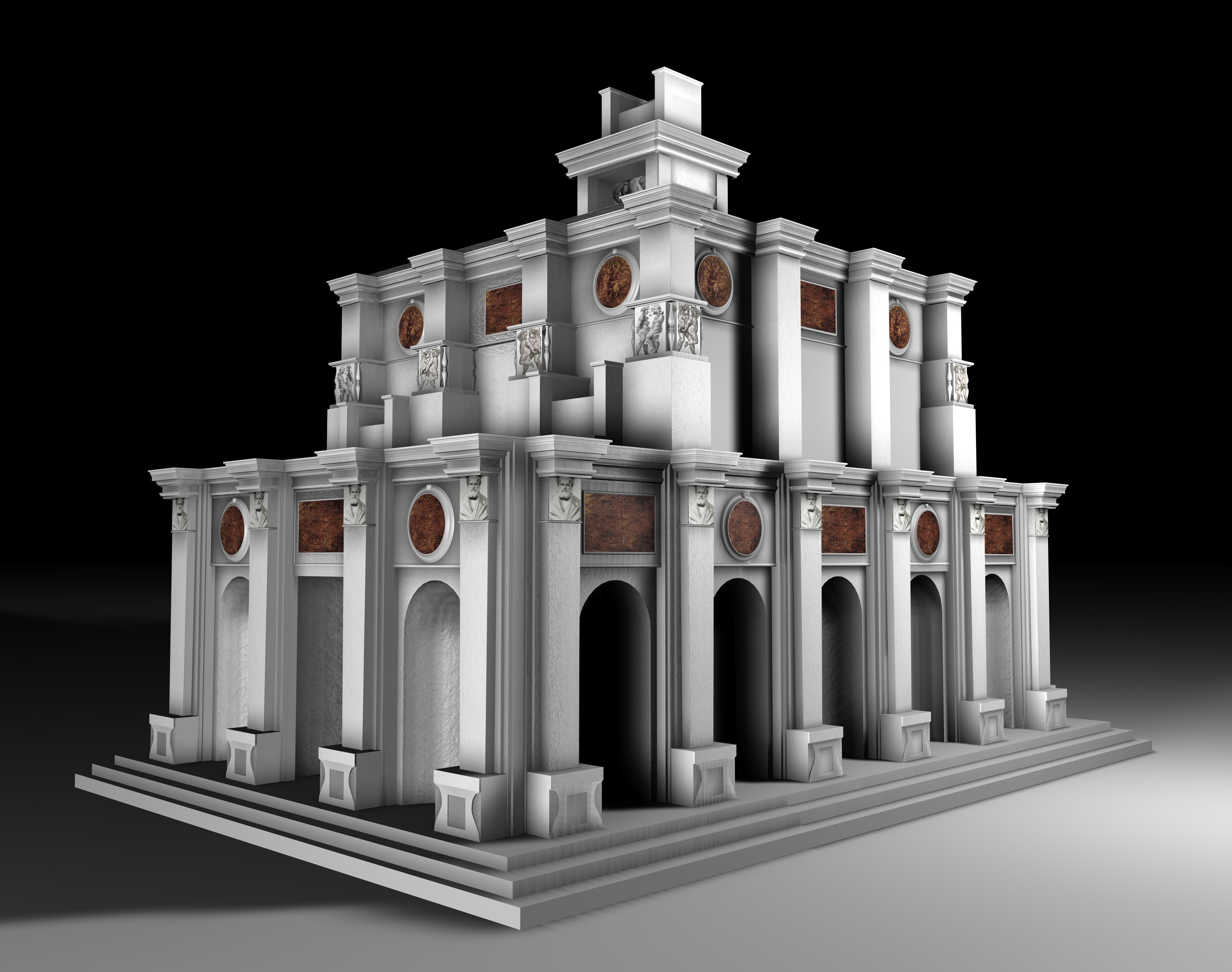
Ricostruzione ipotetica della parte architettonica del primo progetto per la tomba di Giulio II (1505)

Secondo il fedele biografo Ascanio Condivi, in quel periodo Michelangelo pensò a un grandioso progetto, di scolpire un colosso nella montagna stessa, che potesse guidare i naviganti: i sogni di tale irraggiungibile grandezza facevano parte dopotutto della personalità dell'artista e non sono ritenuti frutto della fantasia del biografo, anche per l'esistenza di un'edizione del manoscritto con note appuntate su dettature di Michelangelo stesso (in cui l'opera è definita "una pazzia", ma che l'artista avrebbe realizzato se avesse potuto vivere di più). Nella sua fantasia Michelangelo sognava di emulare gli antichi con progetti che avrebbero richiamato meraviglie come il colosso di Rodi o la statua gigantesca di Alessandro Magno che Dinocrates, citato in Vitruvio, avrebbe voluto modellare nel Monte Athos.

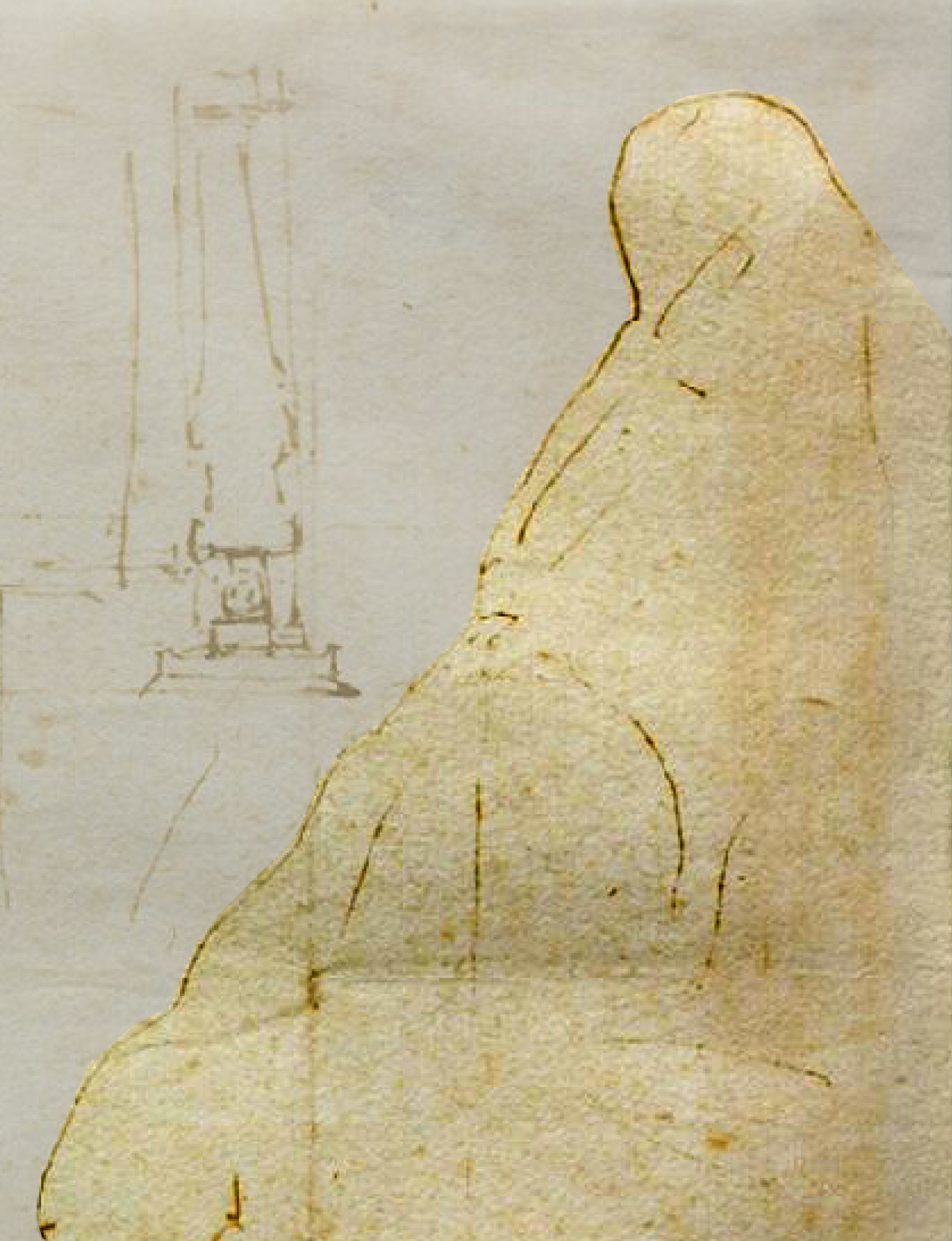
Particolare dell'ipotetico profilo della montagna da scolpire come un Colosso, Casa Buonarroti, 44 A

#### Rottura e riconciliazione con il papa (1505-1508)
Durante la sua assenza si mise in moto a Roma una sorta di complotto ai danni di Michelangelo, mosso dalle invidie tra gli artisti della cerchia papale. La scia di popolarità che aveva anticipato l'arrivo a Roma dello scultore fiorentino doveva infatti averlo reso subito impopolare tra gli artisti al servizio di Giulio II, minacciando il favore del pontefice e la relativa disposizione dei fondi che, per quanto immensi, non erano infiniti. Pare che fu in particolare il Bramante, architetto di corte incaricato di avviare - pochi mesi dopo la stipula del contratto della tomba - il grandioso progetto di rinnovo della basilica costantiniana, a distogliere l'attenzione del papa dal progetto della sepoltura, giudicata di cattivo auspicio per una persona ancora in vita e nel pieno di ambiziosi progetti.

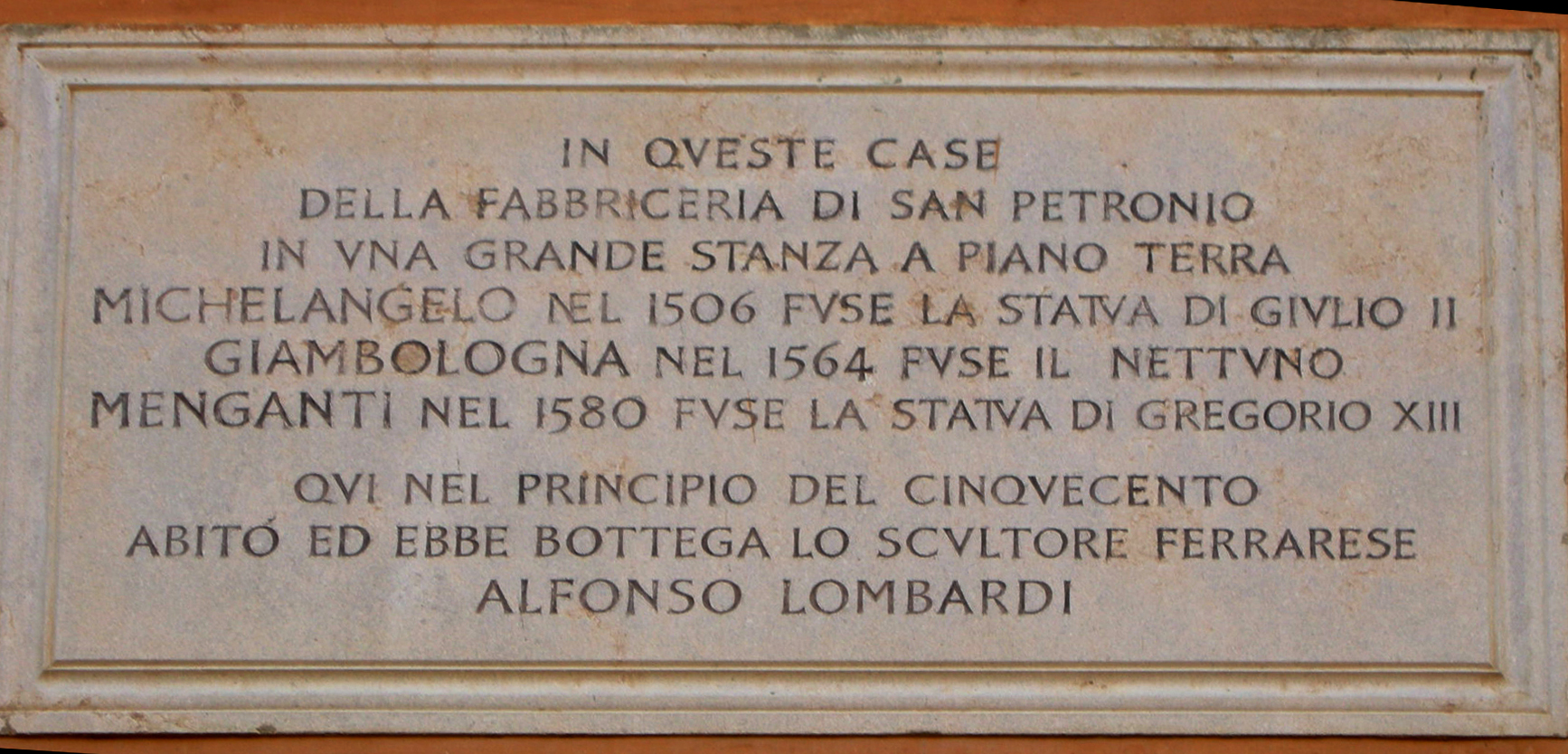
La targa che a Bologna ricorda il soggiorno di Michelangelo del 1506 e la fusione della perduta statua di Giulio II benedicente (1506-1508)

Fu così che nella primavera del 1506 Michelangelo, mentre tornava a Roma carico di marmi e di aspettative dopo gli estenuanti mesi di lavoro nelle cave, fece l'amara scoperta che il suo progetto mastodontico non era più al centro degli interessi del papa, accantonato in favore dell'impresa della basilica e di nuovi piani bellici contro Perugia e Bologna.
Il Buonarroti chiese invano un'udienza chiarificatrice per avere la conferma della commissione ma, non riuscendo a farsi ricevere nonché sentendosi minacciato (scrisse «s'i' stava a Roma penso che fussi fatta prima la sepoltura mia, che quella del papa»), fuggì da Roma sdegnato e in tutta fretta, il 18 aprile 1506. A niente servirono i cinque corrieri papali mandati per dissuaderlo e tornare indietro, che lo inseguirono raggiungendolo a Poggibonsi. Rintanato nell'amata e protettiva Firenze, riprese alcuni lavori interrotti, come il San Matteo e la Battaglia di Cascina. Ci vollero ben tre brevi del papa inviati alla Signoria di Firenze e le continue insistenze del gonfaloniere Pier Soderini («Noi non vogliamo per te far guerra col papa e metter lo Stato nostro a risico»), perché Michelangelo prendesse infine in considerazione l'ipotesi della riconciliazione. L'occasione venne data dalla presenza del papa a Bologna, dove aveva sconfitto i Bentivoglio: qui l'artista raggiunse il pontefice il 21 novembre 1506 e, in un incontro all'interno del palazzo D'Accursio, narrato con toni coloriti dal Condivi, ottenne l'incarico di fondere una scultura in bronzo che rappresentasse lo stesso pontefice a figura intera, seduto e in grande dimensione, da collocare al di sopra della Porta Magna nella facciata della basilica civica di San Petronio.
L'artista si fermò quindi a Bologna per il tempo necessario all'impresa, circa due anni. A luglio 1507 avvenne la fusione e il 21 febbraio 1508 l'opera venne scoperta e installata, ma non ebbe vita lunga. Poco amata per l'espressione del papa-conquistatore, più minacciosa che benevolente, fu abbattuta in una notte del 1511, durante il rovesciamento dalla città e il rientro temporaneo dei Bentivoglio. I rottami, quasi cinque tonnellate di metallo, vennero inviati al duca di Ferrara Alfonso d'Este, rivale del papa, che li fuse in una bombarda, battezzata per dileggio la Giulia, mentre la testa bronzea era conservata in un armadio. Una parvenza di come doveva apparire questo bronzo michelangiolesco possiamo averla osservando la scultura di Gregorio XIII, ancora oggi conservata sul portale del vicino palazzo Comunale, forgiata da Alessandro Menganti nel 1580.

#### La volta della Cappella Sistina (1508-1512)[4]
(Johann Wolfgang von Goethe)

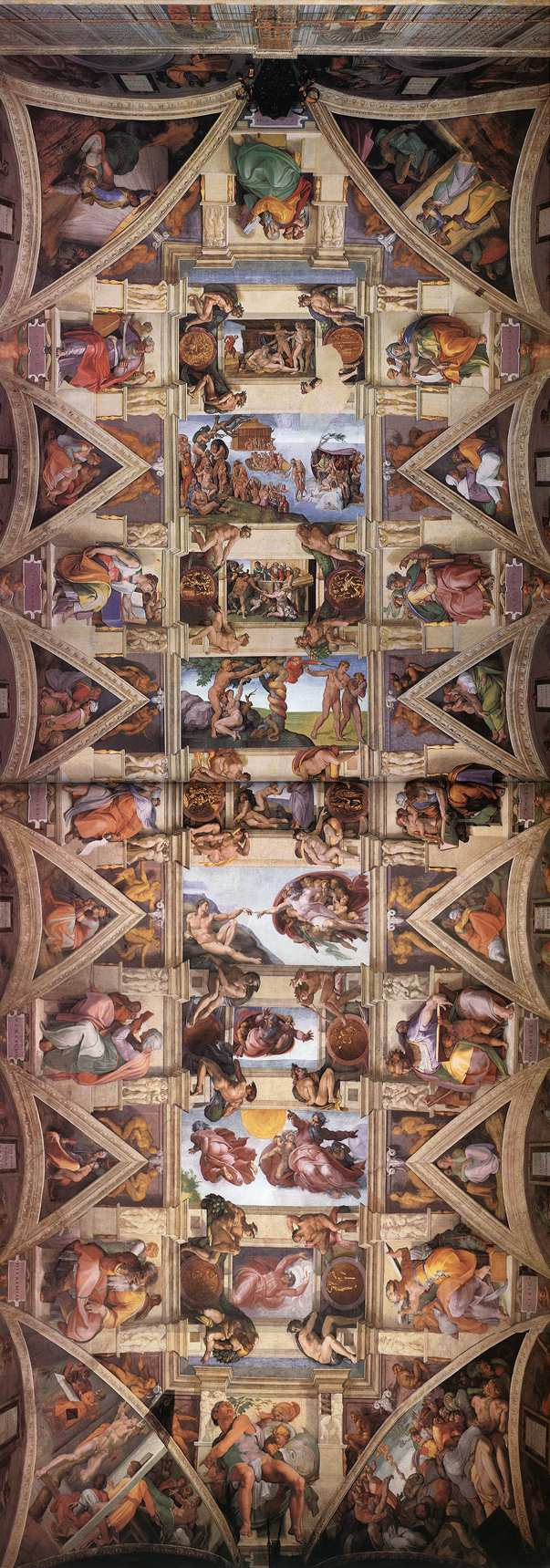
La volta della Cappella Sistina (1508-1512)

I rapporti con Giulio II rimasero comunque sempre tempestosi, per il forte temperamento che li accomunava, irascibile e orgoglioso, ma anche estremamente ambizioso. A marzo del 1508 l'artista si sentiva sciolto dagli obblighi col pontefice, prendendo in affitto una casa a Firenze e dedicandosi ai progetti sospesi, in particolare quello degli Apostoli per la cattedrale. Nell'aprile Pier Soderini gli manifestò la volontà di affidargli una scultura di Ercole e Caco. Il 10 maggio però un breve papale lo raggiunge ingiungendogli di presentarsi alla corte papale.
Subito Giulio II decise di occupare l'artista con una nuova, prestigiosa impresa, la ridecorazione della volta della Cappella Sistina. A causa del processo di assestamento dei muri, si era infatti aperta, nel maggio del 1504, una crepa nel soffitto della cappella rendendola inutilizzabile per molti mesi; rinforzata con catene poste nel locale sovrastante da Bramante, la volta aveva bisogno però di essere ridipinta. L'impresa si dimostrava di proporzioni colossali ed estremamente complessa, ma avrebbe dato a Michelangelo l'occasione di dimostrare la sua capacità di superare i limiti in un'arte quale la pittura, che tutto sommato non sentiva come sua e non gli era congeniale. L'8 maggio di quell'anno l'incarico venne dunque accettato e formalizzato.
Come nel progetto della tomba, anche l'impresa della Sistina fu caratterizzata da intrighi e invidie ai danni di Michelangelo, che sono documentati da una lettera del carpentiere e capomastro fiorentino Piero Rosselli spedita a Michelangelo il 10 maggio 1506. In essa il Rosselli racconta di una cena servita nelle stanze vaticane qualche giorno prima, a cui aveva assistito. Il papa in quell'occasione aveva confidato a Bramante l'intenzione di affidare a Michelangelo la ridipintura della volta, ma l'architetto urbinate aveva risposto sollevando dubbi sulle reali capacità del fiorentino, scarsamente esperto nell'affresco.
Nel contratto del primo progetto erano previsti dodici apostoli nei peducci, mentre nel campo centrale partimenti con decorazioni geometriche. Di questo progetto rimangono due disegni di Michelangelo, uno al British Museum e uno al Louvre.

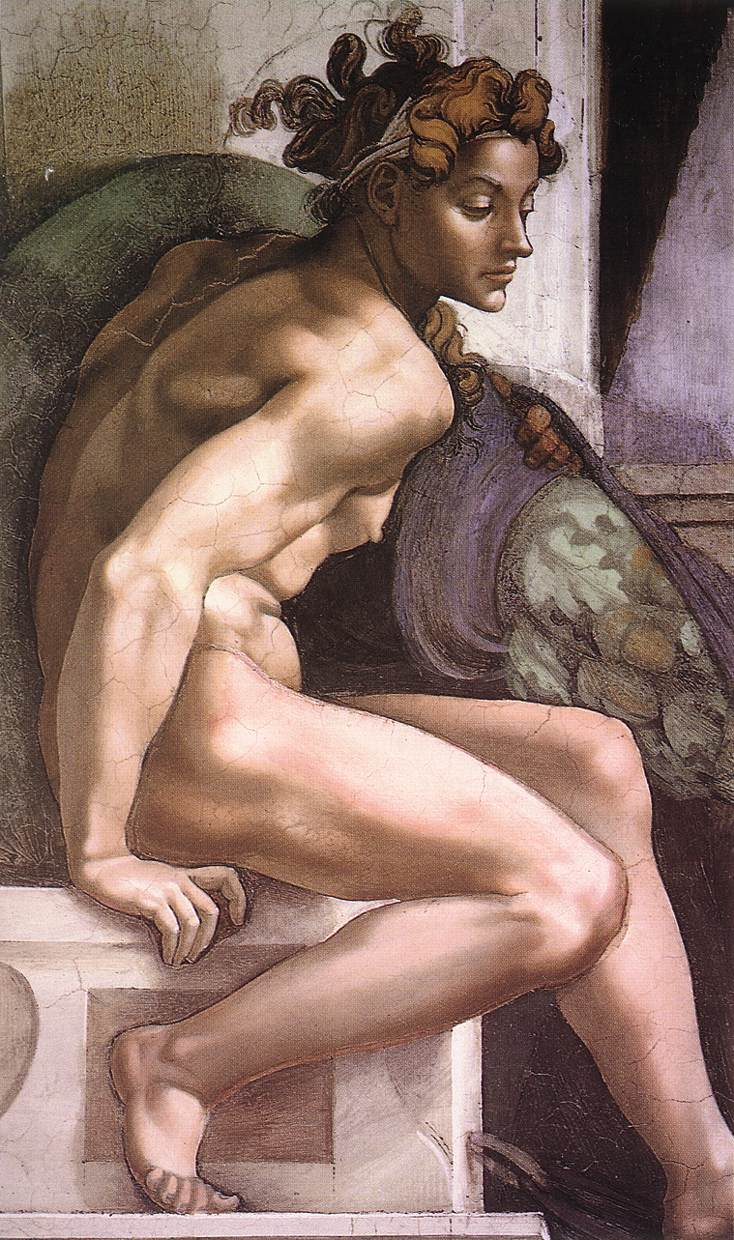
Ignudo

Insoddisfatto, l'artista ottenne di poter ampliare il programma iconografico, raccontando la storia dell'umanità "ante legem", cioè prima che Dio inviasse le Tavole della Legge: al posto degli Apostoli mise sette Profeti e cinque Sibille, assisi su troni fiancheggiati da pilastrini che sorreggono la cornice; quest'ultima delimita lo spazio centrale, diviso in nove scompartimenti attraverso la continuazione delle membrature architettoniche ai lati di troni; in questi scomparti sono raffigurati episodi tratti della Genesi, disposti in ordine cronologico partendo dalla parete dell'altare: Separazione della luce dalle tenebre, Creazione degli astri e delle piante, Separazione della terra dalle acque, Creazione di Adamo, Creazione di Eva, Peccato originale e cacciata dal Paradiso terrestre, Sacrificio di Noè, Diluvio universale, Ebbrezza di Noè; nei cinque scomparti che sormontano i troni lo spazio si restringe lasciando posto a Ignudi che reggono ghirlande con foglie di quercia, allusione al casato del papa cioè Della Rovere, e medaglioni bronzei con scene tratte dall'Antico Testamento; nelle lunette e nelle vele vi sono le quaranta generazioni degli Antenati di Cristo, riprese dal Vangelo di Matteo; infine nei pennacchi angolari si trovano quattro scene bibliche, che si riferiscono ad altrettanti eventi miracolosi a favore del popolo eletto: Giuditta e Oloferne, Davide e Golia, Punizione di Aman e il Serpente di bronzo. L'insieme è organizzato in un partito decorativo complesso, che rivela le sue indubbie capacità anche in campo architettonico, destinate a rivelarsi pienamente negli ultimi decenni della sua attività.
Il tema generale degli affreschi della volta è il mistero della Creazione di Dio, che raggiunge il culmine nella realizzazione dell'uomo a sua immagine e somiglianza. Con l'incarnazione di Cristo, oltre a riscattare l'umanità dal peccato originale, si raggiunge il perfetto e ultimo compimento della creazione divina, innalzando l'uomo ancora di più verso Dio. In questo senso appare più chiara la celebrazione che fa Michelangelo della bellezza del corpo umano nudo. Inoltre la volta celebra la concordanza fra Antico e Nuovo Testamento, dove il primo prefigura il secondo, e la previsione della venuta di Cristo in ambito ebraico (con i profeti) e pagano (con le sibille).

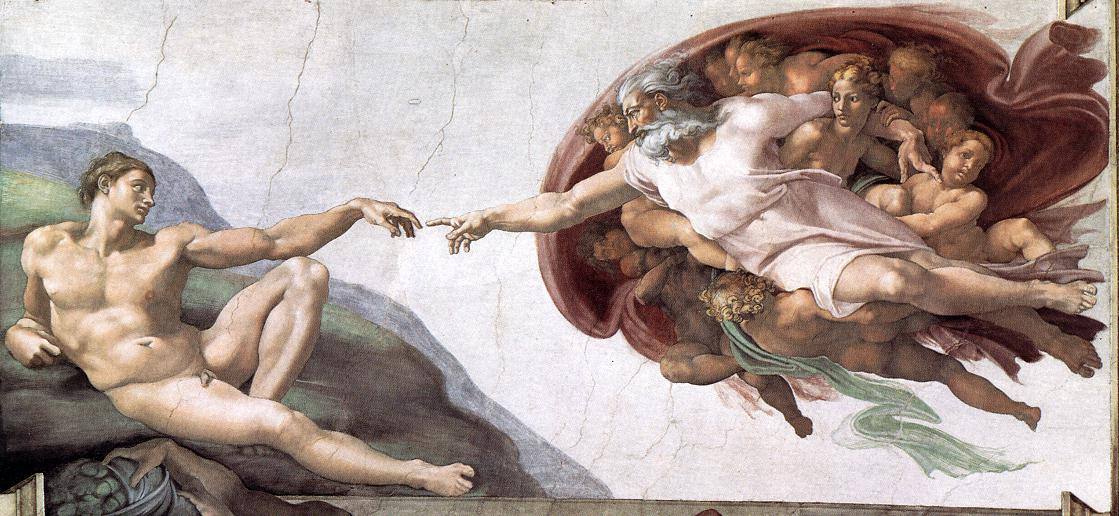
Creazione di Adamo

Montato il ponteggio Michelangelo iniziò a dipingere le tre storie di Noè gremite di personaggi. Il lavoro, di per sé massacrante, era aggravato dall'insoddisfazione di sé tipica dell'artista, dai ritardi nel pagamento dei compensi e dalle continue richieste di aiuto da parte dei familiari. Nelle scene successive la rappresentazione divenne via via più essenziale e monumentale: il Peccato originale e cacciata dal Paradiso terrestre e la Creazione di Eva mostrano corpi più massicci e gesti semplici ma retorici; dopo un'interruzione dei lavori, e vista la volta dal basso nel suo complesso e senza i ponteggi, lo stile di Michelangelo cambiò, accentuando maggiormente la grandiosità e l'essenzialità delle immagini, fino a rendere la scena occupata da un'unica grandiosa figura annullando ogni riferimento al paesaggio circostante, come nella Separazione della luce dalle tenebre. Nel complesso della volta queste variazioni stilistiche non si notano, anzi vista dal basso gli affreschi hanno un aspetto perfettamente unitario, dato anche dall'uso di un'unica, violenta cromia, recentemente riportata alla luce dal restauro concluso nel 1994.
In definitiva, la difficile sfida su un'impresa di dimensioni colossali e con una tecnica a lui non congeniale, con il diretto confronto coi grandi maestri fiorentini presso i quali si era formato (a partire da Ghirlandaio), poté dirsi pienamente riuscita oltre ogni aspettativa. Lo straordinario affresco venne inaugurato la vigilia di Ognissanti del 1512. Qualche mese dopo Giulio II moriva.

#### Il secondo e terzo progetto per la tomba di Giulio II (1513-1516)

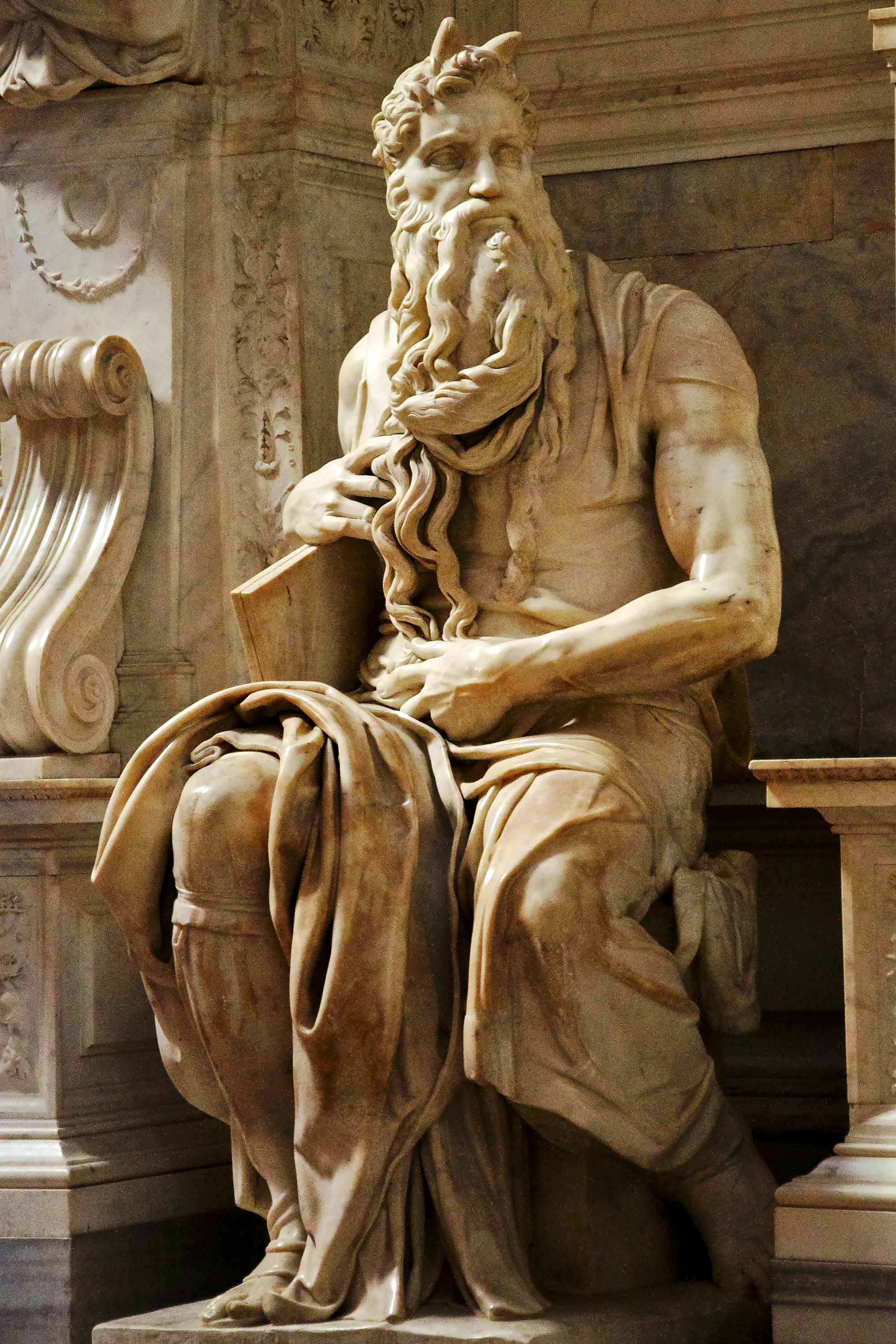
Mosè (1513-1515 circa)

Nel febbraio 1513, con la morte del papa, gli eredi decisero di riprendere il progetto della tomba monumentale, con un nuovo disegno e un nuovo contratto nel maggio di quell'anno. Si può immaginare Michelangelo desideroso di riprendere lo scalpello, dopo quattro anni di estenuante lavoro in un'arte che non era la sua prediletta. La modifica più sostanziale del nuovo monumento era l'addossamento a una parete e l'eliminazione della camera mortuaria, caratteristiche che vennero mantenute fino al progetto finale. L'abbandono del monumento isolato, troppo grandioso e dispendioso per gli eredi, comportò un maggiore affollamento di statue sulle facce visibili. Ad esempio le quattro figure sedute, invece che disporsi sulle due facciate, erano adesso previste in prossimità dei due angoli sporgenti sulla fronte. La zona inferiore aveva una partitura analoga, ma senza il portale centrale, sostituito da una fascia liscia che evidenziava l'andamento ascensionale. Lo sviluppo laterale era ancora consistente, poiché era ancora previsto il catafalco in posizione perpendicolare alla parete, sul quale la statua del papa giacente era retta, da due figure alate. Nel registro inferiore invece, su ciascun lato, restava ancora spazio per due nicchie che riprendevano lo schema del prospetto anteriore. Più in alto, sotto una corta volta a tutto sesto retta da pilastri, si trovava una Madonna col Bambino entro una mandorla e altre cinque figure.
Tra le clausole contrattuali c'era anche quella che legava l'artista, almeno sulla carta, a lavorare esclusivamente alla sepoltura papale, con un termine massimo di sette anni per il completamento.
Lo scultore si mise al lavoro di buona lena e sebbene non rispettò la clausola esclusiva per non precludersi ulteriori guadagni extra (come scolpendo il primo Cristo della Minerva, nel 1514), realizzò i due Prigioni oggi al Louvre (Schiavo morente e Schiavo ribelle) e il Mosè, che poi venne riutilizzato nella versione definitiva della tomba. I lavori vennero spesso interrotti per viaggi alle cave di Carrara.
Nel luglio 1516 si giunse a un nuovo contratto per un terzo progetto, che riduceva il numero delle statue. I lati vennero accorciati e il monumento andava assumendo così l'aspetto di una monumentale facciata, mossa da decorazioni scultoree. Al posto della partitura liscia al centro della facciata (dove si trovava la porta) viene forse previsto un rilievo bronzeo e, nel registro superiore, il catafalco viene sostituito da una figura del papa sorretto come in una Pietà da due figure sedute, coronate da una Madonna col Bambino sotto una nicchia. I lavori alla sepoltura vengono bruscamente interrotti dalla commissione da parte di Leone X dei lavori alla basilica di San Lorenzo.

#### Michelangelo e Sebastiano del Piombo
In quegli stessi anni, una competizione sempre più accesa con l'artista dominante della corte papale, Raffaello, lo portò a stringere un sodalizio con un altro talentuoso pittore, il veneziano Sebastiano del Piombo. Occupato da altri incarichi, Michelangelo spesso forniva disegni e cartoni al collega, che li trasformava in pittura. Tra questi ci fu ad esempio la Pietà di Viterbo.
Nel 1516 nacque una competizione tra Sebastiano e Raffaello, scatenata da una doppia commissione del cardinale Giulio de' Medici per due pale destinate alla sua sede di Narbona, in Francia. Michelangelo offrì un cospicuo aiuto a Sebastiano, disegnando la figura del Salvatore e del miracolato nella tela della Resurrezione di Lazzaro (oggi alla National Gallery di Londra). L'opera di Raffaello invece, la Trasfigurazione, venne completata solo dopo la scomparsa dell'artista nel 1520.

### A Firenze per i papi medicei (1516-1534)

#### La facciata di San Lorenzo (1516-1519)

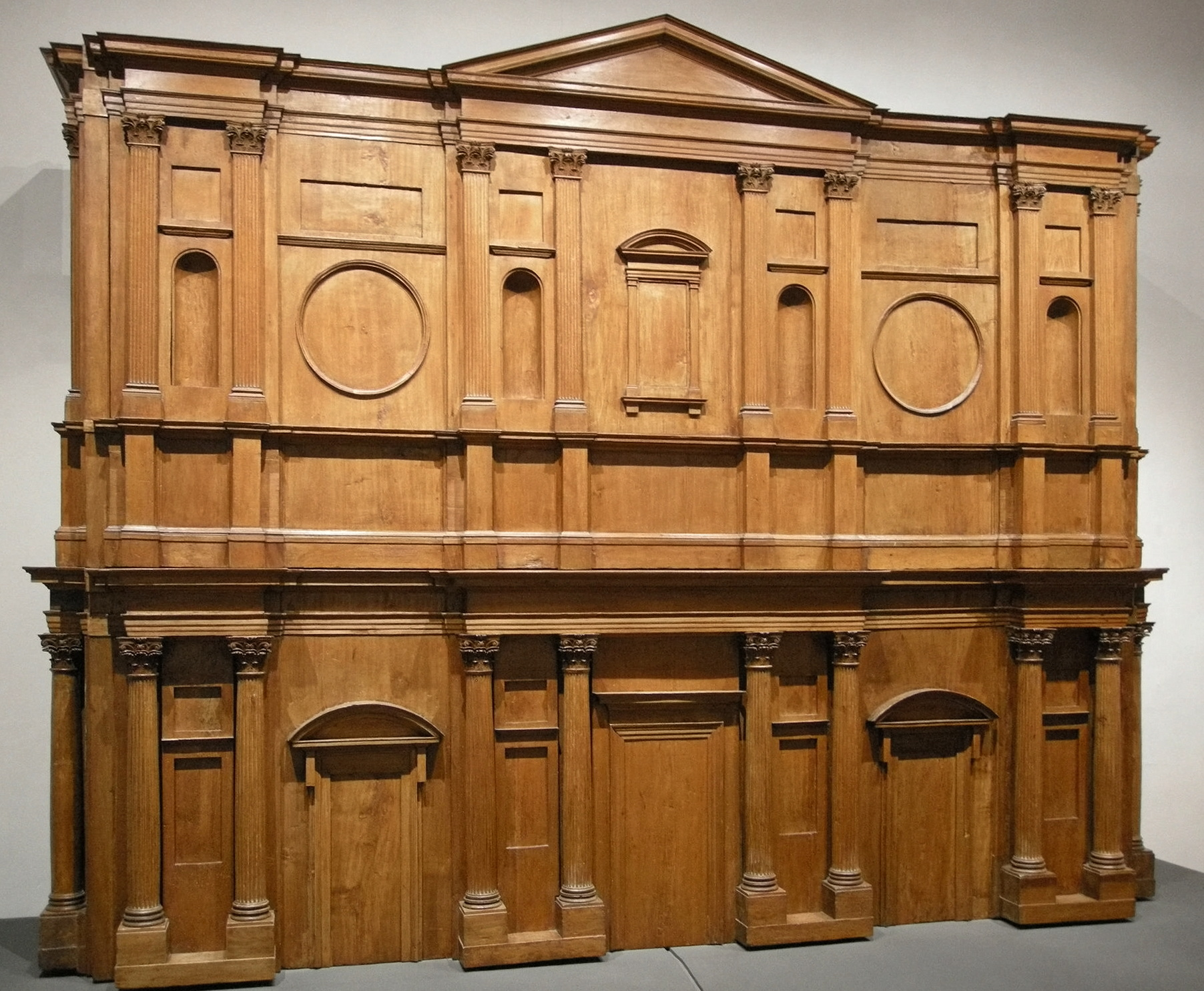
Il modello ligneo del progetto di Michelangelo per San Lorenzo

Nel frattempo il figlio di Lorenzo il Magnifico, Giovanni, era salito al soglio pontificio col nome di Leone X e la città di Firenze era tornata ai Medici nel 1511, comportando la fine del governo repubblicano con alcune apprensioni in particolare per i parenti di Michelangelo, che avevano perso incarichi d'ordine politico e i relativi compensi. Michelangelo lavorò per il nuovo papa fin dal 1514, quando rifece la facciata della sua cappella a Castel Sant'Angelo (dal novembre, opera perduta); nel 1515 la famiglia Buonarroti ottenne dal papa il titolo di conti palatini.
In occasione di un viaggio del papa a Firenze nel 1516, la facciata della chiesa "di famiglia" dei Medici, San Lorenzo, era stata ricoperta di apparati effimeri realizzati da Jacopo Sansovino e Andrea del Sarto. Il pontefice decise allora di indire un concorso per realizzare una vera facciata, a cui parteciparono Giuliano da Sangallo, Raffaello, Andrea e Jacopo Sansovino, nonché Michelangelo stesso, su invito del papa. La vittoria andò a quest'ultimo, all'epoca impegnato a Carrara e Pietrasanta per scegliere i marmi per il sepolcro di Giulio II. Il contratto è datato 19 gennaio 1518.
Il progetto di Michelangelo, per il quale vennero eseguiti numerosi disegni e ben due modelli lignei (uno è oggi a Casa Buonarroti) prevedeva una struttura a nartece con un prospetto rettangolare, forse ispirato a modelli di architettura classica, scandito da potenti membrature animate da statue in marmo, bronzo e da rilievi. Si sarebbe trattato di un passo fondamentale in architettura verso una concezione nuova di facciata, non più basata sulla mera aggregazione di elementi singoli, ma articolata in modo unitario, dinamico e fortemente plastico.
Il lavoro procedette però a rilento, a causa della scelta del papa di servirsi dei più economici marmi di Seravezza, la cui cava era mal collegata col mare, rendendo difficile il loro trasporto per via fluviale fino a Firenze. Nel settembre 1518 Michelangelo sfiorò anche la morte per una colonna di marmo che, durante il trasporto su un carro, si staccò colpendo micidialmente un operaio accanto a lui, un evento che lo sconvolse profondamente, come raccontò in una lettera a Berto da Filicaia datata 14 settembre 1518. In Versilia Michelangelo creò la strada per il trasporto dei marmi, ancora oggi esistente (anche se ampliata nel 1567 da Cosimo I). I blocchi venivano calati dalla cava di Trambiserra ad Azzano, davanti al Monte Altissimo, fino al Forte dei Marmi (insediamento sorto proprio in quell'occasione) e da lì imbarcate in mare e spedite a Firenze tramite l'Arno.
Nel marzo 1520 il contratto fu rescisso, per la difficoltà dell'impresa e i costi elevati. In quel periodo Michelangelo lavorò ai Prigioni per la tomba di Giulio II, in particolare ai quattro incompiuti oggi alla Galleria dell'Accademia. Scolpì probabilmente anche la statua del Genio della Vittoria di Palazzo Vecchio e alla nuova versione del Cristo risorto per Metello Vari (opera portata a Roma nel 1521), rifinita da suoi assistenti e posta nella basilica di Santa Maria sopra Minerva. Tra le commissioni ricevute e non portate a termine c'è una consulenza per Pier Soderini, per una cappella nella chiesa romana di San Silvestro in Capite (1518).

#### La Sagrestia Nuova (1520-1534)

Sagrestia Nuova

Il mutamento dei desideri papali venne causato dai tragici eventi familiari legati alla morte degli ultimi eredi diretti della dinastia medicea: Giuliano Duca di Nemours nel 1516 e, soprattutto, Lorenzo Duca d'Urbino nel 1519. Per ospitare degnamente i resti dei due cugini, nonché quelli dei fratelli Magnifici Lorenzo e Giuliano, rispettivamente padre e zio di Leone X, il papa maturò l'idea di creare una monumentale cappella funebre, la Sagrestia Nuova, da ospitare nel complesso di San Lorenzo. L'opera venne affidata a Michelangelo prima ancora del definitivo annullamento della commissione della facciata; dopotutto l'artista poco tempo prima, il 20 ottobre 1519, si era offerto al pontefice per realizzare una sepoltura monumentale per Dante in Santa Croce, manifestando quindi la sua disponibilità a nuovi incarichi. La morte di Leone sospese il progetto solo per breve tempo, poiché già nel 1523 venne eletto suo cugino Giulio, che prese il nome di Clemente VII e confermò a Michelangelo tutti gli incarichi.
Il primo progetto michelangiolesco era quello di un monumento isolato al centro della sala ma, in seguito a discussioni con i committenti, lo cambiò prevedendo di collocare le tombe dei Capitani addossate al centro delle pareti laterali, mentre quelle dei Magnifici, addossate entrambe alla parete di fondo davanti all'altare.
L'opera venne iniziata nel 1525 circa: la struttura in pianta si rifaceva alla Sagrestia Vecchia, sempre nella chiesa di San Lorenzo, del Brunelleschi: a pianta quadrata e con piccolo sacello anch'esso quadrato. Grazie alle membrature, in pietra serena e a ordine gigante, l'ambiente acquista un ritmo più serrato e unitario; inserendo tra le pareti e le lunette un mezzanino e aprendo tra queste ultime delle finestre architravate, dà alla sala un potente senso ascensionale concluso nella volta a cassettoni di ispirazione antica.
Le tombe che sembrano far parte della parete, riprendono nella parte alta le edicole, che sono inserite sopra le otto porte dell'ambiente, quattro vere e quattro finte. Le tombe dei due capitani si compongono di un sarcofago curvilineo sormontato da due statue distese con le Allegorie del Tempo: in quella di Lorenzo il Crepuscolo e l'Aurora, mentre in quella di Giuliano la Notte e il Giorno. Si tratta di figure massicce e dalle membra poderose che sembrano gravare sui sarcofagi quasi a spezzarli e a liberare le anime dei defunti, ritratti nelle statue inserite sopra di essi. Inserite in una nicchia della parete, le statue non sono riprese dal vero ma idealizzate mentre contemplano: Lorenzo in una posa pensierosa e Giuliano con uno scatto repentino della testa. La statua posta sull'altare con la Madonna Medici è simbolo di vita eterna ed è fiancheggiata dalle statue dei Santi Cosma e Damiano (protettori dei Medici) eseguite su disegno del Buonarroti, rispettivamente da Giovanni Angelo Montorsoli e Raffaello da Montelupo.
All'opera, anche se non continuativamente, Michelangelo lavorò fino al 1534, lasciandola incompiuta: senza i monumenti funebri dei Magnifici, le sculture dei Fiumi alla base delle tombe dei Capitani e, forse, di affreschi nelle lunette. Si tratta comunque di uno straordinario esempio di simbiosi perfetta tra scultura e architettura.
Nel frattempo Michelangelo continuava a ricevere altre commissioni che solo in piccola parte eseguiva: nell'agosto 1521 inviò a Roma il Cristo della Minerva, nel 1522 un certo Frizzi gli commissionò una tomba a Bologna e il cardinale Fieschi gli chiese una Madonna scolpita, entrambi progetti mai eseguiti; nel 1523 ricevette nuove sollecitazioni da parte degli eredi di Giulio II, in particolare Francesco Maria Della Rovere, e lo stesso anno gli venne commissionata, senza successo, una statua di Andrea Doria da parte del Senato genovese, mentre il cardinal Grimani, patriarca di Aquileia, gli chiese un dipinto o una scultura mai eseguiti. Nel 1524 papa Clemente gli commissionò la biblioteca Medicea Laurenziana, i cui lavori avviarono a rilento, e un ciborio (1525) per l'altare maggiore di San Lorenzo, sostituito poi dalla Tribuna delle reliquie; nel 1526 si arrivò a una drammatica rottura coi Della Rovere per un nuovo progetto, più semplice, per la tomba di Giulio II, che venne rifiutato. Altre richieste inevase di progetti di tombe gli pervengono dal duca di Suessa e da Barbazzi canonico di San Petronio a Bologna.

#### L'insurrezione e l'assedio (1527-1530)

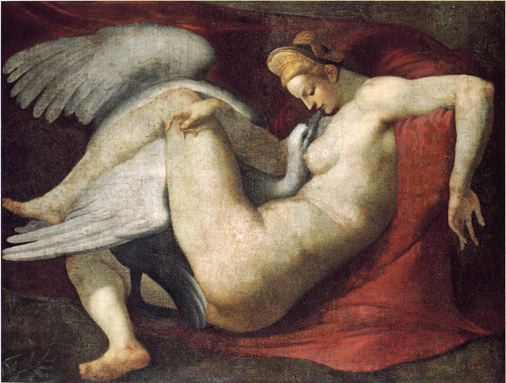
Copia dalla Leda e il cigno di Michelangelo, alla National Gallery di Londra

Un motivo comune nella vicenda biografica di Michelangelo è l'ambiguo rapporto con i propri committenti, che più volte ha fatto parlare di ingratitudine dell'artista verso i suoi patrocinatori. Anche con i Medici il suo rapporto fu estremamente ambiguo: nonostante siano stati loro a spingerlo verso la carriera artistica e a procurargli commissioni di altissimo rilievo, la sua convinta fede repubblicana lo portò a covare sentimenti di odio contro di essi, vedendoli come la principale minaccia contro la libertas fiorentina.
Fu così che nel 1527, arrivata in città la notizia del Sacco di Roma e del durissimo smacco inferto a papa Clemente, la città di Firenze insorse contro il suo delegato, l'odiato Alessandro de' Medici, cacciandolo e instaurando un nuovo governo repubblicano. Michelangelo aderì pienamente al nuovo regime, con un appoggio ben oltre il piano simbolico. Il 22 agosto 1528 si mise al servizio del governo repubblicano, riprendendo la vecchia commissione dell'Ercole e Caco (ferma dal 1508), che propose di mutare in un Sansone con due filistei. Il 10 gennaio 1529 venne nominato membro dei "Nove di milizia", occupandosi di nuovi piani difensivi, specie per il colle di San Miniato al Monte. Il 6 aprile di quell'anno riceve l'incarico di "Governatore generale sopra le fortificazioni", in previsione dell'assedio che le forze imperiali si apprestavano a cingere. Visitò appositamente Pisa e Livorno nell'esercizio del proprio ufficio, e si recò anche a Ferrara per studiarne le fortificazioni (qui Alfonso I d'Este gli commissionò una Leda e il cigno, poi andata perduta), rientrando a Firenze il 9 settembre. Preoccupato per l'aggravarsi della situazione, il 21 settembre fuggì a Venezia, in previsione di trasferirsi in Francia alla corte di Francesco I, che però non gli aveva ancora fatto offerte concrete. Qui venne però raggiunto prima dal bando del governo fiorentino che lo dichiarò ribelle, il 30 settembre. Tornò allora nella sua città il 15 novembre, riprendendo la direzione delle fortezze.
Di questo periodo rimangono disegni di fortificazione, realizzate attraverso una complicata dialettica di forme concave e convesse che sembrano macchine dinamiche atte all'offesa e alla difesa. Con l'arrivo degli Imperiali a minacciare la città, a lui è attribuita l'idea di usare la platea di San Miniato al Monte come avamposto con cui cannoneggiare sul nemico, proteggendo il campanile dai pallettoni nemici con un'armatura fatta di materassi imbottiti.
Le forze in campo per gli assedianti erano però soverchianti e con la sua disperata difesa la città non poté altro che negoziare un trattato, in parte poi disatteso, che evitasse la distruzione e il saccheggio che pochi anni prima avevano colpito Roma. All'indomani del ritorno dei Medici in città (12 agosto 1530) Michelangelo, che sapeva di essersi fortemente compromesso e temendo quindi una vendetta, si nasconde rocambolescamente e riuscì a fuggire dalla città (settembre 1530), riparando a Venezia. Qui restò brevemente, assalito da dubbi sul da farsi. In questo breve periodo soggiornò all'isola della Giudecca per mantenersi lontano dalla vita sfarzosa dell'ambiente cittadino e leggenda vuole che avesse presentato un modello per il ponte di Rialto al doge Andrea Gritti.

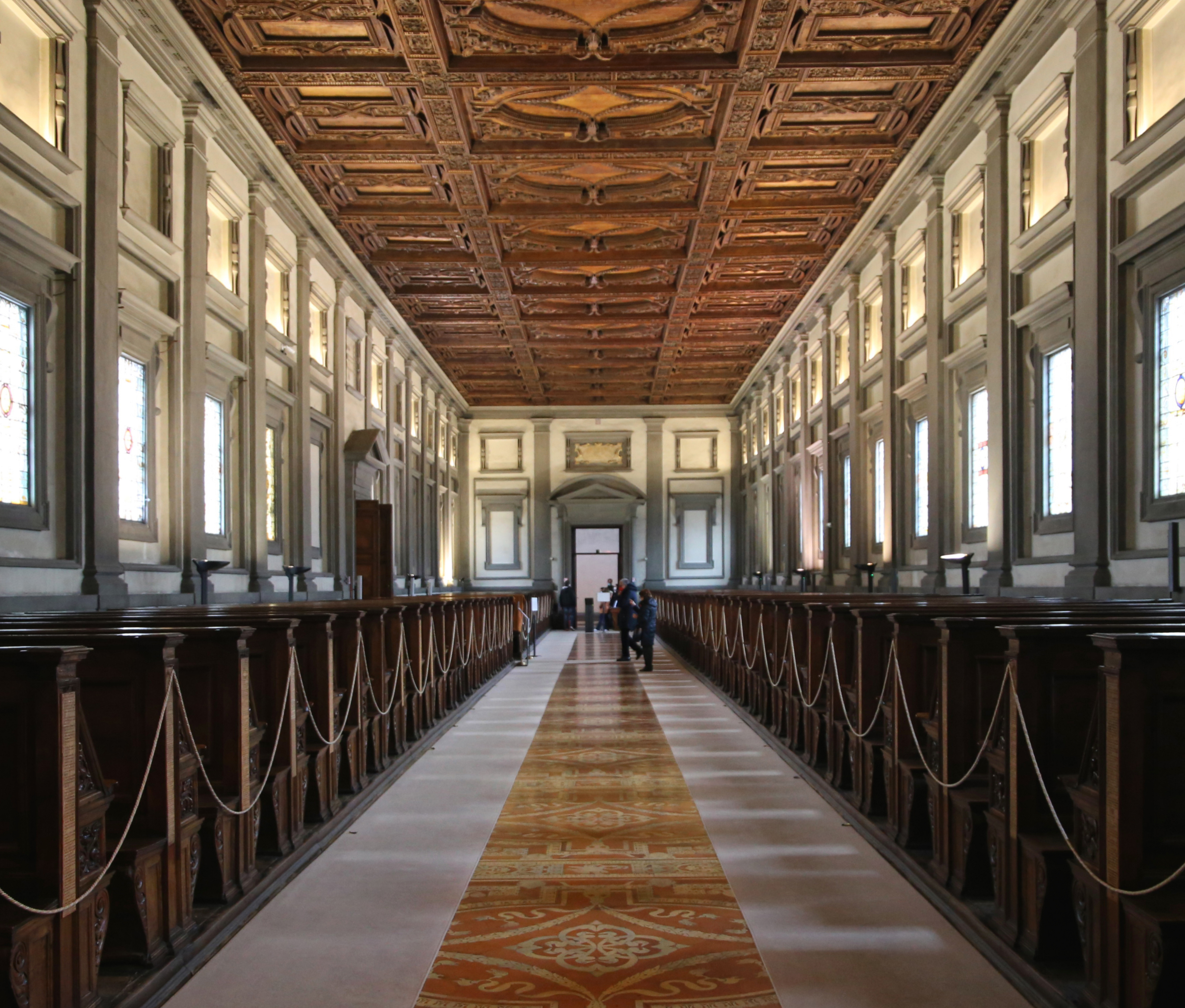
La sala di lettura della Biblioteca Medicea Laurenziana

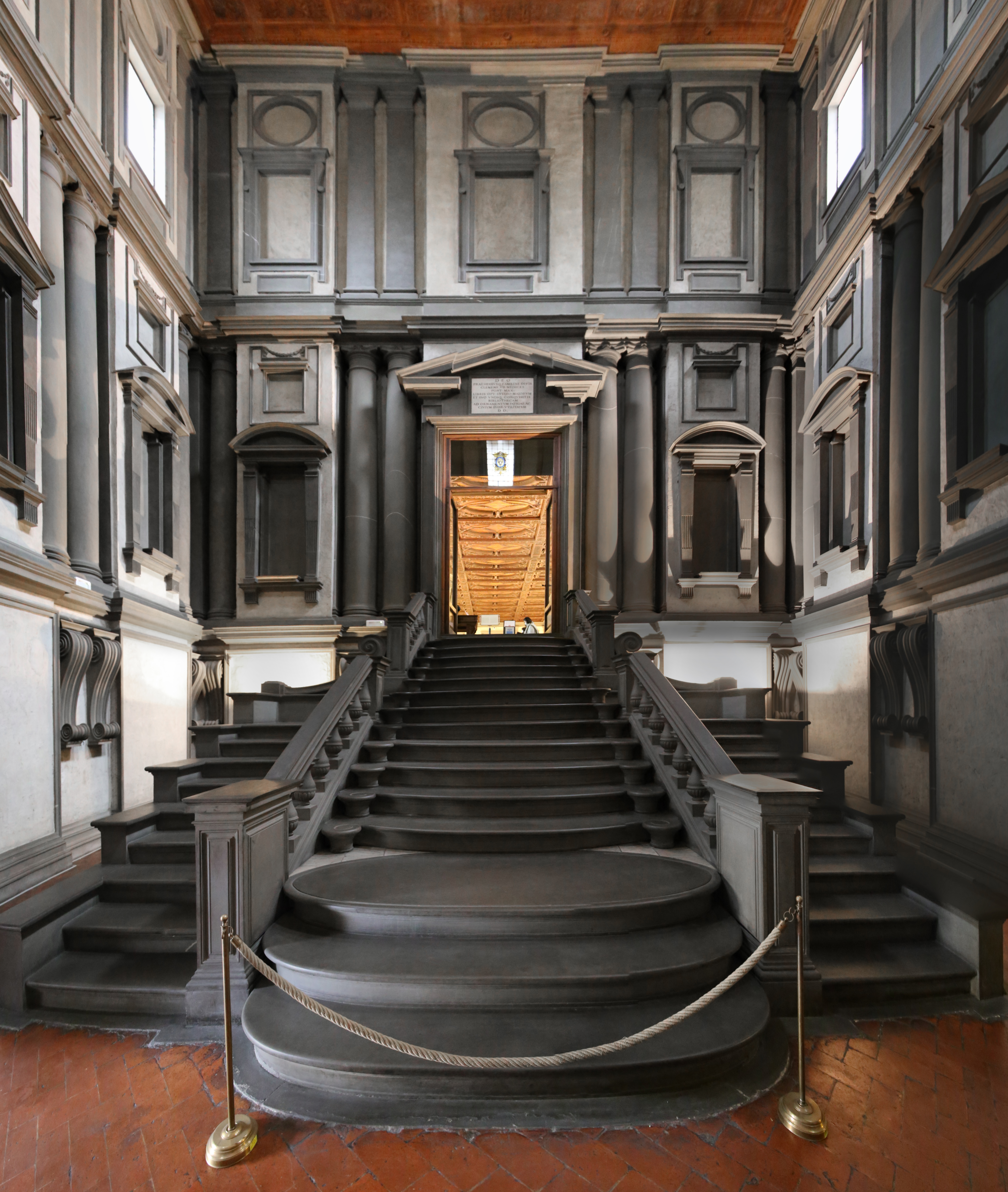
Lo scalone nel vestibolo della Biblioteca Medicea Laurenziana

#### La Biblioteca Medicea Laurenziana (1530-1534)
Il perdono di Clemente VII non si fece però attendere, a patto che l'artista riprendesse immediatamente i lavori a San Lorenzo dove, oltre alla Sagrestia, si era aggiunto cinque anni prima il progetto di una monumentale libreria. È chiaro come il papa fosse mosso, più che dalla pietà verso l'uomo, dalla consapevolezza di non poter rinunciare all'unico artista capace di dare forma ai sogni di gloria della sua dinastia, nonostante la sua indole contrastata. All'inizio degli anni trenta scolpì anche un Apollino per Baccio Valori, il feroce governatore di Firenze imposto dal papa.
La biblioteca pubblica, annessa alla chiesa di San Lorenzo, venne interamente progettata dal Buonarroti: nella sala di lettura si rifece al modello della biblioteca di Michelozzo in San Marco, eliminando la divisione in navate e realizzando un ambiente con le mura scandite da finestre sormontate da mezzanini tra pilastrini, tutti con modanature in pietra serena. Disegnò anche i banchi in legno e forse lo schema di soffitto intagliato e pavimento con decorazioni in cotto, organizzati in medesime partiture. Il capolavoro del progetto è il vestibolo, con un forte slancio verticale dato dalle colonne binate che cingono il portale timpanato e dalle edicole sulle pareti.
Solo nel 1558 Michelangelo fornì il modello in argilla per lo scalone, da lui progettato in legno, ma realizzato per volere di Cosimo I de' Medici, in pietra serena: le ardite forme rettilinee e ellittiche, concave e convesse, vengono indicate come una precoce anticipazione dello stile barocco.
Il 1531 fu un anno intenso: eseguì il cartone del Noli me tangere, proseguì i lavori alla Sagrestia e alla Liberia di San Lorenzo e per la stessa chiesa progettò la Tribuna delle reliquie; Inoltre gli vennero chiesti, senza esito, un progetto dal duca di Mantova, il disegno di una casa da Baccio Valori, e una tomba per il cardinale Cybo; le fatiche lo condussero anche a una grave malattia.
Nell'aprile 1532 si ebbe il quarto contratto per la tomba di Giulio II, con solo sei statue. In quello stesso anno Michelangelo conobbe a Roma l'intelligente e bellissimo Tommaso de' Cavalieri, con il quale si legò appassionatamente, dedicandogli disegni e composizioni poetiche. Per lui approntò, tra l'altro, i disegni col Ratto di Ganimede e la Caduta di Fetonte, che sembrano precorrere, nella potente composizione e nel tema del compiersi fatale del destino, il Giudizio universale. Rapporti molto tesi ebbe, invece, con il guardarobiere pontificio e Maestro di Camera Pietro Giovanni Aliotti, futuro vescovo di Forlì, che Michelangelo, considerandolo troppo impiccione, chiamava il Tantecose.
Il 22 settembre 1533 incontrò a San Miniato al Tedesco Clemente VII e, secondo la tradizione, in quell'occasione si parlò per la prima volta della pittura di un Giudizio universale nella Sistina. Lo stesso anno morì il padre Ludovico.
Nel 1534 gli incarichi fiorentini procedevano ormai sempre più stancamente, con un ricorso sempre maggiore di aiuti.

### L'epoca di Paolo III (1534-1545)

#### Il Giudizio universale (1534-1541)

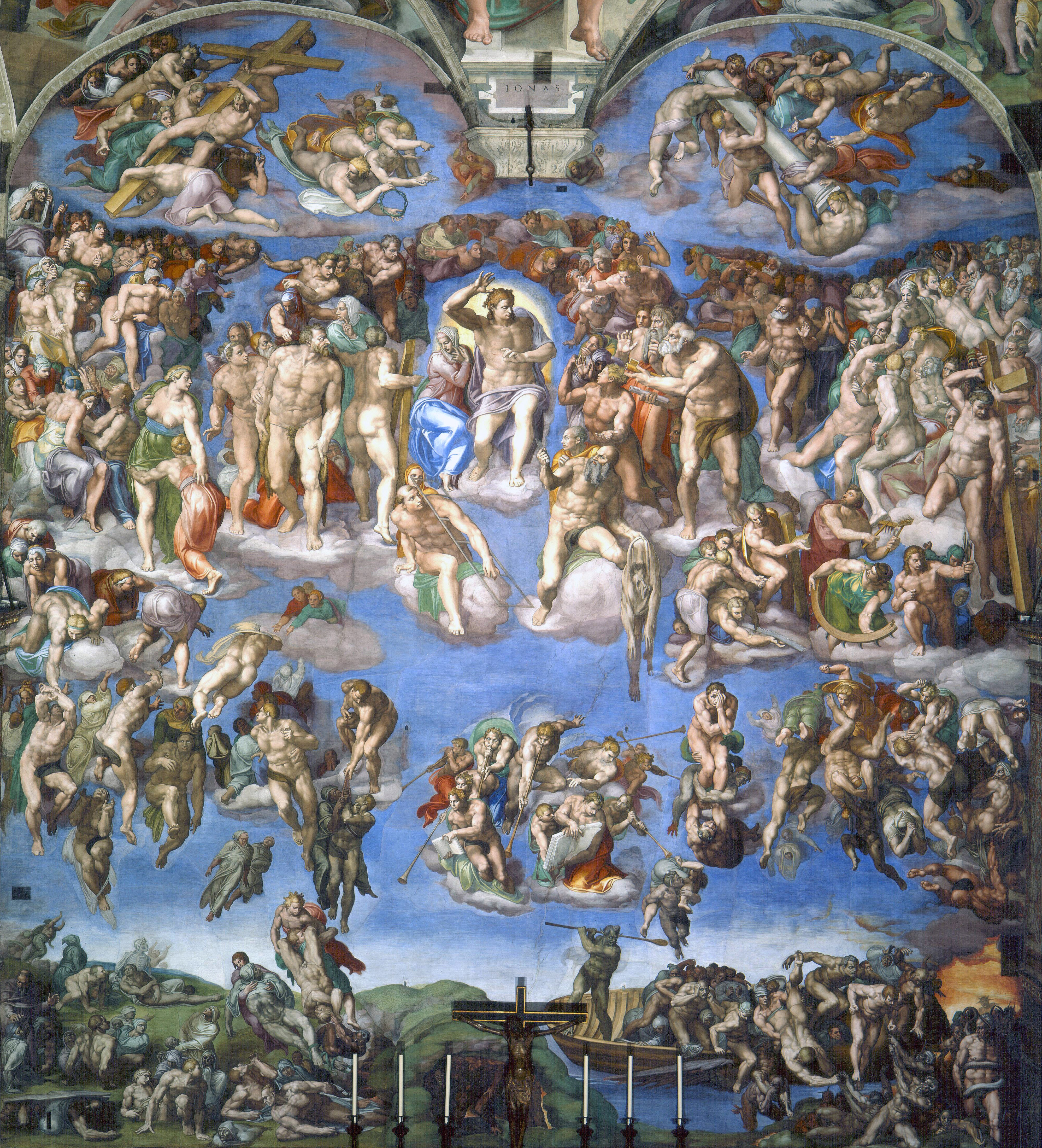
Giudizio universale

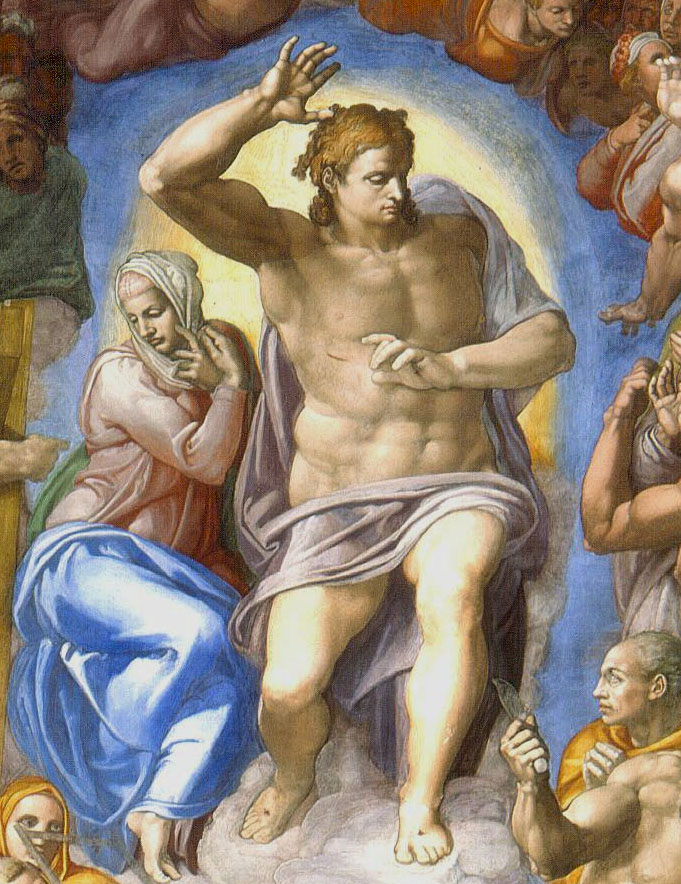
Cristo, dettaglio del Giudizio universale

L'artista non approvava il regime politico tiranneggiante del duca Alessandro, per cui con l'occasione di nuovi incarichi a Roma, tra cui il lavoro per gli eredi di Giulio II, lasciò Firenze dove non mise mai più piede, nonostante gli accattivanti inviti di Cosimo I negli anni della vecchiaia.
Clemente VII gli aveva commissionato la decorazione della parete di fondo della Cappella Sistina con il Giudizio universale, ma non fece in tempo a vedere nemmeno l'inizio dei lavori, perché morì pochi giorni dopo l'arrivo dell'artista a Roma. Mentre l'artista riprendeva la Sepoltura di papa Giulio, venne eletto al soglio pontificio Paolo III, che non solo confermò l'incarico del Giudizio, ma nominò anche Michelangelo pittore, scultore e architetto del Palazzo Vaticano.
I lavori alla Sistina poterono essere avviati alla fine del 1536, per proseguire fino all'autunno del 1541. Per liberare l'artista dagli incarichi verso gli eredi Della Rovere Paolo III arrivò a emettere un motu proprio il 17 novembre 1536. Se fino ad allora i vari interventi alla cappella papale erano stati coordinati e complementari, con il Giudizio si assistette al primo intervento distruttivo, che sacrificò la pala dell'Assunta di Perugino, le prime due storie quattrocentesche di Gesù e di Mosè e due lunette dipinte dallo stesso Michelangelo più di vent'anni prima.
Al centro dell'affresco vi è il Cristo giudice con vicino la Madonna che rivolge lo sguardo verso gli eletti; questi ultimi formano un'ellissi che segue i movimenti del Cristo in un turbine di santi, patriarchi e profeti. A differenza delle rappresentazioni tradizionale, tutto è caos e movimento, e nemmeno i santi sono esentati dal clima di inquietudine, attesa, se non paura e sgomento che coinvolge espressivamente i partecipanti.
Le licenze iconografiche, come i santi senza aureola, gli angeli apteri e il Cristo giovane e senza barba, possono essere allusioni al fatto che davanti al giudizio ogni singolo uomo è uguale. Questo fatto, che poteva essere letto come un generico richiamo ai circoli della Riforma Cattolica, unitamente alla nudità e alla posa sconveniente di alcune figure (santa Caterina d'Alessandria prona con alle spalle san Biagio), scatenarono contro l'affresco i severi giudizi di buona parte della curia. Dopo la morte dell'artista, e col mutato clima culturale dovuto anche al Concilio di Trento, si arrivò al punto di provvedere al rivestimento dei nudi e alla modifica delle parti più sconvenienti.

#### Una statua equestre
Nel 1537, verso febbraio, il duca d'Urbino Francesco Maria I Della Rovere gli chiese un abbozzo per un cavallo destinato forse a un monumento equestre, che risulta completato il 12 ottobre. L'artista però si rifiutò di inviare il progetto al duca, poiché insoddisfatto. Dalla corrispondenza si apprende anche che entro i primi di luglio Michelangelo gli aveva progettato anche una saliera: la precedenza del duca rispetto a tante commissioni inevase di Michelangelo è sicuramente legata alla pendenza dei lavori alla tomba di Giulio II, di cui Francesco Maria era erede.
Quello stesso anno a Roma riceve la cittadinanza onoraria in Campidoglio.

#### Piazza del Campidoglio

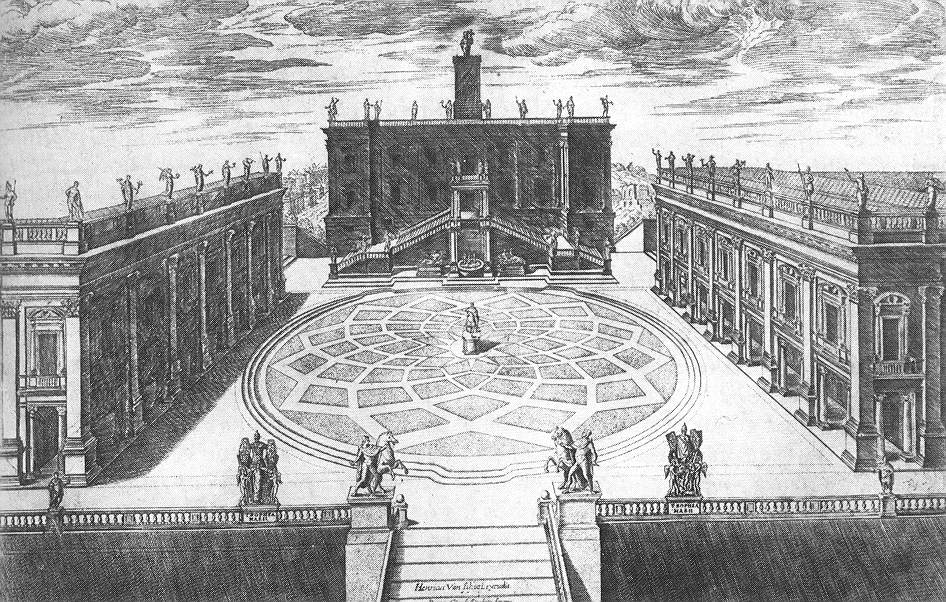
Piazza del Campidoglio in una stampa di Étienne Dupérac (1568)

Paolo III, al pari dei suoi predecessori, fu un entusiasta committente di Michelangelo.
Con il trasferimento sul Campidoglio della statua equestre di Marco Aurelio, simbolo dell'autorità imperiale e per estensione della continuità tra la Roma imperiale e quella papale, il papa incaricò Michelangelo, nel 1538, di studiare la ristrutturazione della piazza, centro dell'amministrazione civile romana fin dal Medioevo e in stato di degrado.
Tenendo conto delle preesistenze vennero mantenuti e trasformati i due edifici esistenti, già ristrutturati nel XV secolo da Rossellino, realizzando di conseguenza la piazza a pianta trapezoidale con sullo sfondo il palazzo dei Senatori, dotato di scala a doppia rampa, e delimitata ai lati da due palazzi: il palazzo dei Conservatori e il cosiddetto palazzo Nuovo costruito ex novo, entrambi convergenti verso la scalinata di accesso al Campidoglio. Gli edifici vennero caratterizzati da un ordine gigante a pilastri corinzi in facciata, con massicce cornici e architravi. Al piano terra degli edifici laterali i pilastri dell'ordine gigante sono affiancati da colonne che formano un insolito portico architravato, in un disegno complessivo molto innovativo che rifugge programmaticamente dall'uso dell'arco. Il lato interno del portico presenta invece colonne alveolate che in seguito ebbero una grande diffusione. I lavori furono compiuti molto dopo la morte del maestro, mentre la pavimentazione della piazza fu realizzata solo ai primi del Novecento, utilizzando una stampa di Étienne Dupérac che riporta quello che doveva essere il progetto complessivo previsto da Michelangelo, secondo un reticolo curvilineo inscritto in un'ellisse con al centro il basamento ad angoli smussati per la statua del Marc'Aurelio, anch'esso disegnato da Michelangelo.
Verso il 1539 iniziò forse il Bruto per il cardinale Niccolò Ridolfi, opera dai significati politici legata ai fuorusciti fiorentini.

#### La Crocifissione per Vittoria Colonna (1541)

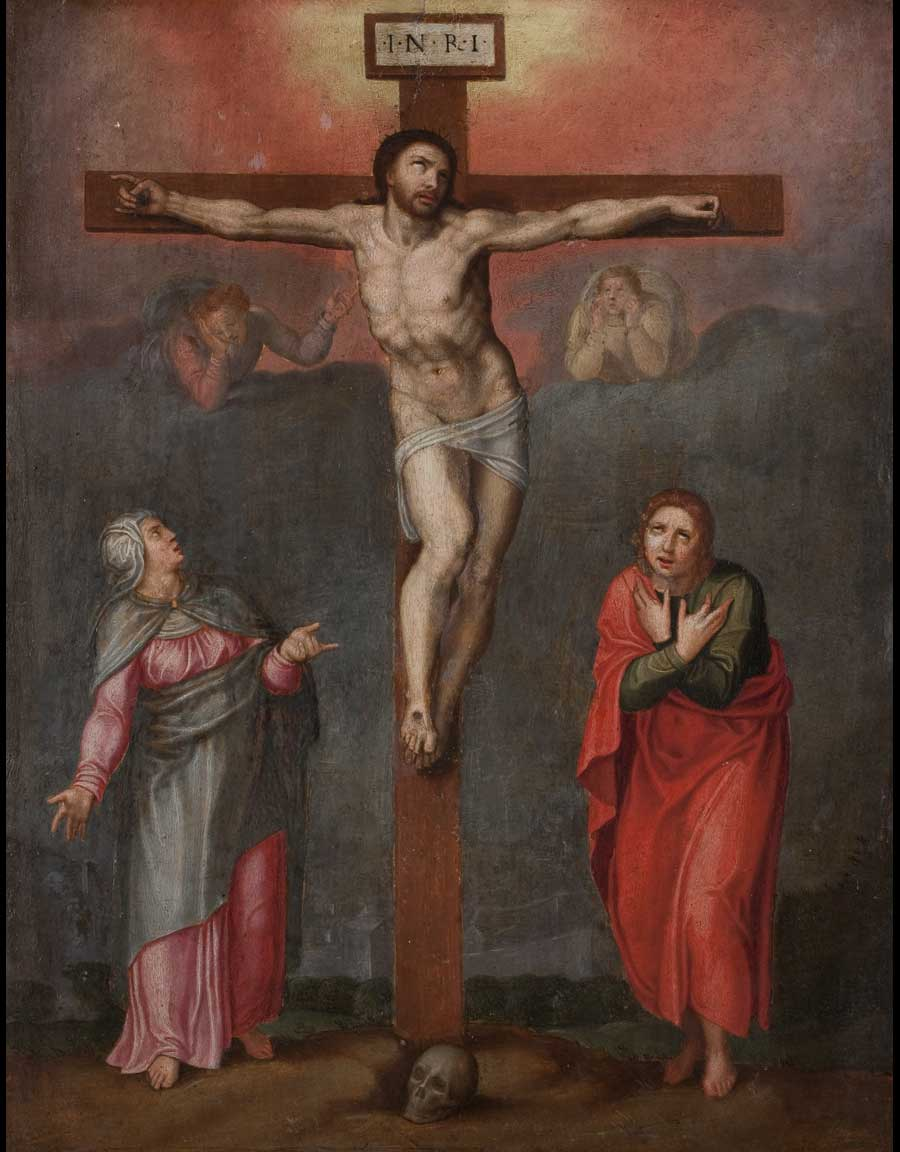
La copia della Crocifissione per Vittoria Colonna di Marcello Venusti

Dal 1537 circa Michelangelo aveva iniziato la vivida amicizia con la marchesa di Pescara Vittoria Colonna: essa lo introdusse al circolo viterbese del cardinale Reginald Pole, frequentato, tra gli altri, da Vittore Soranzo, Apollonio Merenda, Pietro Carnesecchi, Pietro Antonio Di Capua, Alvise Priuli e la contessa Giulia Gonzaga.
In quel circolo culturale si aspirava a una riforma della Chiesa cattolica, sia interna sia nei confronti del resto della Cristianità, alla quale avrebbe dovuto riconciliarsi. Queste teorie influenzarono Michelangelo e altri artisti. Risale a quel periodo la Crocifissione realizzata per Vittoria, databile al 1541 e forse dispersa, oppure mai dipinta. Di quest'opera ci restano solamente alcuni disegni preparatori di incerta attribuzione, il più famoso è senz'altro quello conservato al British Museum, mentre buone copie si trovano nella concattedrale di Santa Maria de La Redonda e alla Casa Buonarroti. Inoltre esiste una tavola dipinta, la Crocefissione di Viterbo, tradizionalmente attribuita a Michelangelo, sulla base di un testamento di un conte viterbese datato al 1725, esposta nel Museo del Colle del Duomo di Viterbo, più ragionevolmente attribuibile ad ambiente michelangiolesco.
Secondo i progetti raffigurava un giovane e sensuale Cristo, simboleggiante un'allusione alle teorie riformiste cattoliche che vedevano nel sacrificio del sangue di Cristo l'unica via di salvezza individuale, senza intermediazioni della Chiesa e dei suoi rappresentanti.
Uno schema analogo presentava anche la cosiddetta Pietà per Vittoria Colonna, dello stesso periodo, nota da un disegno a Boston e da alcune copie di allievi.
In quegli anni a Roma Michelangelo poteva quindi contare su una sua cerchia di amici ed estimatori, tra cui oltre alla Colonna, Tommaso de' Cavalieri e artisti quali Tiberio Calcagni e Daniele da Volterra.

#### Cappella Paolina (1542-1550)

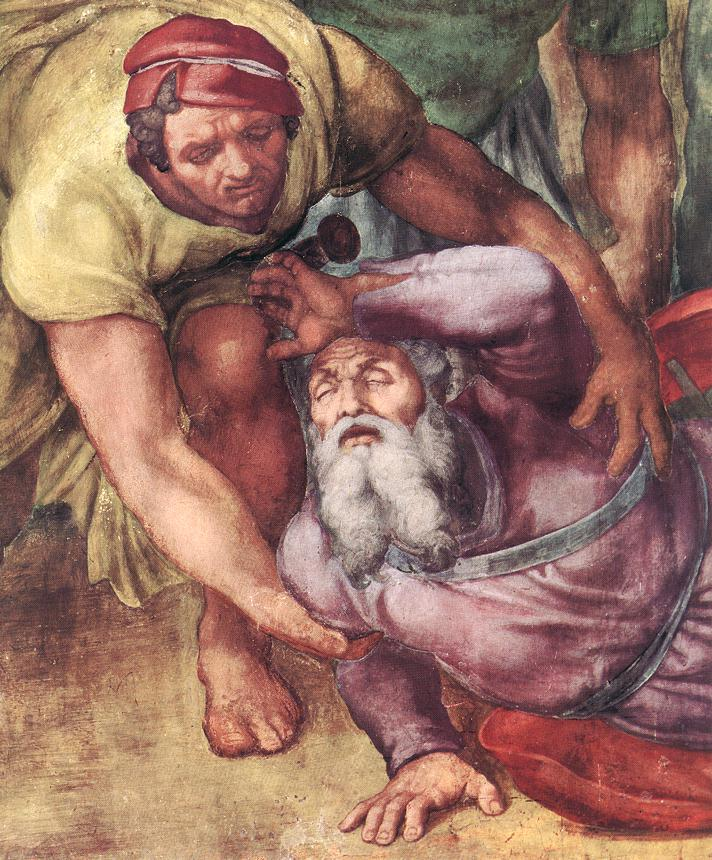
La Conversione di Saulo, dettaglio

Nel 1542 il papa gli commissionò quella che rappresenta la sua ultima opera pittorica, dove ormai anziano lavorò per quasi dieci anni, in contemporanea ad altri impegni. Il papa Farnese, geloso e seccato del fatto che il luogo ove la celebrazione di Michelangelo pittore raggiungesse i suoi massimi livelli fosse dedicato ai papi Della Rovere, gli affidò la decorazione della sua cappella privata in Vaticano che prese il suo nome (Cappella Paolina). Michelangelo realizzò due affreschi, lavorando da solo con faticosa pazienza, procedendo con piccole "giornate", fitte di interruzioni e pentimenti.
Il primo a essere realizzato, la Conversione di Saulo (1542-1545), presenta una scena inserita in un paesaggio spoglio e irreale, con compatti grovigli di figure alternati a spazi vuoti e, al centro, la luce accecante che da Dio scende su Saulo a terra; il secondo, il Martirio di san Pietro (1545-1550), ha una croce disposta in diagonale in modo da costituire l'asse di un ipotetico spazio circolare con al centro il volto del martire.
L'opera nel suo complesso è caratterizzata da una drammatica tensione e improntata a un sentimento di mestizia, generalmente interpretata come espressione della religiosità tormentata di Michelangelo e del sentimento di profondo pessimismo che caratterizza l'ultimo periodo della sua vita.

#### La conclusione dei lavori alla tomba di Giulio II (1544-1545)

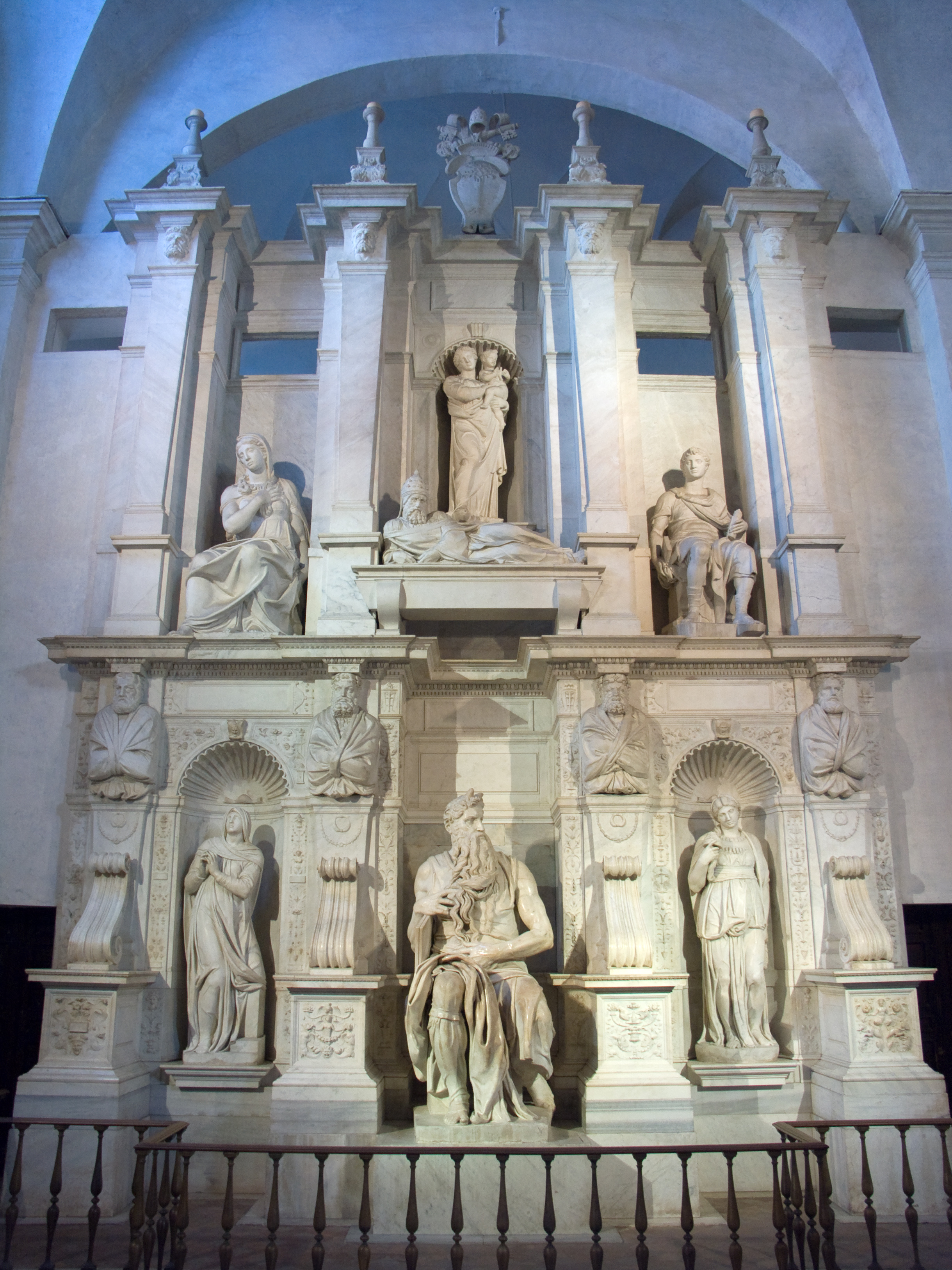
La Tomba di Giulio II

Dopo gli ultimi accordi del 1542, la tomba di Giulio II venne posta in essere nella chiesa di San Pietro in Vincoli tra il 1544 e il 1545 con le statue del Mosè, di Lia (Vita attiva) e di Rachele (Vita contemplativa) nel primo ordine.
Nel secondo ordine, al fianco del pontefice disteso con sopra la Vergine col Bambino si trovano una Sibilla e un Profeta. Anche questo progetto risente dell'influsso del circolo di Viterbo; Mosè uomo illuminato e sconvolto dalla visione di Dio è affiancato da due modi di essere, ma anche da due modi di salvezza non necessariamente in conflitto tra di loro: la vita contemplativa viene rappresentata da Rachele che prega come se per salvarsi usasse unicamente la Fede, mentre la vita attiva, rappresentata da Lia, trova la sua salvezza nell'operare. L'interpretazione comune dell'opera d'arte è che si tratti di una specie di posizione di mediazione tra Riforma e Cattolicesimo dovuta sostanzialmente alla sua intensa frequentazione con Vittoria Colonna e il suo entourage.
Nel 1544 disegnò anche la tomba di Francesco Bracci, nipote di Luigi del Riccio nella cui casa aveva ricevuto assistenza durante una grave malattia che l'aveva colpito in giugno. Per tale indisposizione, nel marzo aveva rifiutato a Cosimo I de' Medici l'esecuzione di un busto. Lo stesso anno avviarono i lavori al Campidoglio, progettati nel 1538.

### Vecchiaia (1546-1564)
Gli ultimi decenni di vita di Michelangelo sono caratterizzati da un progressivo abbandono della pittura e anche della scultura, esercitata ormai solo in occasione di opere di carattere privato. Prendono consistenza invece numerosi progetti architettonici e urbanistici, che proseguono sulla strada della rottura del canone classico, anche se molti di essi vennero portati a termine in periodi seguenti da altri architetti, che non sempre rispettarono il suo disegno originale.

#### Palazzo Farnese (1546-1550)

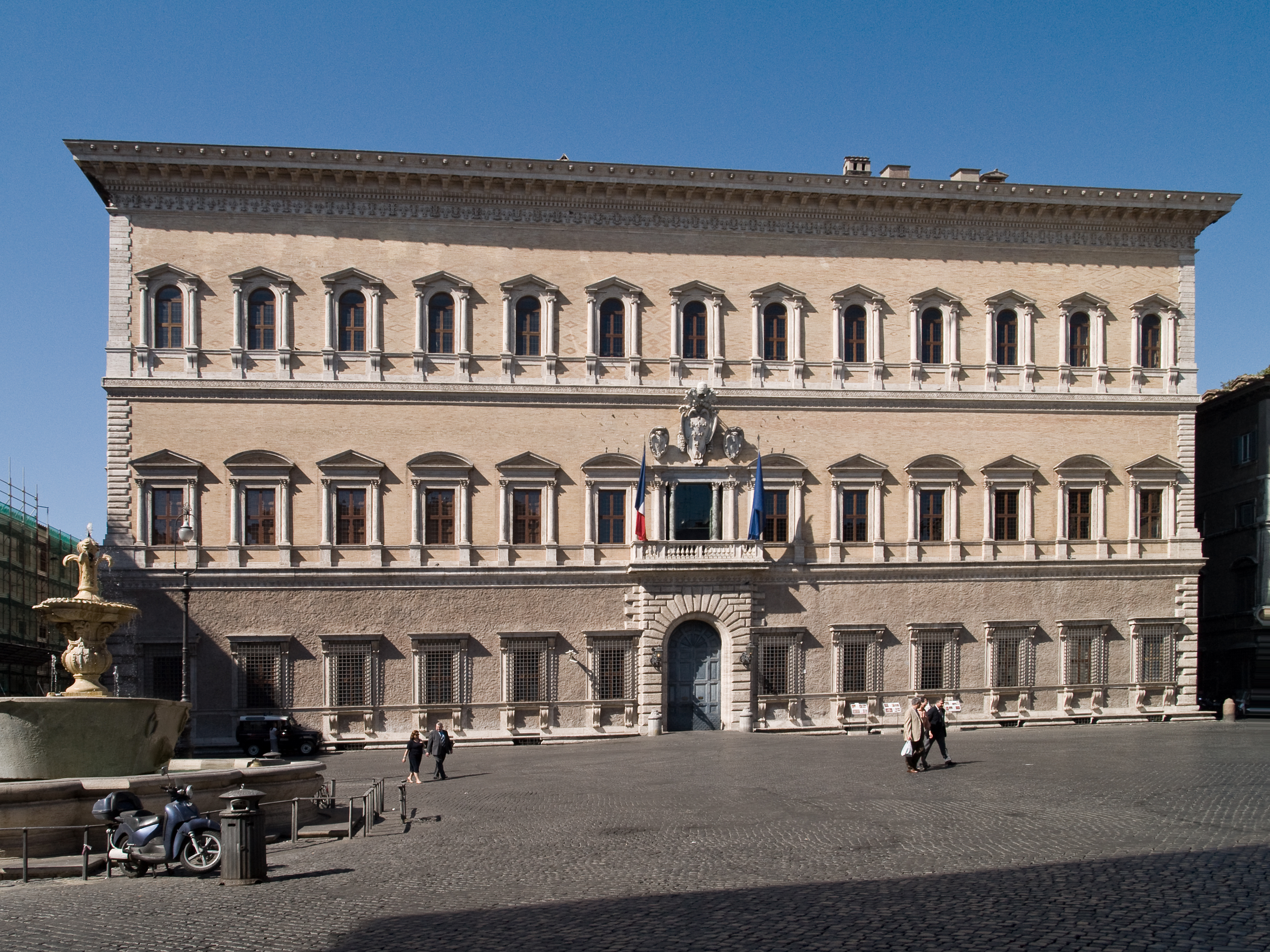
La facciata di Palazzo Farnese

A gennaio 1546 Michelangelo si ammalò, venendo curato in casa di Luigi del Riccio. Il 29 aprile, ripresosi, promise una statua in bronzo, una in marmo e un dipinto a Francesco I di Francia, che però non riuscì a fare.
Con la morte di Antonio da Sangallo il Giovane nell'ottobre 1546, a Michelangelo vennero affidate le fabbriche di Palazzo Farnese e della basilica di San Pietro, entrambe lasciate incompiute dal primo.
Tra il 1547 e il 1550 l'artista progettò dunque il completamento della facciata e del cortile di Palazzo Farnese: nella facciata variò, rispetto al progetto del Sangallo, alcuni elementi che danno all'insieme una forte connotazione plastica e monumentale ma al tempo stesso dinamica ed espressiva. Per ottenere questo risultato accrebbe in altezza il secondo piano, inserì un massiccio cornicione e sormontò il finestrone centrale con uno stemma colossale (i due ai lati sono successivi).

#### Basilica di San Pietro in Vaticano (1546-1564)

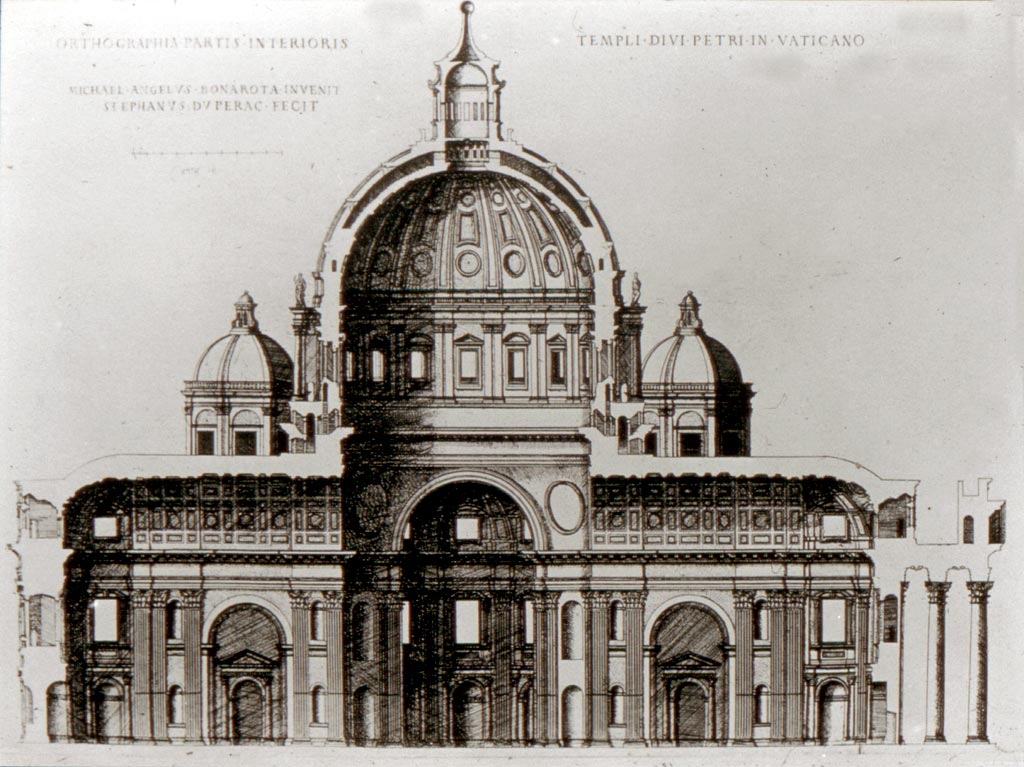
Progetto per la basilica vaticana nell'incisione di Étienne Dupérac

Per quanto riguarda la basilica vaticana, la storia del progetto michelangiolesco è ricostruibile da una serie di documenti di cantiere, lettere, disegni, affreschi e testimonianze dei contemporanei, ma diverse informazioni sono in contrasto tra loro. Infatti, Michelangelo non redasse mai un progetto definitivo per la basilica, preferendo procedere per parti. In ogni caso, subito dopo la morte dell'artista toscano furono pubblicate diverse stampe nel tentativo di restituire una visione complessiva del disegno originario; le incisioni di Étienne Dupérac si imposero subito come le più diffuse e accettate.
Michelangelo pare che aspirasse al ritorno alla pianta centrale del Bramante, con un quadrato inscritto nella croce greca, rifiutando sia la pianta a croce latina introdotta da Raffaello Sanzio, sia i disegni del Sangallo, che prevedevano la costruzione di un edificio a pianta centrale preceduto da un imponente avancorpo.
Demolì parti realizzate dai suoi predecessori e, rispetto alla perfetta simmetria del progetto bramantesco, introdusse un asse preferenziale nella costruzione, ipotizzando una facciata principale schermata da un portico composto da colonne d'ordine gigante (non realizzato). Per la massiccia struttura muraria, che doveva correre lungo tutto il perimetro della fabbrica, ideò un unico ordine gigante a paraste corinzie con attico, mentre al centro della costruzione costruì un tamburo, con colonne binate (sicuramente realizzato dall'artista), sul quale fu innalzata la cupola emisferica a costoloni conclusa da lanterna (la cupola fu completata, con alcune differenze rispetto al presunto modello originario, da Giacomo Della Porta).
Tuttavia, la concezione michelangiolesca fu in gran parte stravolta da Carlo Maderno, che all'inizio del XVII secolo completò la basilica con l'aggiunta di una navata longitudinale e di un'imponente facciata sulla base delle spinte della Controriforma.
Nel 1547 morì Vittoria Colonna, poco dopo la scomparsa dell'altro amico Luigi del Riccio: si tratta di perdite molto amare per l'artista. L'anno successivo, il 9 gennaio 1548 muore suo fratello Giovansimone Buonarroti. Il 27 agosto il Consiglio municipale di Roma propose di affidare all'artista il restauro del ponte di Santa Maria. Nel 1549 Benedetto Varchi pubblicò a Firenze "Due lezzioni", tenute su un sonetto di Michelangelo. Nel gennaio del 1551 alcuni documenti della cattedrale di Padova accennano a un modello di Michelangelo per il coro.

#### La serie dellePietà(1550-1555 circa)

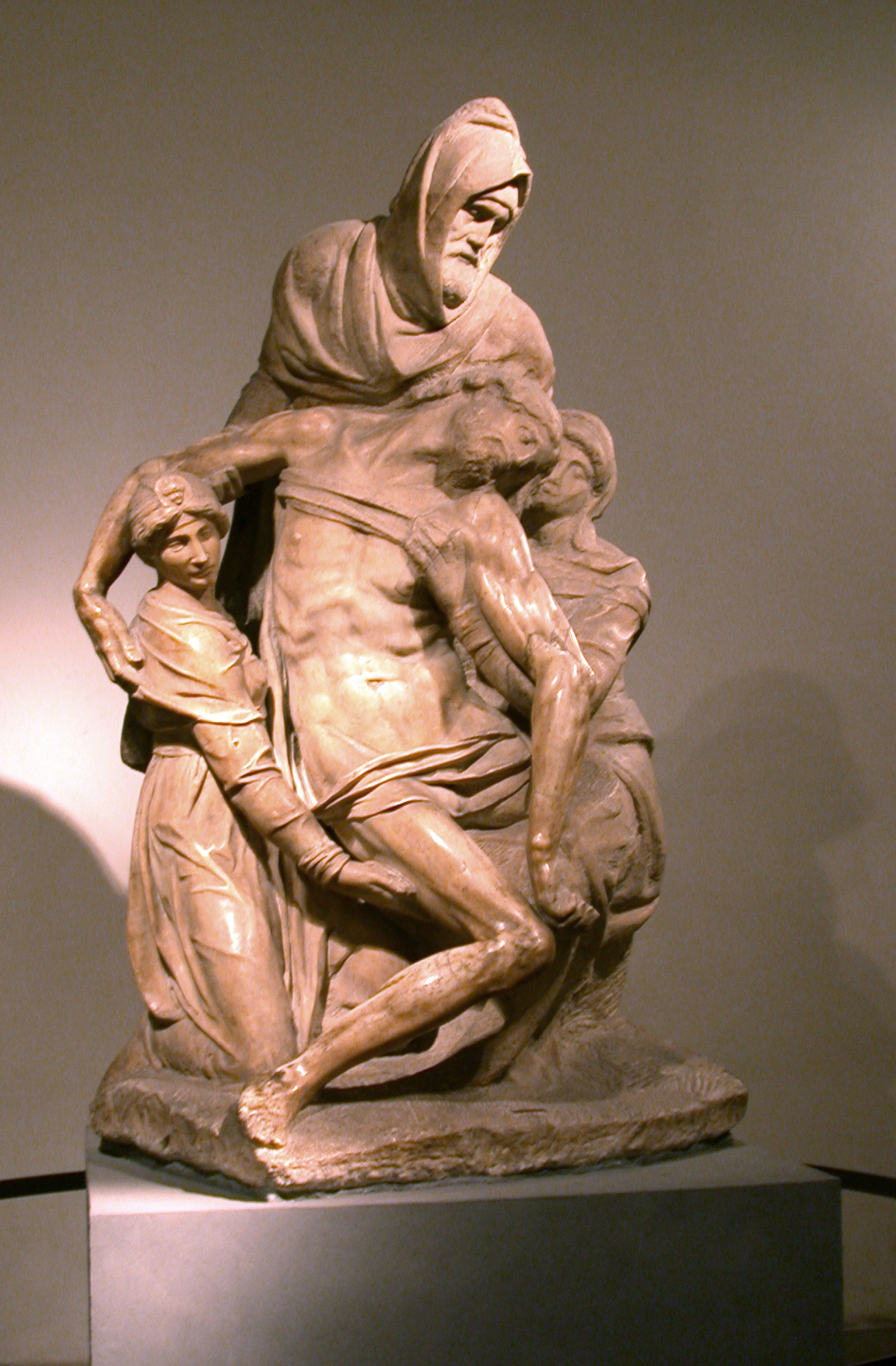
La Pietà Bandini

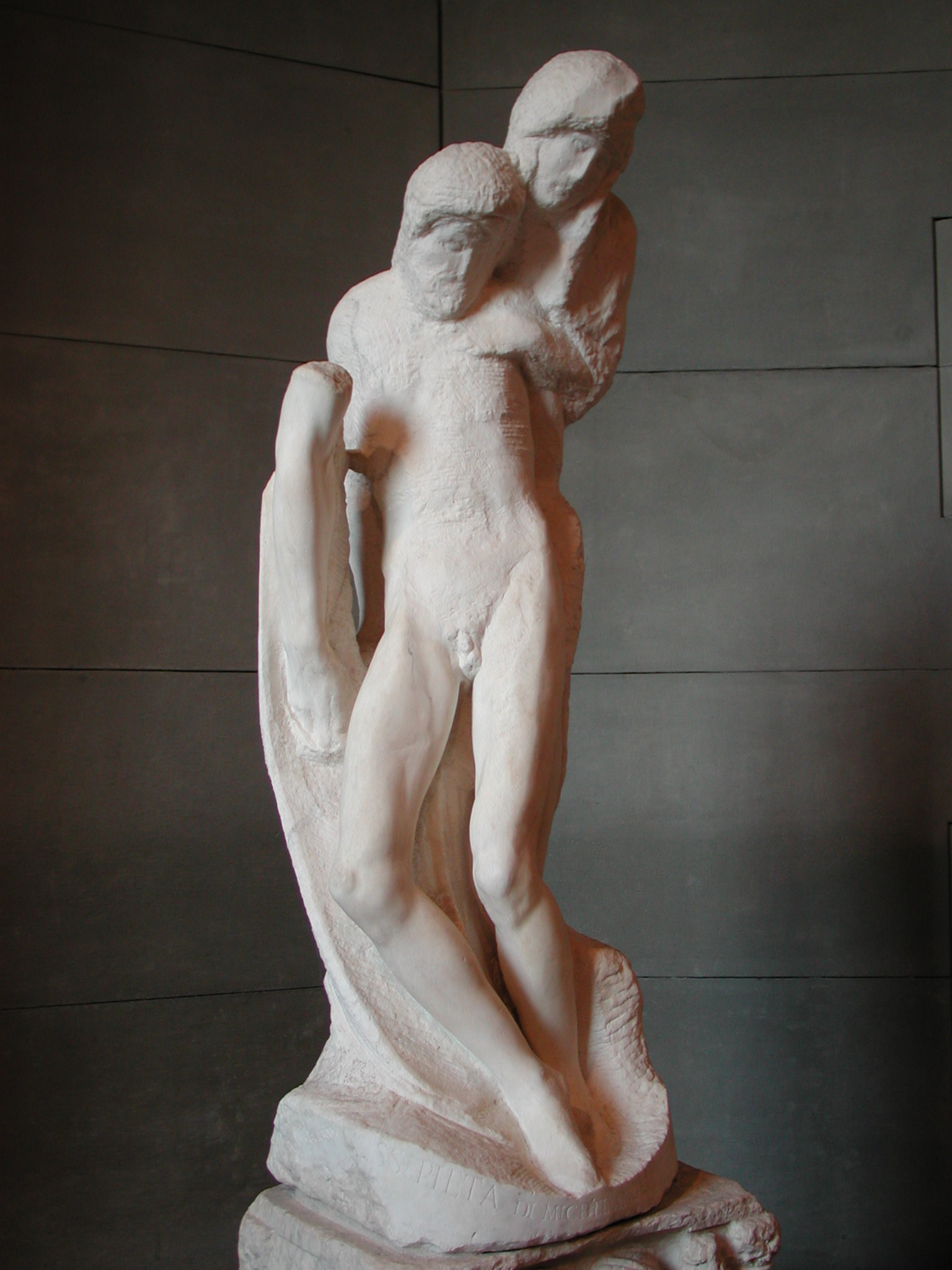
La Pietà Rondanini

Dal 1550 circa iniziò a realizzare la cosiddetta Pietà dell'Opera del Duomo (dalla collocazione attuale nel Museo dell'Opera del Duomo di Firenze), opera destinata alla sua tomba e abbandonata dopo che l'artista frantumò, in un accesso d'ira due o tre anni più tardi, il braccio e la gamba sinistra del Cristo, spezzando anche la mano della Vergine. Fu in seguito Tiberio Calcagni a ricostruire il braccio e rifinire la Maddalena lasciata dal Buonarroti allo stato di non-finito: il gruppo costituito dal Cristo sorretto dalla Vergine, dalla Maddalena e da Nicodemo è disposto in modo piramidale con al vertice quest'ultimo; la scultura viene lasciata a diversi gradi di finitura con la figura del Cristo allo stadio più avanzato. Nicodemo sarebbe un autoritratto del Buonarroti, dal cui corpo sembra uscire la figura del Cristo: forse un riferimento alla sofferenza psicologica che lui, profondamente religioso, portava dentro di sé in quegli anni.
La Pietà Rondanini venne definita, nell'inventario di tutte le opere rinvenute nel suo studio dopo la morte, come: "Un'altra statua principiata per un Cristo et un'altra figura di sopra, attaccate insieme, sbozzate e non finite".
Michelangelo nel 1561 donò la scultura al suo servitore Antonio del Francese continuando però ad apportarvi modifiche sino alla morte; il gruppo è costituito da parti condotte a termine, come il braccio destro di Cristo, e da parti non finite, come il torso del Salvatore schiacciato contro il corpo della Vergine quasi a formare un tutt'uno. Successivamente alla scomparsa di Michelangelo, in un periodo imprecisato, questa scultura fu trasferita nel palazzo Rondanini di Roma e da questi ha mutuato il nome. Attualmente si trova nel Castello Sforzesco, acquistata nel 1952 dalla città di Milano da una proprietà privata.

#### Le biografie

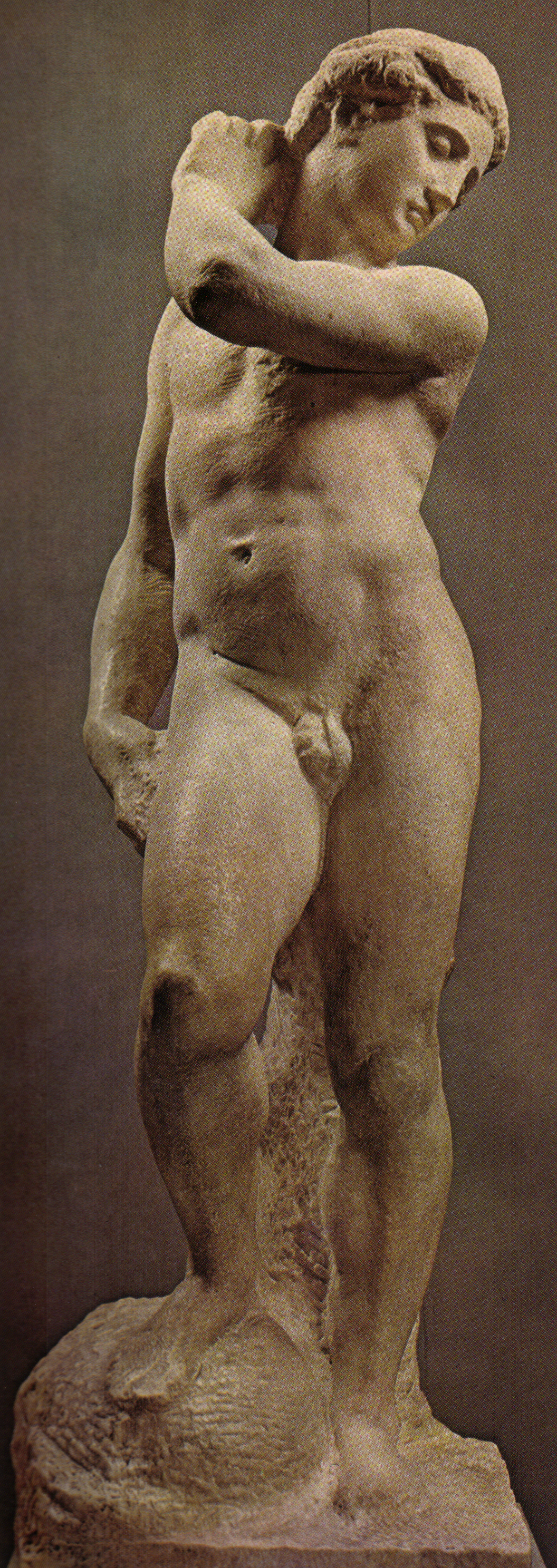
Apollino del Bargello

Nel 1550 uscì la prima edizione delle Vite de' più eccellenti pittori, scultori e architettori di Giorgio Vasari che conteneva una biografia di Michelangelo, la prima scritta di un artista vivente, in posizione conclusiva dell'opera che celebrava l'artista come vertice di quella catena di grandi artefici che partiva da Cimabue e Giotto, raggiungendo nella sua persona la sintesi di perfetta padronanza delle arti (pittura, scultura e architettura) in grado non solo di rivaleggiare ma anche di superare i mitici maestri dell'antichità.
Nonostante le premesse celebrative ed encomiastiche, Michelangelo non gradì l'operazione, per le numerose scorrettezze e soprattutto per una versione a lui non congeniale della tormentata vicenda della tomba di Giulio II. L'artista allora in quegli anni lavorò con un suo fedele collaboratore, Ascanio Condivi, facendo pubblicare una nuova biografia che riportava la sua versione dei fatti (1553). A questa attinse Vasari, oltre che in seguito a una sua diretta frequentazione dell'artista negli ultimi anni di vita, per la seconda edizione delle Vite, pubblicata nel 1568.
Queste opere alimentarono la leggenda dell'artista, quale genio tormentato e incompreso, spinto oltre i propri limiti dalle condizioni avverse e dalle mutevoli richieste dei committenti, ma capace di creare opere titaniche e insuperabili. Mai avvenuto fino ad allora era poi che questa leggenda si formasse quando ancora l'interessato era in vita. Nonostante questa invidiabile posizione raggiunta dal Buonarroti in vecchiaia, gli ultimi anni della sua esistenza sono tutt'altro che tranquilli, animati da una grande tribolazione interiore e da riflessioni tormentate sulla fede, la morte e la salvezza, che si trovano anche nelle sue opere (come le Pietà) e nei suoi scritti.

#### Altri avvenimenti degli anni cinquanta
Nel 1550 Michelangelo aveva terminato gli affreschi alla Cappella Paolina e nel 1552 era stato completato il Campidoglio. In quell'anno l'artista fornì anche il disegno per la scala nel cortile del Belvedere in Vaticano. In scultura lavorò alla Pietà e in letteratura si occupa delle proprie biografie.
Nel 1554 Ignazio di Loyola dichiarò che Michelangelo aveva accettato di progettare la nuova chiesa del Gesù a Roma, ma il proposito non ebbe seguito. Nel 1555 l'elezione al soglio pontificio di Marcello II compromise la presenza dell'artista a capo del cantiere di San Pietro, ma subito dopo venne eletto Paolo IV, che lo confermò nell'incarico, indirizzandolo soprattutto ai lavori alla cupola. Sempre nel 1555 morirono suo fratello Gismondo e Francesco Amadori detto l'Urbino che lo aveva servito per ventisei anni; una lettera a Vasari di quell'anno gli dà istruzioni per il compimento del ricetto della Libreria Laurenziana.
Nel settembre 1556 l'avvicinarsi dell'esercito spagnolo indusse l'artista ad abbandonare Roma per riparare a Loreto. Mentre faceva sosta a Spoleto venne raggiunto da un appello pontificio che lo obbligò a tornare indietro. Al 1557 risale il modello ligneo per la cupola di San Pietro e nel 1559 fece disegni per la basilica di San Giovanni Battista dei Fiorentini, nonché per la cappella Sforza in Santa Maria Maggiore e per la scalinata della Biblioteca Medicea Laurenziana. Forse quell'anno avviò anche la Pietà Rondanini.

#### Porta Pia a Roma (1560)

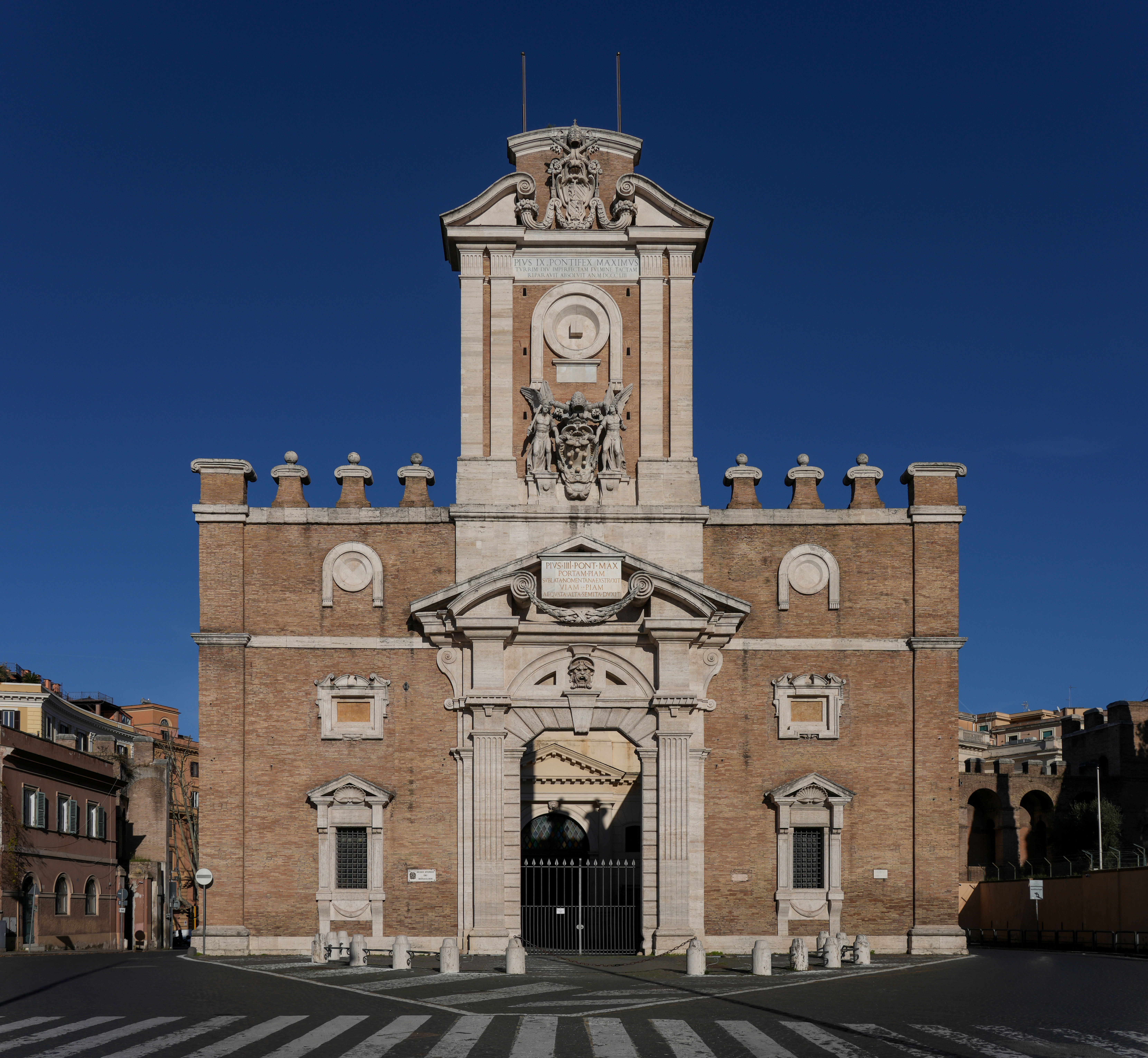
Porta Pia

Nel 1560 fece un disegno a Caterina de' Medici per la tomba di Enrico II. Inoltre lo stesso anno progetto la tomba di Giangiacomo de' Medici per il Duomo di Milano, eseguita poi da Leone Leoni.
Verso il 1560 progettò anche la monumentale Porta Pia, vera e propria scenografia urbana con la fronte principale verso l'interno della città. Il portale con frontone curvilineo interrotto e inserito in un altro triangolare è fiancheggiato da paraste scanalate, mentre sul setto murario ai lati si aprono due finestre timpanate, con al di sopra altrettanti mezzanini ciechi. Dal punto di vista del linguaggio architettonico, Michelangelo manifestò uno spirito sperimentale e anticonvenzionale tanto che si è parlato di "anticlassicismo".

#### Santa Maria degli Angeli (1561)

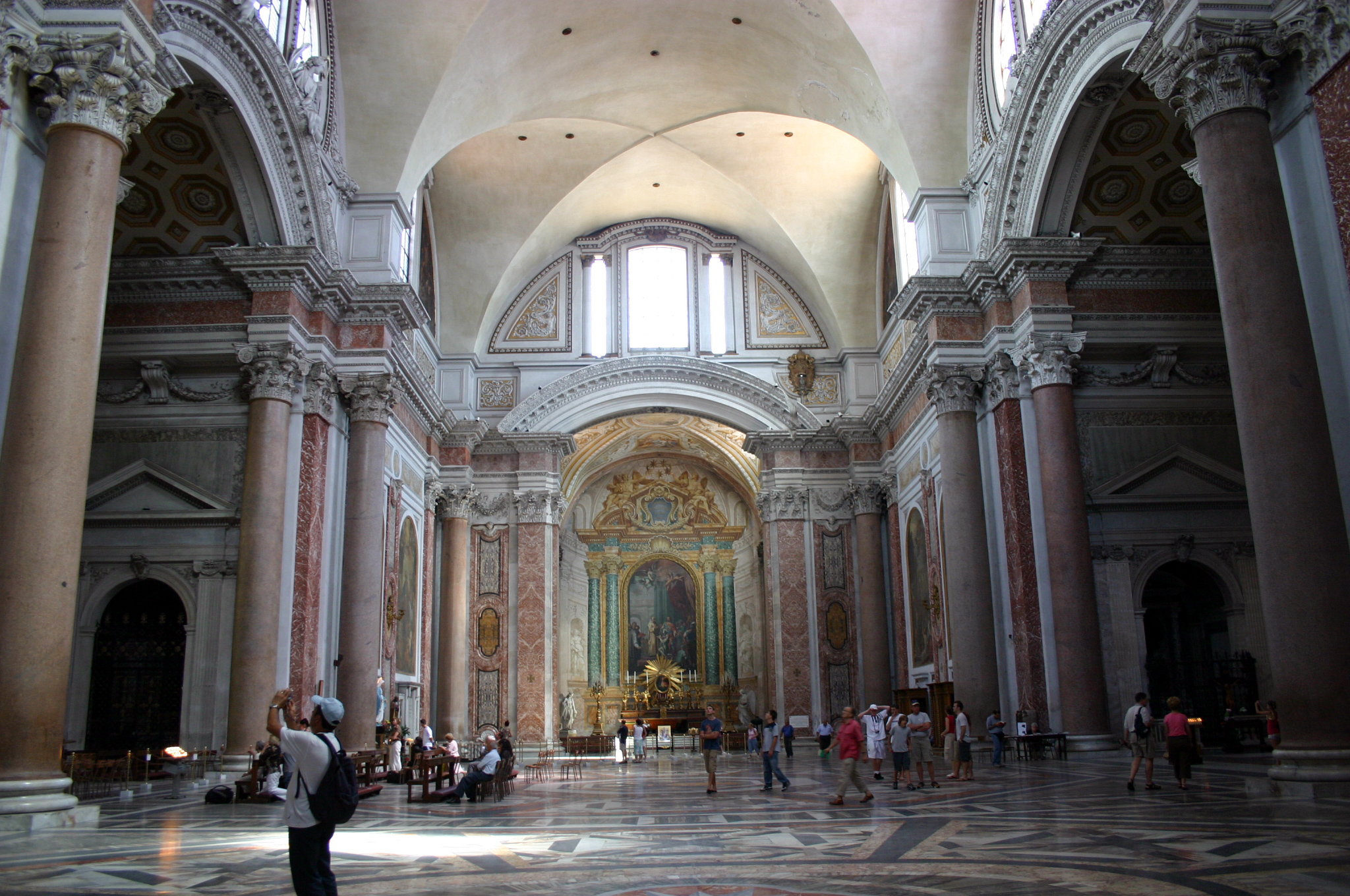
Santa Maria degli Angeli; praticamente del progetto di Michelangelo sono visibili solo le volte

Ormai vecchio, Michelangelo progettò nel 1561 una ristrutturazione della chiesa di Santa Maria degli Angeli all'interno delle Terme di Diocleziano e dell'adiacente convento dei padri certosini, avviati a partire dal 1562. Lo spazio della chiesa fu ottenuto con un intervento che, dal punto di vista murario, oggi si potrebbe definire minimale, con pochi setti di muro nuovi entro il grande spazio voltato del tepidarium delle terme, aggiungendo solo un profondo presbiterio e dimostrando un atteggiamento moderno e non distruttivo nei confronti dei resti archeologici.
La chiesa ha un insolito sviluppo trasversale, sfruttando tre campate contigue coperte a crociera, a cui sono aggiunte due cappelle laterali quadrate.

#### Console dell'Accademia delle Arti del Disegno
Il 31 gennaio 1563 Cosimo I de' Medici fondò, su consiglio dell'architetto aretino Giorgio Vasari, l'Accademia e Compagnia dell'Arte del Disegno di cui viene subito eletto console proprio il Buonarroti. Mentre la Compagnia era una sorta di corporazione cui dovevano aderire tutti gli artisti operanti in Toscana, l'Accademia, costituita solo dalle più eminenti personalità culturali della corte di Cosimo, aveva finalità di tutela e supervisione sull'intera produzione artistica del principato mediceo. Si trattava dell'ultimo, accattivante invito rivolto a Michelangelo da parte di Cosimo per farlo tornare a Firenze, ma ancora una volta l'artista declinò: la sua radicata fede repubblicana doveva probabilmente renderlo incompatibile col servizio al nuovo duca fiorentino.

#### La morte

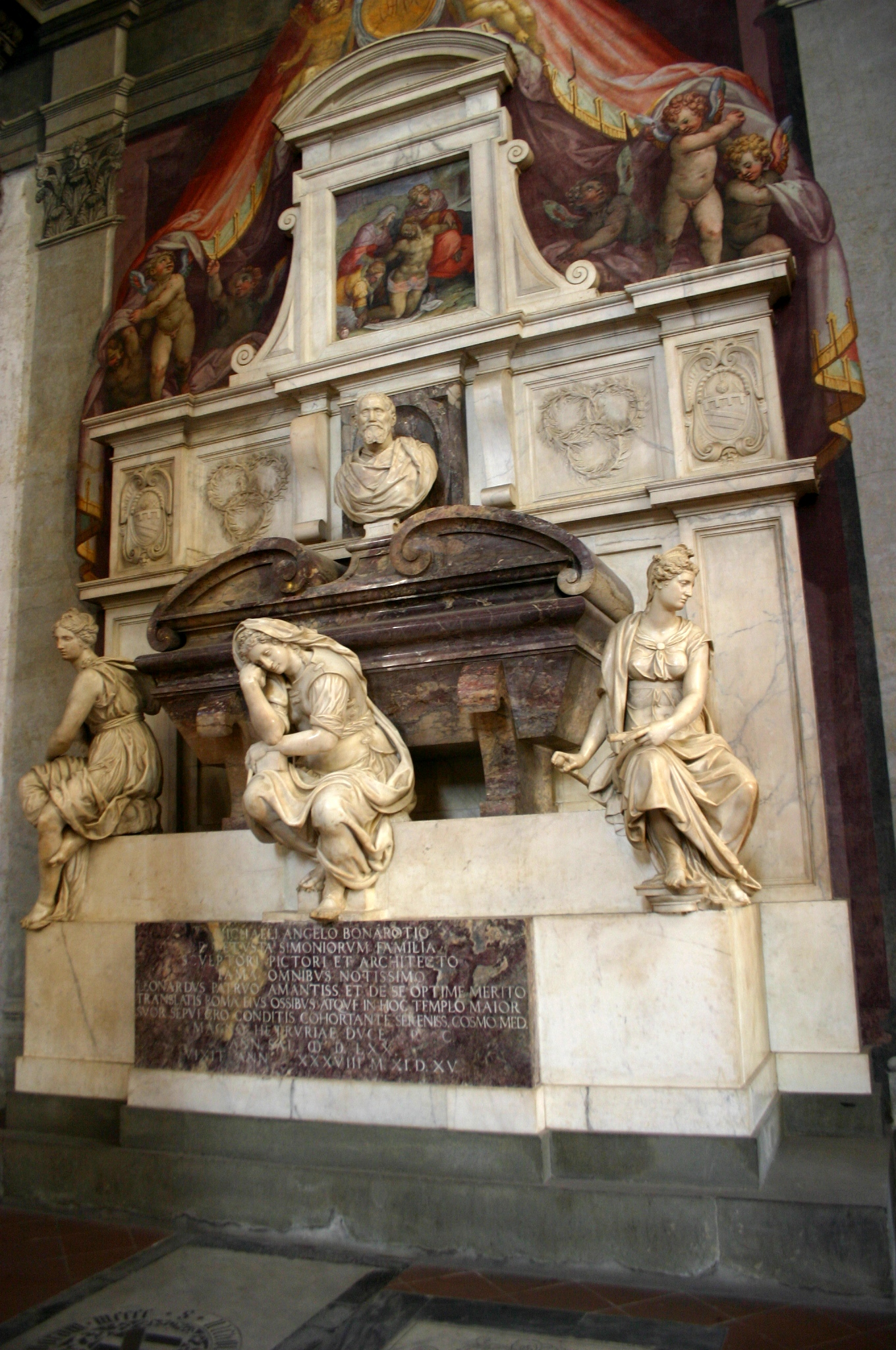
La tomba di Michelangelo in Santa Croce

A un solo anno dalla nomina, il 18 febbraio 1564, quasi ottantanovenne, Michelangelo morì a Roma, nella sua modesta residenza di piazza Macel de' Corvi (distrutta quando venne creato il monumento a Vittorio Emanuele II), assistito da Tommaso de' Cavalieri. Si dice che fino a tre giorni prima avesse lavorato alla Pietà Rondanini. Pochi giorni prima, il 21 gennaio, la Congregazione del Concilio di Trento aveva deciso di far coprire le parti "oscene" del Giudizio universale.
Nell'inventario redatto qualche giorno dopo il decesso (19 febbraio) sono registrati pochi beni, tra cui la Pietà, due piccole sculture di cui si ignorano le sorti (un San Pietro e un piccolo Cristo portacroce), dieci cartoni, mentre i disegni e gli schizzi pare che fossero stati bruciati poco prima di morire dal maestro stesso. In una cassa viene poi ritrovato un cospicuo "tesoretto", degno di un principe, che nessuno si sarebbe immaginato in un'abitazione tanto povera.

#### Le solenni esequie a Firenze
La morte del maestro venne particolarmente sentita a Firenze, poiché la città non era riuscita a onorare il suo più grande artista prima della morte, nonostante i tentativi di Cosimo. Il recupero dei suoi resti mortali e la celebrazione di esequie solenni divenne quindi un'assoluta priorità cittadina. A pochi giorni dalla morte, suo nipote Lionardo Buonarroti arrivò a Roma col preciso compito di recuperare la salma e organizzarne il trasporto, un'impresa forse ingigantita dal resoconto del Vasari nella seconda edizione delle Vite: secondo lo storico aretino i romani si sarebbero opposti alle sue richieste, desiderando inumare l'artista nella basilica di San Pietro, al che Lionardo avrebbe trafugato il corpo di notte e in gran segreto prima di riprendere la strada per Firenze.
Appena arrivata nella città toscana (11 marzo 1564), la bara venne portata in Santa Croce e ispezionata secondo un complesso cerimoniale, stabilito dal luogotenente dell'Accademia delle Arti del Disegno, Vincenzo Borghini. Si trattò del primo atto funebre (12 marzo) che, per quanto solenne, venne presto superato da quello del 14 luglio 1564 in San Lorenzo, patrocinato dalla casata ducale e degno più di un principe che di un artista. L'intera basilica venne addobbata riccamente con drappi neri e di tavole dipinte con episodi della sua vita; al centro venne predisposto un catafalco monumentale, ornato di pitture e sculture effimere, dalla complessa iconografia. L'orazione funebre venne scritta e letta da Benedetto Varchi, che esaltò "le lodi, i meriti, la vita e l'opere del divino Michelangelo Buonarroti".
L'inumazione avvenne infine in Santa Croce, in un sepolcro monumentale disegnato da Giorgio Vasari, composto da tre figure piangenti che rappresentano la pittura, la scultura e l'architettura.
I funerali di Stato suggellarono lo status raggiunto dall'artista e furono la consacrazione definitiva del suo mito, come artefice insuperabile, capace di raggiungere vertici creativi in qualunque campo artistico e, più di quelli di qualunque altro, capaci di emulare l'atto della creazione divina.

## Arma
| Stemma | Blasonatura | Cimiero                               |
| ------ | --- | ------------------------------------- |
|        | D'azzurro a due cotisse d'oro, e il capo d'Angiò cucito, abbassato sotto un altro capo d'oro, caricato di una palla d'azzurro marcata di un giglio d'oro in mezzo alle lettere L. X. per concessione di papa Leone X. | Un cane uscente con un osso in bocca. |

## Rime

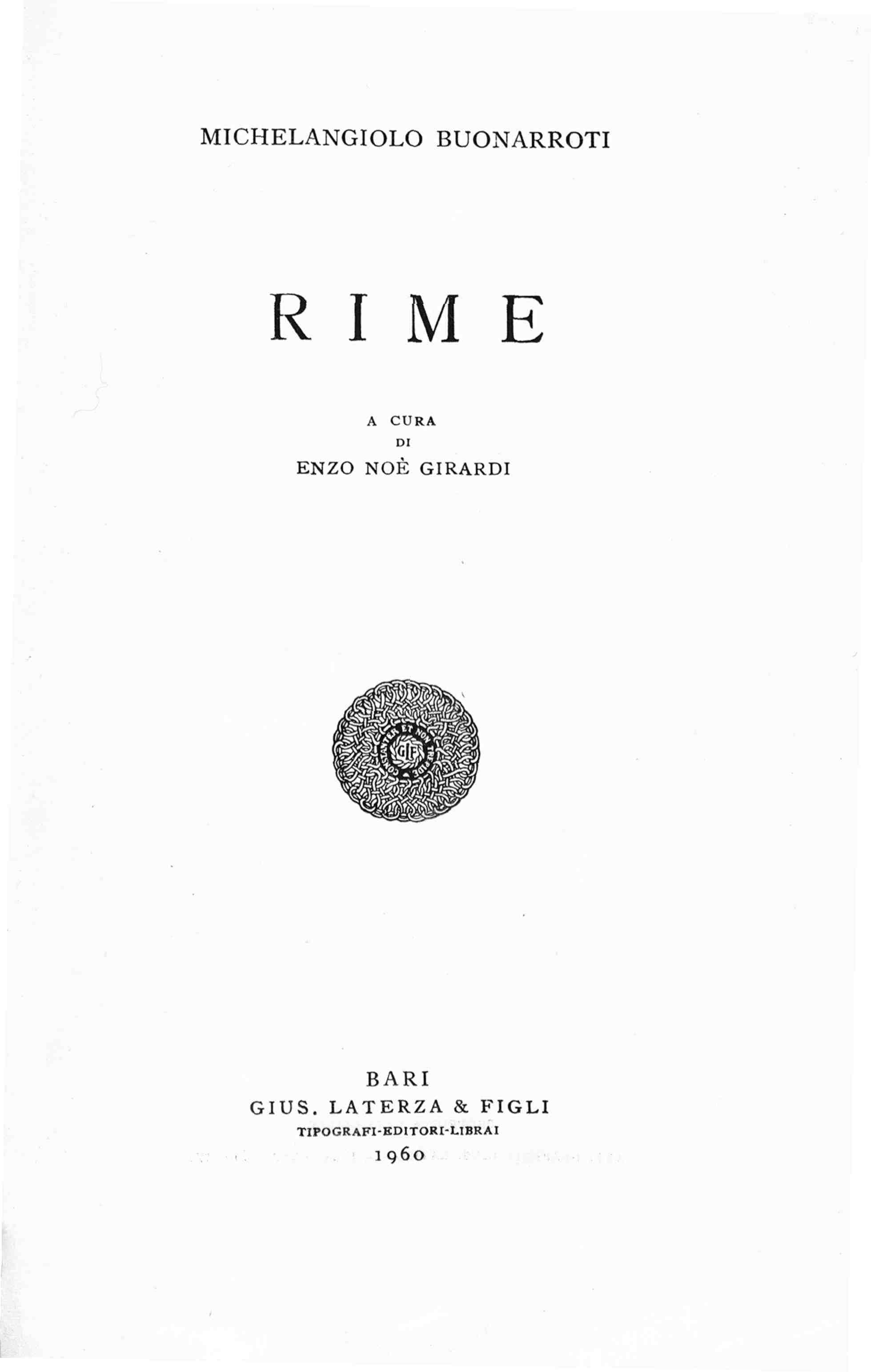
Frontespizio delle Rime, edizione 1960

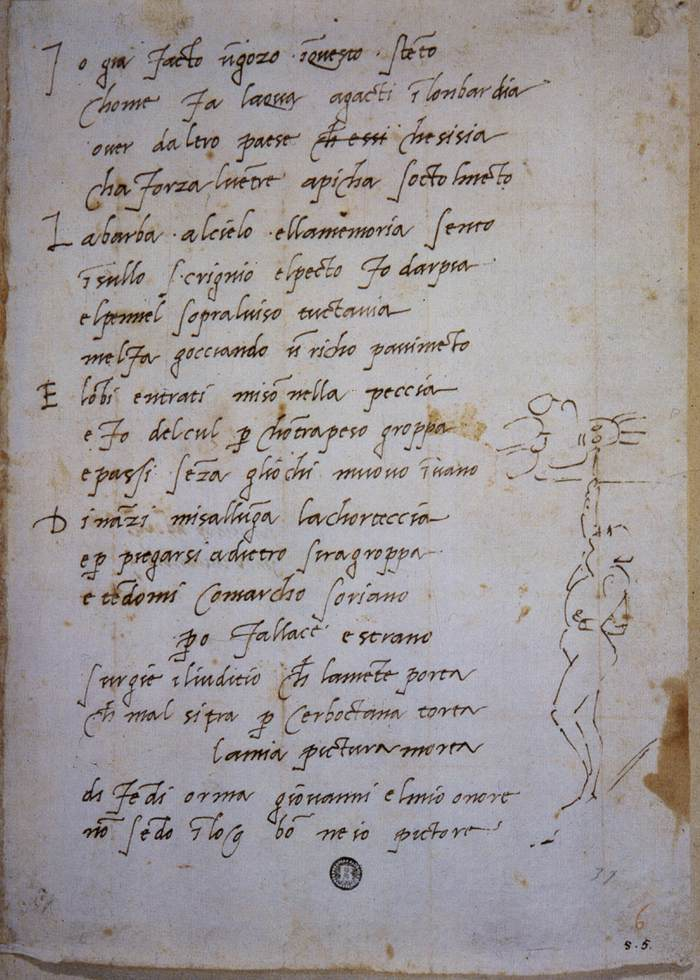
Un sonetto sulle fatiche alla volta della Sistina, copiato in bella e con uno schizzo autografo

Da lui considerata come una "cosa sciocca", la sua attività poetica si viene caratterizzando, a differenza di quella usuale nel Cinquecento influenzata dal Petrarca, da toni energici, austeri e intensamente espressivi, ripresi dalle poesie di Dante.
I più antichi componimenti poetici datano agli anni 1504-1505, ma è probabile che ne abbia realizzati anche in precedenza, dato che sappiamo che molti suoi manoscritti giovanili andarono perduti.
La sua formazione poetica avvenne probabilmente sui testi di Petrarca e Dante, conosciuti nella cerchia umanistica della corte di Lorenzo de' Medici. I primi sonetti sono legati a vari temi collegati al suo lavoro artistico, a volte raggiungono il grottesco con immagini e metafore bizzarre. Successivi sono i sonetti realizzati per Vittoria Colonna e per Tommaso de' Cavalieri; in essi Michelangelo si concentra maggiormente sul tema neoplatonico dell'amore, sia divino sia umano, che viene tutto giocato intorno al contrasto tra amore e morte, risolvendolo con soluzioni ora drammatiche, ora ironicamente distaccate.
Negli ultimi anni le sue rime si focalizzano maggiormente sul tema del peccato e della salvezza individuale; qui il tono diventa amaro e a volte angoscioso, tanto da realizzare vere e proprie visioni mistiche del divino.
Le rime di Michelangelo incontrarono una certa fortuna negli Stati Uniti, nell'Ottocento, dopo la loro traduzione da parte del grande filosofo Ralph Waldo Emerson.

## La tecnica scultorea di Michelangelo

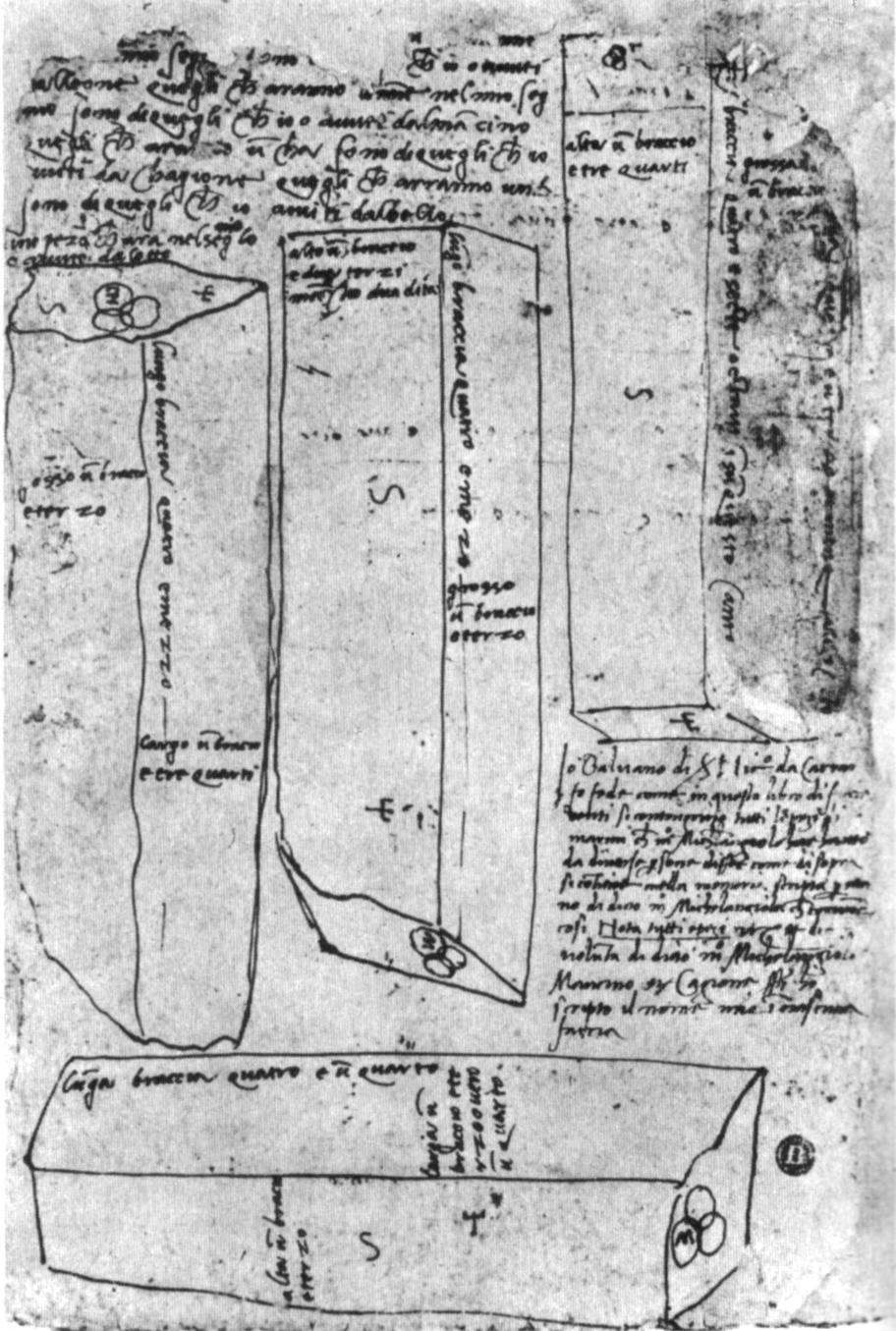
Schizzo esplicativo per cavatori con blocchi e misure, Casa Buonarroti

Da un punto di vista tecnico, Michelangelo scultore, come d'altronde spesso accade negli artisti geniali, non seguiva un processo creativo legato a regole fisse; ma in linea di massima sono comunque tracciabili dei principi consueti o più frequenti.
Innanzitutto Michelangelo fu il primo scultore che, nella pietra, non tentò mai di colorire né di dorare alcune parti delle statue; al colore preferiva infatti l'esaltazione del "morbido fulgore" della pietra, spesso con effetti di chiaroscuro evidenti nelle statue rimaste prive dell'ultima finitura, con i colpi di scalpello che esaltano la peculiarità della materia marmorea.
Gli unici bronzi da lui eseguiti sono distrutti o perduti (il David De Rohan e il Giulio II benedicente); l'esiguità del ricorso a tale materiale mostra con evidenza come egli non amasse gli effetti "atmosferici" derivati dal modellare l'argilla. Egli dopotutto si dichiarava artista "del levare", piuttosto che "del mettere", cioè per lui la figura finale nasceva da un processo di sottrazione della materia fino al nucleo del soggetto scultoreo, che era come già "imprigionato" nel blocco di marmo. In tale materiale finito egli trovava il brillio pacato delle superfici lisce e limpide, che erano le più idonee per valorizzare l'epidermide delle solide muscolature dei suoi personaggi.

### Studi preparatori

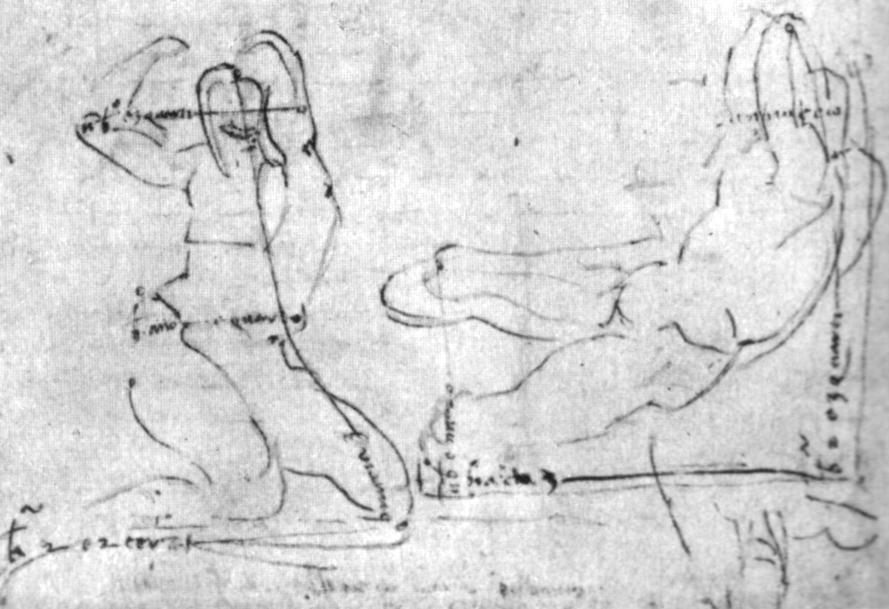
Studio per un dio fluviale nel blocco di marmo, 1520-1525, British Museum

Il primo passo nel processo creativo prendeva generalmente le mosse da schizzi e disegni, secondo l'uso degli scultori cinquecenteschi, sia nella composizione generale che per alcuni dettagli. Istruiva poi personalmente i cavatori con disegni (in parte ancora esistenti) che fornissero un'idea precisa del blocco da tagliare, con misure in cubiti fiorentini, talora arrivando a delineare la posizione della statua entro il blocco stesso. A volte oltre ai disegni preparatori eseguiva dei modellini in cera o argilla, cotti o no, oggetto di alcune testimonianze, seppure indirette, e alcuni dei quali si conservano ancora oggi, sebbene nessuno sia sicuramente documentato. Più raro è invece, pare, il ricorso a un modello nelle dimensioni definitive, di cui resta però l'isolata testimonianza del Dio fluviale.
Col passare degli anni però dovette assottigliare gli studi preparatori in favore di un attacco immediato alla pietra mosso da idee urgenti, suscettibili tuttavia di essere profondamente mutate nel corso del lavoro (come nella Pietà Rondanini).

### Preparazione del blocco

Il Giorno, dettaglio

Il Crepuscolo, dettaglio

Tondo Pitti, dettaglio

Il primo intervento sul blocco uscito dalla cava avveniva con la "cagnaccia", che smussava le superfici lisce e geometriche a seconda dell'idea da realizzare. Pare che solo dopo questo primo appropriarsi del marmo Michelangelo tracciasse sulla superficie resa irregolare un rudimentale segno col carboncino che evidenziava la veduta principale (cioè frontale) dell'opera. La tecnica tradizionale prevedeva l'uso di quadrati o rettangoli proporzionali per riportare le misure dei modellini a quelle definitive, ma non è detto che Michelangelo facesse tale operazione a occhio. Un altro procedimento delle fasi iniziali dello scolpire era quello di trasformare la traccia a carboncino in una serie di forellini che guidassero l'affondo via via che il segno a matita scompariva.

### Sbozzatura
A questo punto aveva inizio la vera e propria scolpitura, che intaccava il marmo a partire dalla veduta principale, lasciando intatte le parti più sporgenti e addentrandosi man mano negli strati più profondi. Questa operazione avveniva con un mazzuolo e con un grosso scalpello a punta, la subbia. Esiste una preziosa testimonianza di B. de Vigenère, che vide il maestro, ormai ultrasessantenne, accostarsi a un blocco in tale fase: nonostante l'aspetto "non dei più robusti" di Michelangelo, egli è ricordato mentre butta giù «scaglie di un durissimo marmo in un quarto d'ora», meglio di quanto avrebbero potuto fare tre giovani scalpellini in un tempo tre o quattro volte maggiore, e si avventa «al marmo con tale impeto e furia, da farmi credere che tutta l'opera dovesse andare in pezzi. Con un solo colpo spiccava scaglie grosse tre o quattro dita, e con tanta esattezza al segno tracciato, che se avesse fatto saltar via un tantin più di marmo correva il rischio di rovinar tutto».
Sul fatto che il marmo dovesse essere "attaccato" dalla veduta principale restano le testimonianze di Vasari e Cellini, due devoti a Michelangelo, che insistono con convinzione sul fatto che l'opera dovesse essere lavorata inizialmente come se fosse un rilievo, ironizzando sul procedimento di avviare tutti i lati del blocco, trovandosi poi a constatare come le vedute laterali e tergale non coincidano con quella frontale, richiedendo quindi "rattoppi" con pezzi di marmo, secondo un procedimento che «è arte da certi ciabattini, i quali la fanno assai malamente». Sicuramente Michelangelo non usò "rattoppamenti", ma non è da escludere che durante lo sviluppo della veduta frontale egli non trascurasse le vedute secondarie, che ne erano diretta conseguenza. Tale procedimento è evidente in alcune opere non finite, come i celebri Prigioni che sembrano liberarsi dalla pietra.

### Scolpitura e livellatura
Dopo che la subbia aveva eliminato molto materiale, si passava alla ricerca in profondità, che avveniva tramite scalpelli dentati: Vasari ne descrisse di due tipi, il calcagnuolo, tozzo e dotato di una tacca e due denti, e la gradina, più fine e dotata di due tacche e tre o più denti. A giudicare dalle tracce superstiti, Michelangelo doveva preferire la seconda, con la quale lo scolpire procede «per tutto con gentilezza, gradinando la figura con la proporzione de' muscoli e delle pieghe». Si tratta di quei tratteggi ben visibili in varie opere michelangiolesche (si pensi al viso del Bambino nel Tondo Pitti), che spesso convivono accanto a zone appena sbozzate con la subbia o alle più semplici personalizzazioni iniziali del blocco (come nel San Matteo).
La fase successiva consisteva nella livellatura con uno scalpello piano, che eliminava le tracce della gradina (una fase a metà dell'opera si vede nel Giorno), a meno che tale operazione non venisse fatta con la gradina stessa.

### Rifinitura
Appare evidente che il maestro, nell'impazienza di vedere palpitare le forme ideate, passasse da un'operazione all'altra, attuando contemporaneamente le diverse fasi operative. Restando sempre evidente la logica superiore che coordinava le diverse parti, la qualità dell'opera appariva sempre altissima, pur nei diversi livelli di finitezza, spiegando così come il maestro potesse interrompere il lavoro quando l'opera era ancora "non-finita", prima ancora dell'ultima fase, spesso approntata dagli aiuti, in cui si levigava la statua con raschietti, lime, pietra pomice e, in ultimo, batuffoli di paglia. Questa levigatura finale, presente ad esempio nella Pietà vaticana garantiva comunque quella straordinaria lucentezza, che si distaccava dalla granulosità delle opere dei maestri toscani del Quattrocento.

## Il non finito di Michelangelo

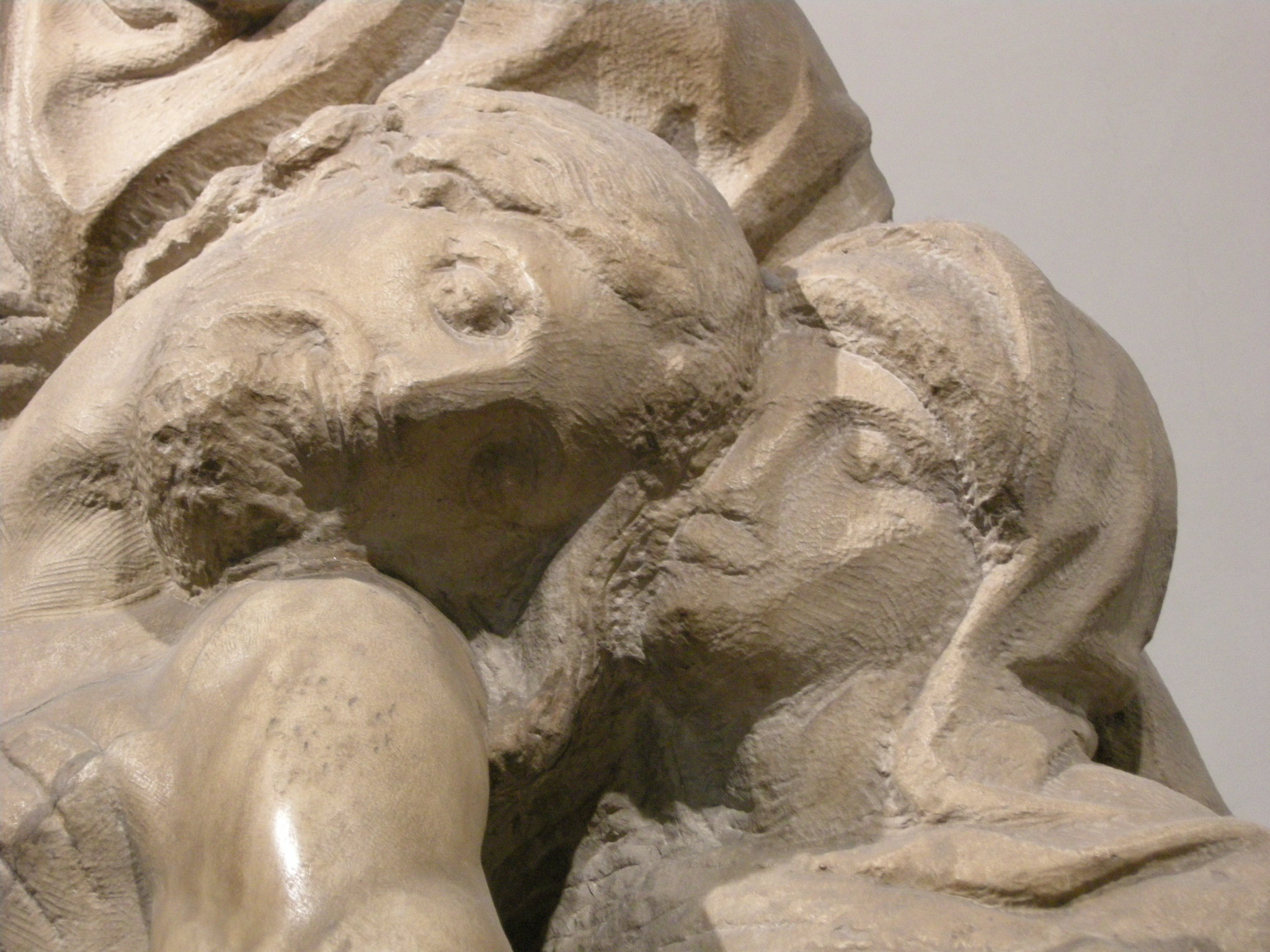
Non-finito nella Pietà Bandini

Una delle questioni più difficili per la critica, nella pur complessa opera michelangiolesca, è il nodo del non finito. Il numero di statue lasciate incompiute dall'artista è infatti così elevato da rendere improbabile che le uniche cause siano fattori contingenti estranei al controllo dello scultore, rendendo alquanto probabile una sua volontà diretta e una certa compiacenza per l'incompletezza.
Le spiegazioni proposte dagli studiosi spaziano da fattori caratteriali (la continua perdita di interesse dell'artista per le commissioni avviate) a fattori artistici (l'incompiuto come ulteriore fattore espressivo): ecco che le opere incompiute paiono lottare contro il materiale inerte per venire alla luce, come nel celebre caso dei Prigioni, oppure hanno i contorni sfocati che differenziano i piani spaziali (come nel Tondo Pitti) o ancora diventano tipi universali, senza caratteristiche somatiche ben definite, come nel caso delle allegorie nelle tombe medicee.
Alcuni hanno collegato la maggior parte degli incompiuti a periodi di forte tormento interiore dell'artista, unito a una costante insoddisfazione, che avrebbe potuto causare l'interruzione prematura dei lavori. Altri si sono soffermati su motivi tecnici, legati alla particolare tecnica scultorea dell'artista basata sul "levare" e quasi sempre affidata all'ispirazione del momento, sempre soggetta a variazioni. Così una volta arrivati all'interno del blocco, a una forma ottenuta cancellando via la pietra di troppo, poteva capitare che un mutamento d'idea non fosse più possibile allo stadio raggiunto, facendo mancare i presupposti per poter portare avanti il lavoro (come nella Pietà Rondanini).

## La personalità

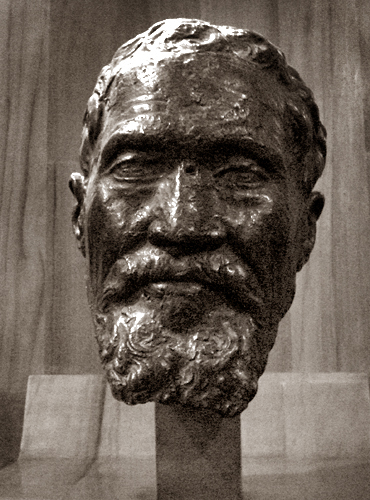
Una delle versioni del ritratto di Michelangelo di Daniele da Volterra

La leggenda dell'artista geniale ha spesso messo in seconda luce l'uomo nella sua interezza, dotato anche di debolezze e lati oscuri. Queste caratteristiche sono state oggetto di studi in anni recenti, che, sfrondando l'aura divina della sua figura, hanno messo a nudo un ritratto più veritiero e accurato di quello che emerge dalle fonti antiche, meno accondiscendente ma sicuramente più umano.
Tra i difetti più evidenti della sua personalità c'erano l'irascibilità (alcuni sono arrivati a ipotizzare che avesse la sindrome di Asperger), la permalosità, l'insoddisfazione continua. Numerose contraddizioni animano il suo comportamento, tra cui spiccano, per particolare forza, l'atteggiamento verso i soldi e i rapporti con la famiglia, che sono due aspetti comunque intimamente correlati.

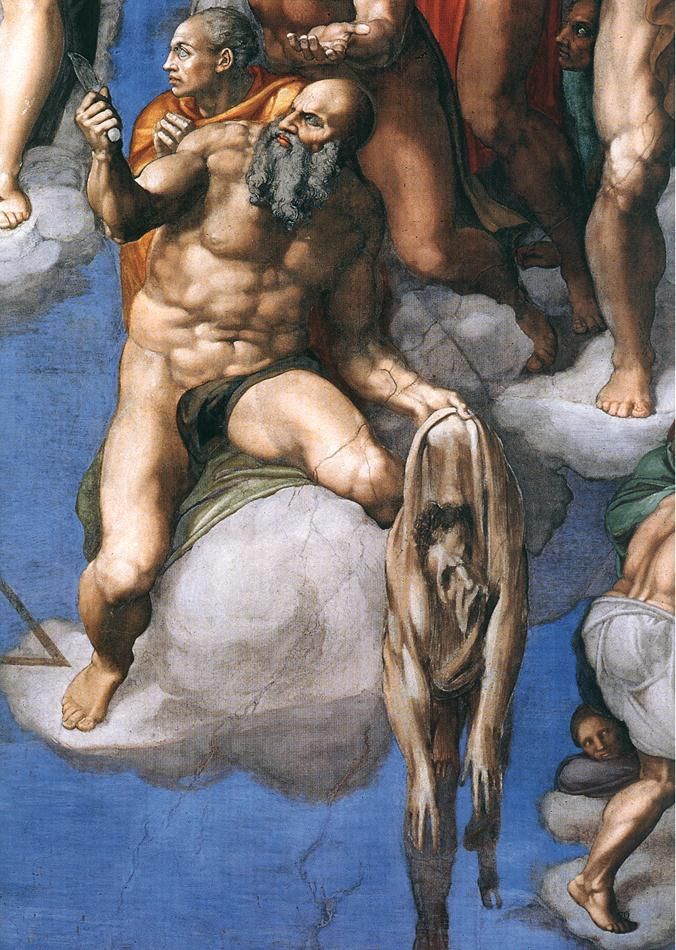
Michelangelo si autoritrasse forse come pelle senza corpo nel Giudizio universale

Sia il carteggio, sia i libri di Ricordi di Michelangelo fanno continue allusioni ai soldi e alla loro scarsità, tanto che sembrerebbe che l'artista vivesse e fosse morto in assoluta povertà. Gli studi di Rab Hatfield sui suoi depositi bancari e i suoi possedimenti hanno tuttavia delineato una situazione ben diversa, dimostrando come durante la sua esistenza egli riuscì ad accumulare una ricchezza immensa. Basta come esempio l'inventario redatto nella dimora di Macel de' Corvi all'indomani della sua morte: la parte iniziale del documento sembra confermare la sua povertà, registrando due letti, qualche capo di vestiario, alcuni oggetti di uso quotidiano, un cavallo; ma nella sua camera da letto viene poi rinvenuto un cofanetto chiuso a chiave che, una volta aperto, dimostra un tesoro in contanti degno di un principe. A titolo di esempio con quel contante l'artista avrebbe potuto benissimo comprarsi un palazzo, essendo una cifra superiore a quella sborsata in quegli anni (nel 1549) da Eleonora di Toledo per l'acquisto di Palazzo Pitti.
Ne emerge quindi una figura che, benché ricca, viveva nell'austerità spendendo con grande parsimonia e trascurandosi fino a limiti impensabili: Condivi ricorda ad esempio come fosse solito non togliersi gli stivali prima di andare a letto, come facevano gli indigenti.
Questa marcata avarizia e l'avidità, che continuamente gli fanno percepire in maniera distorta il proprio patrimonio, sono sicuramente dovute a ragioni caratteriali, ma anche a motivazioni più complesse, legate al difficile rapporto con la famiglia. La penosa situazione economica dei Buonarroti doveva averlo intimamente segnato e forse aveva come desiderio quello di lasciar loro una cospicua eredità per risollevarne le sorti. Ma ciò è contraddetto apparentemente dai suoi rifiuti di aiutare il padre e i fratelli, giustificandosi con un'immaginaria mancanza di liquidi, mentre in altre occasioni arrivava a chiedere la restituzione di somme prestate in passato, accusandoli di vivere delle sue fatiche, se non di approfittarsi spudoratamente della sua generosità.

### La presunta omosessualità

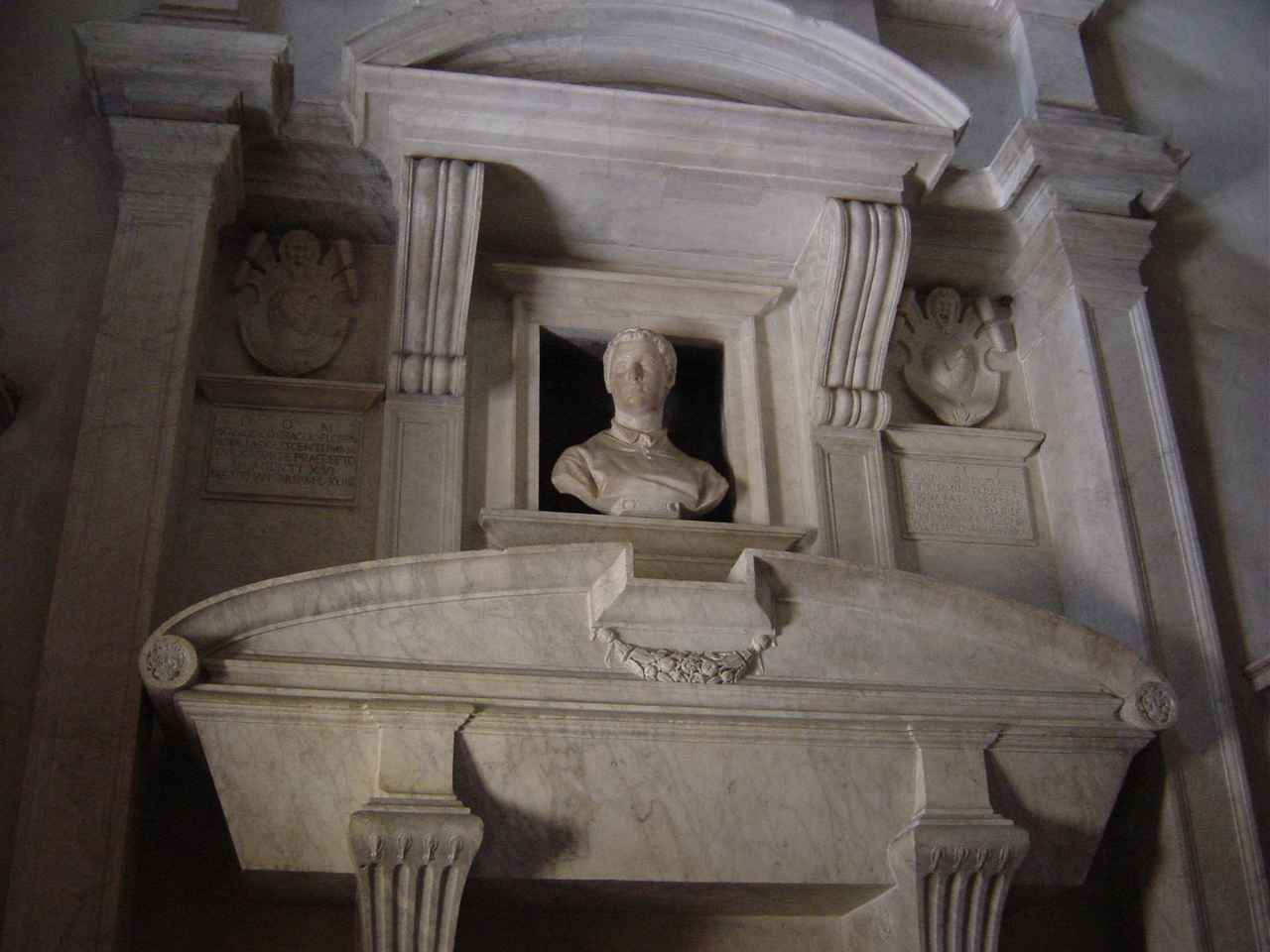
La tomba di Cecchino Bracci nella basilica di Santa Maria in Aracoeli a Roma, realizzata su disegno di Michelangelo

Diversi storici hanno affrontato il tema della presunta omosessualità di Michelangelo esaminando i versi dedicati ad alcuni uomini (Febo Dal Poggio, Gherardo Perini, Cecchino Bracci, Tommaso de' Cavalieri). Si veda, ad esempio, il sonetto dedicato a Tommaso de' Cavalieri - scritto nel 1534 - in cui Michelangelo denunciava l'abitudine del popolo di vociare sui suoi rapporti amorosi:
Sul disegno della Caduta di Fetonte, al British Museum, Michelangelo scrisse una dedica a Tommaso de' Cavalieri.
Molti sonetti furono dedicati anche a Cecchino Bracci, di cui Michelangelo disegnò il sepolcro nella Basilica di Santa Maria in Aracoeli. In occasione della morte prematura di Cecchino, Buonarroti scrisse un epitaffio (pubblicato la prima volta solo nel 1960) dalla forte ambiguità carnale:
In realtà, l'epitaffio non dice nulla su tale presunta relazione tra i due. Del resto, gli epitaffi di Michelangelo furono commissionati da Luigi Riccio e da questi retribuiti mediante doni di natura gastronomica, mentre la conoscenza tra il Buonarroti e il Bracci fu solo marginale.
I numerosi epitaffi scritti da Michelangelo per Cecchino furono pubblicati postumi dal nipote, che però, spaventato dalle implicazioni omoerotiche del testo, avrebbe modificato in più punti il sesso del destinatario, facendone una donna. Le edizioni successive avrebbero ripreso il testo censurato, e solo l'edizione Laterza delle Rime, nel 1960, avrebbe ristabilito la dizione originaria.
Il tema del nudo maschile in movimento è comunque centrale in tutta l'opera michelangiolesca, tanto che è celebre la sua attitudine a rappresentare anche le donne coi tratti spiccatamente mascolini (un esempio su tutti, le Sibille della volta della Cappella Sistina). Non è una prova di attitudini omosessuali, ma è innegabile che Michelangelo non ritrasse mai una sua "Fornarina" o una "Violante", anzi i protagonisti della sua arte sono sempre vigorosi individui maschili.
Nel 1536 o 1538 è da collocarsi il primo incontro con Vittoria Colonna. Nel 1539 la donna rientrò a Roma e lì crebbe l'amicizia con Michelangelo, che la amò (almeno dal punto di vista platonico) enormemente e su cui ebbe una grande influenza, verosimilmente anche religiosa. A lei l'artista dedicò alcuni tra i più profondi e potenti componimenti poetici della sua vita.
Il biografo Ascanio Condivi ricordò anche come l'artista dopo la morte della donna si rammaricava di non aver mai baciato il viso della vedova nello stesso modo in cui aveva stretto la sua mano.
Michelangelo non prese mai moglie e non sono documentate sue relazioni amorose né con donne né con uomini. In tarda età si dedicò a un'intensa e austera religiosità.

## Le fonti su Michelangelo

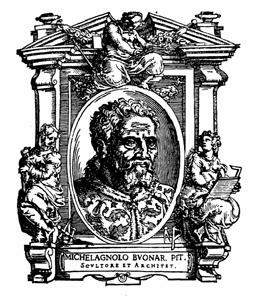
Ritratto di Michelangelo nella seconda edizione delle Vite di Vasari

Michelangelo è l'artista che, forse più di qualunque altro, incarna il mito di personalità geniale e versatile, capace di portare a termine imprese titaniche, nonostante le complesse vicende personali, le sofferenze e il tormento dovuto al difficile momento storico, fatto di sconvolgimenti politici, religiosi e culturali. Una fama che non si è affievolita coi secoli, restando più che mai viva anche ai giorni nostri.
Se il suo ingegno e il suo talento non sono mai stati messi in discussione, nemmeno dai più agguerriti detrattori, ciò da solo non basta a spiegarne l'aura leggendaria, né sono sufficienti la sua irrequietezza, o la sofferenza e la passione con cui partecipò alle vicende della sua epoca: sono tratti che, almeno in parte, sono riscontrabili anche in altri artisti vissuti più o meno nella sua epoca. Sicuramente il suo mito si alimentò anche di sé stesso, nel senso che Michelangelo fu il primo e più efficace dei suoi promotori, come emerge dalle fonti fondamentali per ricostruire la sua biografia e la sua vicenda artistica e personale: il carteggio e le tre biografie che lo riguardarono al suo tempo.

### Il carteggio
Nella sua vita Michelangelo scrisse numerose lettere che in larga parte sono state conservate in archivi e raccolte private, tra cui spicca il nucleo collezionato dai suoi discendenti a casa Buonarroti. Il carteggio integrale di Michelangelo è stato pubblicato nel 1965 e dal 2014 è interamente consultabile online.
Nei suoi scritti l'artista descrive spesso i propri stati d'animo e si sfoga delle preoccupazioni e i tormenti che lo affliggono; inoltre nello scambio epistolare approfitta spesso per riportare la propria versione dei fatti, soprattutto quando si trova accusato o messo in cattiva luce, come nel caso dei numerosi progetti avviati e poi abbandonati prima del completamento. Spesso si lamenta dei committenti che gli volgono le spalle e lancia pesanti accuse contro chi lo ostacola o lo contraddice. Quando si trova in difficoltà, come nei momenti più oscuri della lotta con gli eredi della Rovere per il monumento sepolcrale a Giulio II, il tono delle lettere si fa più acceso, trovando sempre una giustificazione della propria condotta, ritagliandosi la parte di vittima innocente e incompresa. Si può arrivare a parlare di un disegno ben preciso, attraverso le numerose lettere, teso a scagionarlo da tutte le colpe e a procurarsi un'aura eroica e di grande resistenza ai travagli della vita.

### La prima edizione delleVitedi Vasari (1550)
Nel marzo del 1550, Michelangelo, quasi settantacinquenne, si vide pubblicata una sua biografia nel volume delle Vite de' più eccellenti pittori, scultori e architettori scritto dall'artista e storico aretino Giorgio Vasari e pubblicato dall'editore fiorentino Lorenzo Torrentino. I due si erano conosciuti brevemente a Roma nel 1543, ma non si era instaurato un rapporto sufficientemente consolidato da permettere all'aretino di interrogare Michelangelo. Si trattava della prima biografia di un artista composta quando era ancora in vita, che lo indicava come il punto di arrivo di una progressione dell'arte italiana che va da Cimabue, primo in grado di rompere con la tradizione "greca", fino a lui, insuperabile artefice in grado di rivaleggiare con i maestri antichi.
Nonostante le lodi l'artista non approvò alcuni errori, dovuti alla mancata conoscenza diretta tra i due, e soprattutto ad alcune ricostruzioni che, su temi caldi come quello della sepoltura del papa, contraddicevano la sua versione costruita nei carteggi. Vasari dopotutto pare che non avesse cercato documenti scritti, affidandosi quasi esclusivamente ad amicizie più o meno vicine al Buonarroti, tra cui Francesco Granacci e Giuliano Bugiardini, già suoi collaboratori, che però esaurivano i loro contatti diretti con l'artista poco dopo dell'avvio dei lavori alla Cappella Sistina, fino quindi al 1508 circa. Se la parte sulla giovinezza e sugli anni venti a Firenze appare quindi ben documentata, più vaghi sono gli anni romani, fermandosi comunque al 1547, anno in cui dovette essere completata la stesura.
Tra gli errori che più ferirono Michelangelo c'erano le disinformazioni sul soggiorno presso Giulio II, con la fuga da Roma che era stata attribuita all'epoca della volta della Cappella Sistina, dovuta a un litigio col papa per il rifiuto a svelargli in anticipo gli affreschi: Vasari conosceva i forti disappunti tra i due ma all'epoca ne ignorava completamente le cause, cioè la disputa sulla penosa vicenda della tomba.

### La biografia di Ascanio Condivi (1553)
Non è un caso che appena tre anni dopo, nel 1553, venne data alle stampe una nuova biografia di Michelangelo, opera del pittore marchigiano Ascanio Condivi, suo discepolo e collaboratore. Il Condivi è una figura di modesto rilievo nel panorama artistico e anche in campo letterario, a giudicare da scritti certamente autografi come le sue lettere, doveva essere poco portato. L'elegante prosa della Vita di Michelagnolo Buonarroti è infatti assegnata dalla critica ad Annibale Caro, intellettuale di spicco molto vicino ai Farnese, che ebbe almeno un ruolo di guida e revisore.
Per quanto riguarda i contenuti, il diretto responsabile dovette essere quasi certamente Michelangelo stesso, con un disegno di autodifesa e celebrazione personale pressoché identico a quello del carteggio. Lo scopo dell'impresa letteraria era quello espresso nella prefazione: oltre a fare d'esempio ai giovani artisti, doveva "sopplire al difetto di quelli, et prevenire l'ingiuria di questi altri", un chiaro riferimento agli errori di Vasari.
La biografia del Condivi non è quindi scevra da interventi selettivi e ricostruzioni di parte. Se si dilunga molto sugli anni giovanili, essa tace ad esempio sull'apprendistato alla bottega del Ghirlandaio, per sottolineare il carattere impellente e autodidatta del genio, avversato dal padre e dalle circostanze. Più rapida è la rassegna degli anni della vecchiaia, mentre il cardine del racconto riguarda la "tragedia della sepoltura" (l'interminabile iter per la tomba di Giulio II), ricostruita molto dettagliatamente e con una vivacità che ne fa uno dei passi più interessanti del volume. Gli anni immediatamente precedenti all'uscita della biografia furono infatti quelli dei rapporti più difficili con gli eredi Della Rovere, minati da duri scontri e minacce di denuncia alle pubbliche autorità e di richiesta degli anticipi versati, per cui è facile immaginare quanto premesse all'artista fornire una sua versione della vicenda.
Altra pecca della biografia del Condivi è che, a parte rare eccezioni come il San Matteo e le sculture per la Sagrestia Nuova, essa tace sui numerosi progetti non finiti, come se con il passare degli anni il Buonarroti fosse ormai turbato dal ricordo delle opere lasciate incompiute.

### La seconda edizione delleVitedi Vasari (1568)
A quattro anni dalla scomparsa dell'artista e a diciotto dal primo lavoro, Giorgio Vasari pubblicò una nuova edizione delle Vite per l'editore Giunti, riveduta, ampliata e aggiornata. Quella di Michelangelo in particolare era la biografia più rivisitata e la più attesa dal pubblico, tanto da venire pubblicata anche in un libretto a parte dallo stesso editore. Con la morte la leggenda dell'artista si era infatti ulteriormente accresciuta e Vasari, protagonista delle esequie a Michelangelo svoltesi solennemente a Firenze, non esita a riferirsi a lui come al "divino" artista. Rispetto all'edizione precedente appare chiaro come in quegli anni Vasari si sia maggiormente documentato e come abbia avuto modo di accedere a informazioni di prima mano, grazie a un forte legame diretto che si era stabilito tra i due.
Il nuovo racconto è quindi molto più completo e verificato anche da numerosi documenti scritti. Le lacune vennero colmate con la sua frequentazione dell'artista negli anni del lavoro presso Giulio III (1550-1554) e con l'appropriazione di interi brani della biografia del Condivi, un vero e proprio "saccheggio" letterario: identici sono alcuni paragrafi e la conclusione, senza alcuna menzione della fonte, anzi l'unica citazione del marchigiano si ha per rinfacciargli l'omissione dell'apprendistato presso la bottega del Ghirlandaio, fatto invece noto da documenti riportati dallo stesso Vasari.
La completezza della seconda edizione è motivo di vanto per l'aretino: "tutto quel [...] che si scriverrà al presente è la verità, né so che nessuno l'abbi più praticato di me e che gli sia stato più amico e servitore fedele, come n'è testimonio fino chi nol sa; né credo che ci sia nessuno che possa mostrare maggior numero di lettere scritte da lui proprio, né con più affetto che egli ha fatto a me".

### IDialoghi romanidi Francisco de Hollanda
L'opera che da alcuni storici è stata considerata testimonianza delle idee artistiche di Michelangelo sono i Dialoghi romani scritti da Francisco de Hollanda come completamento del suo trattato sulla natura dell'arte De Pintura Antiga, scritto verso il 1548 e rimasto inedito fino al XIX secolo.
Durante il suo lungo soggiorno italiano, prima di tornare in Portogallo, l'autore, allora giovanissimo, aveva frequentato, intorno al 1538, Michelangelo allora impegnato nell'esecuzione del Giudizio universale, all'interno del circolo di Vittoria Colonna. Nei Dialoghi fa intervenire Michelangelo come personaggio a esprimere le proprie idee estetiche confrontandosi con lo stesso de Hollanda.
Tutto il trattato, espressione dell'estetica neoplatonica, è comunque dominato dalla gigantesca figura di Michelangelo, come figura esemplare dell'artista genio, solitario e malinconico, investito di un dono "divino", che "crea" secondo modelli metafisici, quasi a imitazione di Dio. Michelangelo diventò così, nell'opera di De Hollanda e in genere nella cultura occidentale, il primo degli artisti moderni.

## Caratteristiche fisiche
Nel 2021 il paleopatologo Francesco M. Galassi e l'antropologa forense Elena Varotto del FAPAB Research Center di Avola, in Sicilia, hanno esaminato le scarpe e una pantofola conservate a Casa Buonarroti, che la tradizione ritiene appartenute al genio rinascimentale, ipotizzando che l'artista fosse alto circa 1 metro e 60: un dato concorde con quanto sostenuto dal Vasari, il quale nella sua biografia dell'artista sostiene che il maestro fosse "di statura mediocre, di spalle largo, ma ben proporzionato con tutto il resto del corpo".

## Opere

### Opere letterarie
- Rime di Michelangelo Buonarroti raccolte da Michelangelo suo Nipote, in Firenze, appresso i Giunti, 1623.
- Rime di Michelangelo Buonarroti il Vecchio, con il commento di G. Biagioli, Parigi, presso l'editore in via Rameau nº 8, 1821.
- Rime e lettere, precedute dalla vita dell'autore scritta da Ascanio Condivi, Firenze, Barbèra, 1858.
- Le rime di Michelangelo Buonarroti, a cura di Cesare Guasti, Le Monnier, Firenze, 1863.
- Gaetano Milanesi (a cura di), Le lettere di Michelangelo Buonarroti, Firenze, Le Monnier, 1875.
- (DE) C. Frey (a cura di), Die Dichtungen des Michelagniolo Buonarroti, Berlino, 1897.

Edizioni moderne:
- Rime, Prefazione di A. Castaldo, Roma, Oreste Garroni Editore, 1910.
- Le rime e le lettere, precedute dalla vita di Michelangelo per Luigi Venturi, Collana Classici Italiani, Milano, Istituto Editoriale Italiano, 191[?]; Milano, Bietti, 1933.
- Poesie, Prefazione di Giovanni Amendola, Lanciano, Carabba, 1920.
- Le rime, Prefazione e note di Aldo Foratti, Milano, R. Caddeo, 1921.
- Lettere e rime, per cura di Guido Vitaletti, Torino, SEI, 1925.
- Le rime, Introduzione, note e cura di Valentino Piccoli, Collezione Classici Italiani, Torino, UTET, 1930.
- Rime, a cura di Gustavo Rodolfo Ceriello, Collana BUR n.747-749, Rizzoli, Milano, 1954.
- Rime, a cura di Enzo Noè Girardi, Laterza, Bari, 1960.
- Il carteggio di Michelangelo, edizione postuma di Giovanni Poggi, a cura di Paola Barocchi e Renzo Ristori, 5 voll., Firenze, S.P.E.S., 1965-83.
- Rime, premessa, note e cura di Ettore Barelli, Introduzione di Giovanni Testori, Milano, Rizzoli, 1975; Fabbri Editore, 1995-2001.
- Rime e lettere, a cura di Paola Mastrocola, UTET, Torino, 1992-2015; De Agostini, 2015.
- Rime, a cura di Matteo Residori, Introduzione di Mario Baratto, con un saggio di Thomas Mann, Collana Oscar Classici, Milano, Mondadori, 1998.
- Rime, a cura di Stella Fanelli, Prefazione di Cristina Montagnani, Garzanti, Milano, 2006.
- Le rime di Michelangelo (1623), a cura di Marzio Pieri e Luana Salvarani, La Finestra Editrice, Trento, 2006, ISBN 978-88-880-9771-8. [riproduce l'edizione delle Rime stampate a Firenze nel 1623].
- Rime, a cura di T. Gurrieri, Collana Classici, Firenze, Barbès, 2010, ISBN 978-88-629-4146-4.
- Rime, a cura di Paolo Zaja, Collana Classici, Milano, BUR-Rizzoli, 2010, ISBN 978-88-170-2908-7.
- Canzoniere, a cura di Maria Chiara Tarsi, Biblioteca di scrittori italiani, Milano, Guanda, 2015, ISBN 978-88-235-0936-8.
- Antonio Corsaro e Giorgio Masi (a cura di), Rime e lettere, Collezione Classici della letteratura europea, Milano, Bompiani, 2016, ISBN 978-88-452-8291-1.

## Omaggi
Michelangelo è stato raffigurato sulla banconota da 10.000 lire italiane dal 1962 al 1977.

### Film e documentari
- cortometraggio - Rolla e Michelangelo di Romolo Bacchini (1909)
- documentario - Michelangelo di Kurt Oertel (1938)
- documentario - Il titano, storia di Michelangelo di Kurt Oertel (1950)
- film tv - Vita di Michelangelo di Silverio Blasi (1964)
- lungometraggio - Il tormento e l'estasi di Carol Reed (1965)
- documentario - Michelangelo: The Last Giant di Tom Priestley (1966)
- documentario - The Secret of Michelangelo di Milton Fruchtman (1968)
- film tv - La primavera di Michelangelo di Jerry London (1990)
- cortometraggio - Lo sguardo di Michelangelo di Michelangelo Antonioni (2004)
- documentario - The Divine Michelangelo di Tim Dunn e Stuart Elliott (2004)
- film tv - Michelangelo Superstar di Wolfgang Ebert e Martin Papirowski (2005)
- lungometraggio - Michelangelo - Infinito con Enrico Lo Verso (2018)
- film lungometraggio - "Il peccato - Il furore di Michelangelo" di A. Konchalovsky (2019)

### Opere teatrali e musicali[123]
- Ferdinand Avenarius, Faust bei Michelangelo, in: Kunstwart XXI (1918), pp. 139–142
- Hugo Ball, Die Nase des Michelangelo, Leipzig, 1911
- Anita Barbiani, Michelangelo, Sarzana, 1955
- Domenico Bolognese, Michelangelo Buonarroti, Napoli, 1872
- Georg Braun, Raphael Sanzio von Urbino, Mainz, 1819
- Sylvano Bussotti, Nottetempo, Milano, 1976
- Salvatore Cammarano, Luigi Rolla, Trieste, 1872
- Barry Cornwall, Michelangelo, in: Dramatic Scenes and other poems, London 1857
- Pietro Cossa, I Borgia, in: Teatro in versi, Torino, 1881
- Etienne Delrieu, Michel Ange, Paris, 1802
- Wilhelm Dunker, Michelangelo, Stettin, 1859
- Gustav Eberlein, Michelangelo, Roma 1942
- Dietrich Eckart, Lorenzaccio, München, 1918
- Konrad Falke, Michelangelo, in: Dramatische Werke, vol. V, Zurich, 1933
- Arthur Fitger, Michelangelo, Bremen, 1874
- Giorgio Giachetti, Rolla, Napoli, 1841
- Paolo Giacometti, Michelangelo Buonarroti, in: Teatro, Milano, 1874
- Joseph A. Gobineau, La Renaissance, Monaco, 1947
- Hans J. Haecker, Die Michelangelo Tragoedie, Berlin, 1942
- Friedrich Hebbel, Michel Angelo, in: Werke, vol. III, Berlin, 1908
- Alexandru Kiritescu, Michelangelo, Bucarest, 1948
- Miroslav Krleža, Michelangelo, in: Legende, Zagreb, 1956
- Charles Lafont, Michelangelo e Rolla, trad. it. di Gottardo Calvi, Napoli, 1853
- Henry Wadsworth Longfellow, Michael Angelo, in: The poetical works, Boston, 1975
- Luigi Manzotti, Rolla, Roma, 1881
- Otto zur Nedden, Michelangelo, 1950
- Adam Oehlenschlaeger, Correggio, in: Théatre chiosi de Oehlenschlaeger et de Holberg, trad. franc. di Xavier Marmier e di David Solti, Paris, 1881
- Vincenzo Pieracci, Michelangelo Buonarroti, in: Commedie, Firenze, 1820
- Otto von der Pfordten, Michel-Angelo, Berlin, 1897
- Johann Baptist Rousseau, Michel Angelo, Aachen, 1825
- Francesco Rubino, Rolla, Napoli, 1841
- Giorgio Veronesi, L'ultima notte di Michelangelo a Roma. La cometa e la peste, in: Teatro, Roma, 1991
- Daniele Pieroni, Vittoria Colonna e Michelangelo, Roma, 2006.